# Istrien
Istrien (kroatisch/slowenisch Istra, italienisch Istria, istriotisch Eîstria) ist mit einer Fläche von etwa 3500 km² die größte Halbinsel an der nördlichen Adria. Sie erstreckt sich zwischen dem Golf von Triest und der Kvarner-Bucht vor Rijeka, im Osten reicht sie bis zur rund 1400 m hohen Učka. An der Halbinsel haben drei Staaten Anteil. Der größte Flächenanteil befindet sich auf dem Gebiet Kroatiens, ein kleinerer im Norden gehört zu Slowenien, zu Italien gehört nur das Gebiet um Muggia und dessen Umland.
Istrien liegt am Nordrand der Adriatischen Platte, die auch bei der Entstehung der umgebenden Gebirge, nämlich der Alpen, des Apennin und der Dinariden eine zentrale Rolle spielte. Diese Gebirgszonen entstanden bei der Kollision mit dem Eurasischen Kontinent. Heute ragen am Ostrand Istriens die Berge noch bis über 1400 m auf, die Gesteine stellen zu großen Teilen den Boden eines verschwundenen Ozeans dar. Daher dominieren Kalk- und Dolomit, Sandstein und Mergel (im Nordosten), was zur Bildung zahlreicher Höhlen in der Karstlandschaft geführt hat, aber auch dort, wo Kalk vorherrscht, zu Trockenheit. Infolgedessen konzentriert sich die menschliche Besiedlung auf die küstennahen Gebiete, zumal das umgebende Meer zu einem milden Klima beiträgt. Allerdings ist die Einwohnerzahl rückläufig, sie liegt oberhalb von 300.000.
Menschliche Spuren lassen sich über eine Million Jahre zurückverfolgen. Die früheste bäuerliche Lebensweise setzte um 5750 v. Chr. ein. Allerdings blieb die Besiedlung bis etwa 2000 v. Chr. dünn. Erst starke Zuwanderung ermöglichte nunmehr den Bau städteartiger Siedlungen und Festungsbauten. In der Bronzezeit entstanden regionale Herrschaftsstrukturen, es dominierten die Histrier, die Istrien den Namen gaben. Bis 177 v. Chr. eroberten die Römer die Halbinsel, die vollständig romanisiert wurde, was sich bis heute in zahlreichen Monumenten niederschlägt.
Epidemien, militärische Auseinandersetzungen und Bewegungen zahlreicher, nur partiell ethnisch geschlossener Gruppen führten zu einer Dezimierung der Bevölkerung im Frühmittelalter, in deren Verlauf die slawischen Zuwanderer das Hinterland zunehmend vereinnahmten, während die romanische Bevölkerung in den Küstenstädten lebte. Mit den Franken wurde das Gebiet zeitweise dem Patriarchat Aquileia zugeschlagen, womit das Hinterland politisch eigene Wege ging. Auch führte der Rückzug der Flottenmacht Byzanz zu einem Machtvakuum, dem Anwachsen lokaler Seefahrerstädte, die als Piraten wahrgenommen wurden, Kaperflotten der Sarazenen erschienen im 9. Jahrhundert auch vor Istrien, ebenso wie Ungarn (ab etwa 900).
Zwischen dem Königreich Ungarn und Venedig entspann sich ein langer Konflikt um die Herrschaft am Ostrand der Adria, wobei ab dem 11. Jahrhundert die Republik Venedig die Städte Istriens beherrschte (bis 1797). Über einen Reichsfürsten, den Patriarchen von Aquileia, versuchte das Römisch-deutsche Reich seinen Einfluss zu wahren – am Ende dominierten die Habsburger das istrische Hinterland. Nach 1797 beherrschten Österreich (bis 1866) und kurzzeitig unter Napoleon Frankreich das Gebiet.
Die Mehrheit der Bewohner sprach längst Kroatisch, mehr als jeder Vierte allerdings weiterhin Italienisch. Italien beanspruchte Istrien spätestens ab 1915, besetzte es 1939 als Teil des italienischen Staatsgebietes. Gegen Kriegsende wurde die Mehrheit der Italiener infolgedessen gewaltsam vertrieben, die Grenzziehung blieb noch Jahrzehnte umstritten; nach dem Ende des Jugoslawienkriegs konnten sich auch Kroatien und Slowenien lange nicht über den genauen Grenzverlauf einigen. Heute wird das gemeinsame kulturelle Erbe hervorgehoben. Rund 60 % der Istrier sprechen Kroatisch, dann folgen Slowenisch (über 20 %) und Italienisch (mehr als 10 %), im Osten Istriens existieren zwei rumänische Sprachen, wobei Mehrsprachigkeit häufig ist. Wirtschaftlich dominiert heute der seit mehr als 200 Jahren geübte Tourismus, Landwirtschaft, insbesondere Wein und Olivenöl, spielt eine bedeutende Rolle. Die einst bedeutende Schiffbauindustrie spielt kaum noch eine Rolle.

## Name
Im Gegensatz zur legendenhaften Verbindung des Namens der Halbinsel mit der Stadt Histria am Schwarzen Meer, der Donau (Ister) und der Argonautensage, kann nur als gesichert gelten, dass den Namen der Halbinsel als erster Hekataios von Milet (ca. 560–480 v. Chr.) in seiner Periegesis erwähnt. Die Bezeichnung Istrien geht wohl auf den Namen der Histrier zurück. Es ist ungeklärt, ob diese zu den Venetern oder zu den Illyrern gehörten. Nach Titus Livius (Ab urbe condita 1,1,1–3) und Vergil (Aeneis 1,242–249) sowie Claudius Aelianus (De natura animalium 14,8) führte der Trojaner Antenor die aus dem kleinasiatischen Paphlagonien vertriebenen Heneter an die Mündung des Po und gründete dort die Stadt Patavium.

## Gliederung, Geologie, Klima, Flora und Fauna

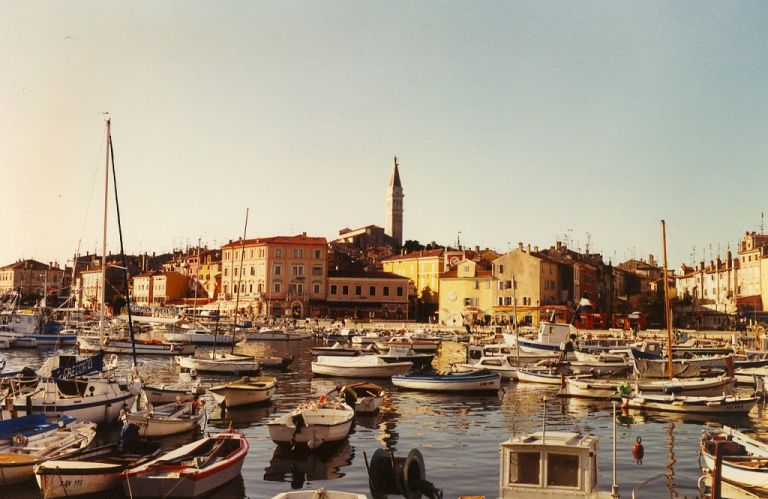
Rovinj an der Westküste

Die 537 km lange Küste ist tief gegliedert, einige Meeresarme wie der Limski-Kanal (zwischen Vrsar und Rovinj) oder die Bucht von Plomin-Fianona an der Ostküste Istriens reichen tief ins Innenland und haben fjordähnlichen Charakter.
Die höchste Erhebung auf Istrien ist der Berg Vojak (1401 m) im Učka-Gebirge. Die südliche Spitze der Halbinsel bildet das Naturschutzgebiet Kap Kamenjak (Capo Promontore – Rt Kamenjak oder auch Donji Kamenjak). Bedeutend ist auch der Nationalpark Brijuni. Vor Istriens Westküste liegen außerdem die Brijuni-/Brioni-Inseln, die Insel Cres an der Ostküste der Halbinsel.

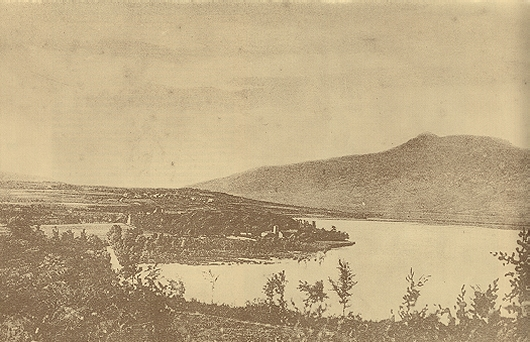
Der Čepić-See, fotografiert um 1900. Er wurde 1932 trockengelegt.

Der einzige Binnensee auf der Halbinsel war bis 1932 der Čepić-See bei Plomin im Osten. Er wurde mit Hilfe eines über 4,5 km langen Tunnels trockengelegt, der 1928 bis 1932 gebaut wurde.

### Geologie

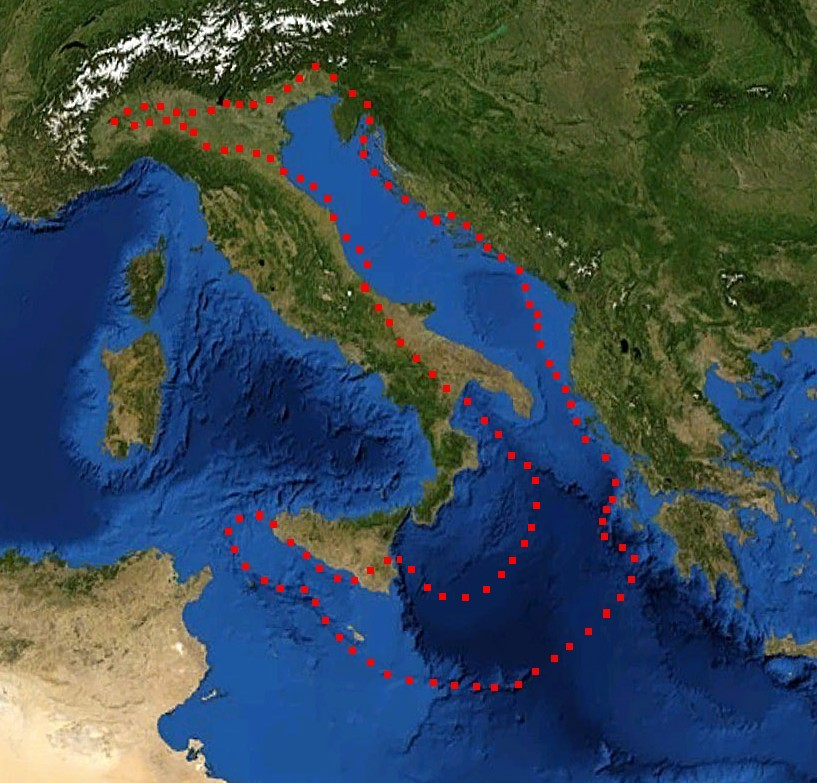
Ungefährter Grenzverlauf der Apulischen Platte

Istrien gehört zum äußersten Norden der Adriatischen Platte, die nach heutigem Kenntnisstand keine eigenständige Platte, sondern ein spornartig nach Norden ragender Teil der größeren Apulischen Platte war. Die Adriatische Platte umfasst einen erheblichen Teil Oberitaliens einschließlich der nördlichen Adria mit Istrien, einen Großteil der Ostalpen sowie der Südalpen, schließlich im Osten den Westteil des Dinarischen Gebirges. Die Kollision dieses Kontinents mit dem Kontinent Eurasien führte zur Bildung der Alpen im Norden, des Apennin im Westen und der Dinariden im Osten. Durch die anhaltende Schließung der Tethys, eines Ozeans, wurde die Apulische Platte im Tertiär zum Teil auf den Rand der Eurasischen Platte überschoben (Alpen), zum Teil unter sie subduziert (Dinariden). Diese letztere Subduktion unter die Eurasische Platte begann vor 100 bis 120 Millionen Jahren, verunklärt durch Seiten- und Rücküberschiebungen. Insgesamt wurde ein Großteil des ehemaligen Kontinents „Groß Adria“ bis 1500 km tief unter die Erdkruste subduziert. Sie bildet dabei allerdings in den Ost-Alpen die obere, im Apennin und den Dinariden die untere Platte. Die fortbestehende, gegen den Uhrzeigersinn läufige Rotation der Adriatischen gegen den europäischen Teil der Eurasischen Platte ist Auslöser zahlreicher Erdbeben.
Die geologischen Verhältnisse Istriens sind hauptsächlich von Kalksteinen, Dolomiten und Sand- und Mergelsteinen geprägt. Auf der gesamten Halbinsel zeigen die Landschaften Karsterscheinungen unterschiedlicher Ausprägung. Sie stellen eine südlich gerichtete Fortsetzung dieser im Triester Karst beginnenden Strukturen dar. Auf Istrien sind über 2000 Höhlen nachgewiesen.
Die Oberfläche der Halbinsel wird neben wenigen quartären Sedimenten im Norden (Mirna-Tal) und im Osten (Raška Draga) nur aus Gesteinen des Paläogens, der Kreide und des oberen Juras gebildet. Die Juraablagerungen sind die ältesten geologischen Einheiten in Istrien, bilden aber nur eine kleinere Zone an der Westküste zwischen den Städten Poreč und Rovinj. Die Sedimente der unteren Kreide liegen auf den Jurabildungen konkordant auf und machen den größten Teil Istriens aus. Ihr folgen fast in gleicher Flächenausdehnung paläogene Ablagerungen.
Istriens Landschaft wird traditionell in drei natürliche Zonen eingeteilt, die nach visuellen Merkmalen allgemein als „weißes“, „graues“ und „rotes“ Istrien bezeichnet werden. Dabei umfasst das „Weiß-Istrien“ die nordöstlichen und südwestlichen Randgebiete eines Dreiecks, wo im Norden hochgelegene Karstgebiete die sich zwischen Sočerb bei Muggia und dem Učkagebirge bis in die Gegend der Stadt Labin erstrecken. Dazu gehören die „Istria montana“, das bergige Istrien, und die Ćićarija (Cicceria) die wegen ihrer Karstmorphologie auch als Tschitschenkarst (früher Tschitschenboden) bekannt ist. Das hier vorherrschende Gestein ist ein heller Kalkstein.
Das „Grau-Istrien“ hingegen ist eine Mulde, die sich im Mittelteil der Halbinsel erstreckt, nämlich vom Golf von Triest zum Rašatal, um sich von Buzet bis Pazin zu erstrecken. Dieser Teil besteht aus felsigen Hügeln mit grauen Mergelböden aus dem Eozän. Diese erreichen Höhen bis maximal 600 m über dem Meeresspiegel und bilden den Flysch, der sich mit Sedimentgesteinen aus Meeresablagerungen abwechselt. Der mittlere Teil Istriens weist viele Lehmböden auf und wird nach dessen Farbe als Grau-Istrien bezeichnet. Dieses hügelige Land ist erheblich zerklüftet, sehr trocken, nur dünn besiedelt. Die prägenden Gesteine sind hier Sandsteine, Mergelgesteine und vereinzelt Brekzien.

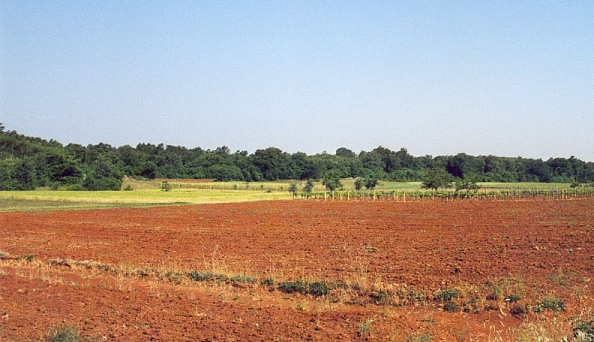
Roterde-Boden bei Vrsar

Die mit „Rot-Istrien“ bezeichnete und gering gewölbte Landschaft befindet sich im Süden und bildet ein Dreieck zwischen Kamenjak, dem Kap Savudrija (Punta Salvore) und dem Plomin-Tal. Auch hier gibt es Plateauflächen, doch sind sie von zahlreichen Taleinschnitten durchsetzt. Zwischen dem zentralen Teil und der westlichen Küstenzone erstreckt sich ein Kalksteinplateau mit aufliegenden Terra-rossa-Böden. Diese roten Böden gaben diesem Landesteil den Namen „Rot-Istrien“'. Nur wenige Schluchten schneiden in dieses Plateau mit einer Höhenlage zwischen 200 und 400 Metern ein. Die größten Einschnitte bilden der Fjord Limski-Kanal und das Mirna-Tal von der westlichen Küste ausgehend und die Raška Draga im Osten, die alle mit tektonischen Linien korrespondieren. In dieser Zone befinden sich Lagerstätten sehr dichter Kalksteine, die mindestens seit der römischen Epoche für Bausteine und Bildhauerzwecke genutzt werden. Die baulichen Zeugnisse der Römer in Pula sind überwiegend aus istrischen Kalksteinen errichtet worden. Der Steinbruch Vinkuran bei Pula wird deshalb auch als cava romana bezeichnet. Insbesondere die an der Westküste liegenden Abbaustellen lieferten über lange Zeitabschnitte Baumaterial für Venedig. Später sind sie im gesamten Gebiet der Österreichisch-Ungarischen Monarchie zur Anwendung gekommen und wurden unter dem Sammelbegriff Karstmarmore in Konkurrenz zu den Werksteinen aus der Umgebung von Triest eingesetzt. Die ausgedehnten Terra-rossa-Vorkommen waren die Grundlage einer seit römischen Zeiten betriebenen Ziegelproduktion.
Während das rote und das weiße Istrien, bedingt durch geringen Regen und die Wasserdurchlässigkeit des Untergrundes überwiegend trocken sind und eine entsprechende Vegetation aufweisen, ist das mergelhaltige Gebiet von Wasserläufen durchsetzt, denn der Boden lässt kaum Wasser durch. Dort befinden sich mit der Mirna (53 km), sowie den Flüssen Rižana, Raša und Dragonja die längsten Flüsse der Halbinsel. Die einzige zur Trinkwassergewinnung genutzte Talsperre im kroatischen Teil ist der Butoniga-Stausee im Zentrum der Halbinsel. Der Letaj-Staudamm im Lauf der Boljunčica konnte wegen ungünstigen hydrologischen Verhältnissen des Untergrunds die erhofften Ziele Hochwasserschutz und Bewässerungsaufgaben in der Landwirtschaft nicht erreichen. Am Rande der slowenischen Stadt Koper befindet sich der kleine Vanganel-See, der dem Hochwasserschutz, der Fischzucht und der Naherholung dient.
Um die frühe geologische Erkundung von Istrien hat sich in besonderer Weise der österreichisch-ungarische Geologe Guido Stache verdient gemacht.

### Flora und Fauna, naturräumliche Gliederung

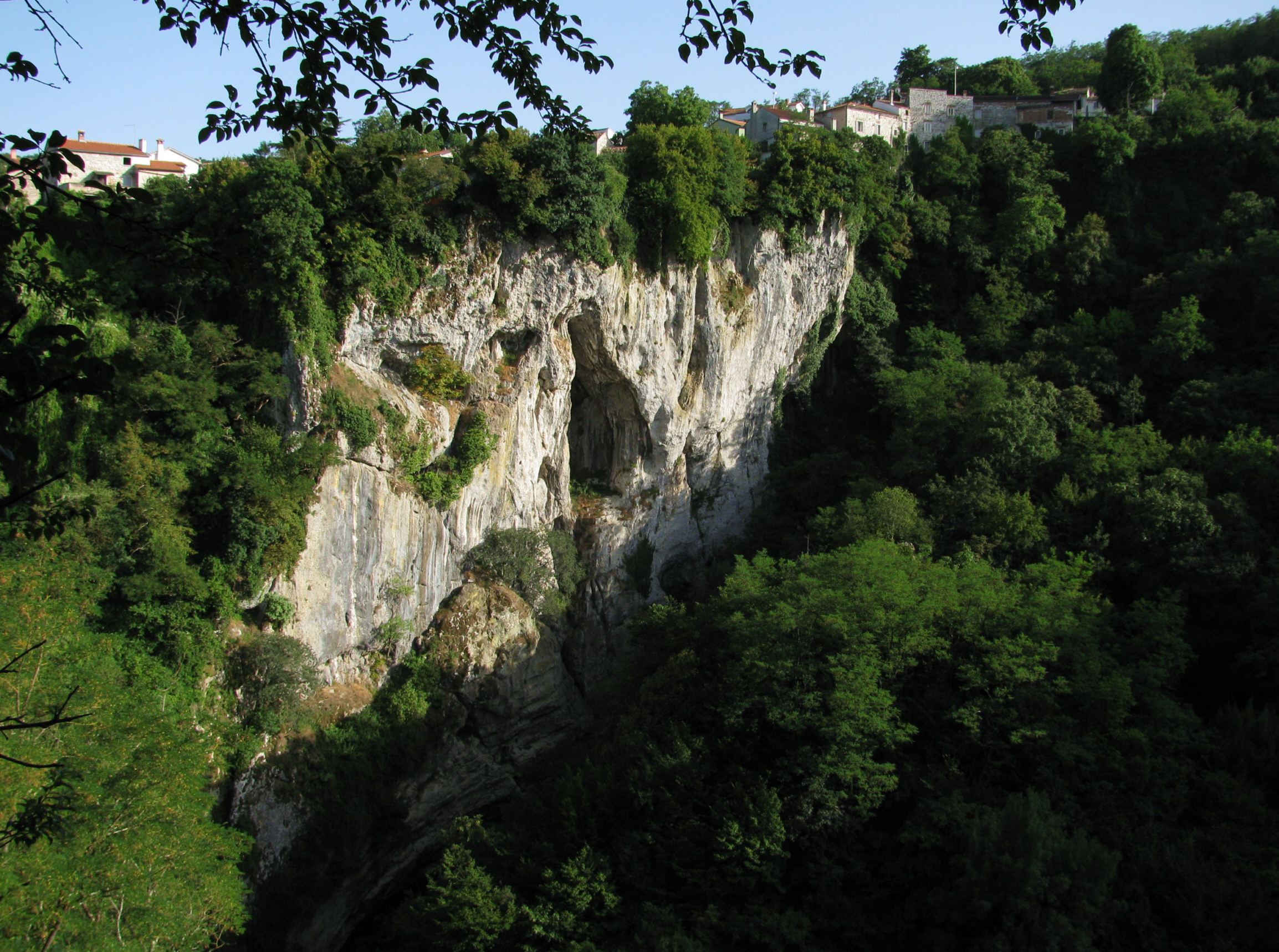
Fojba-Schlucht in Pazin

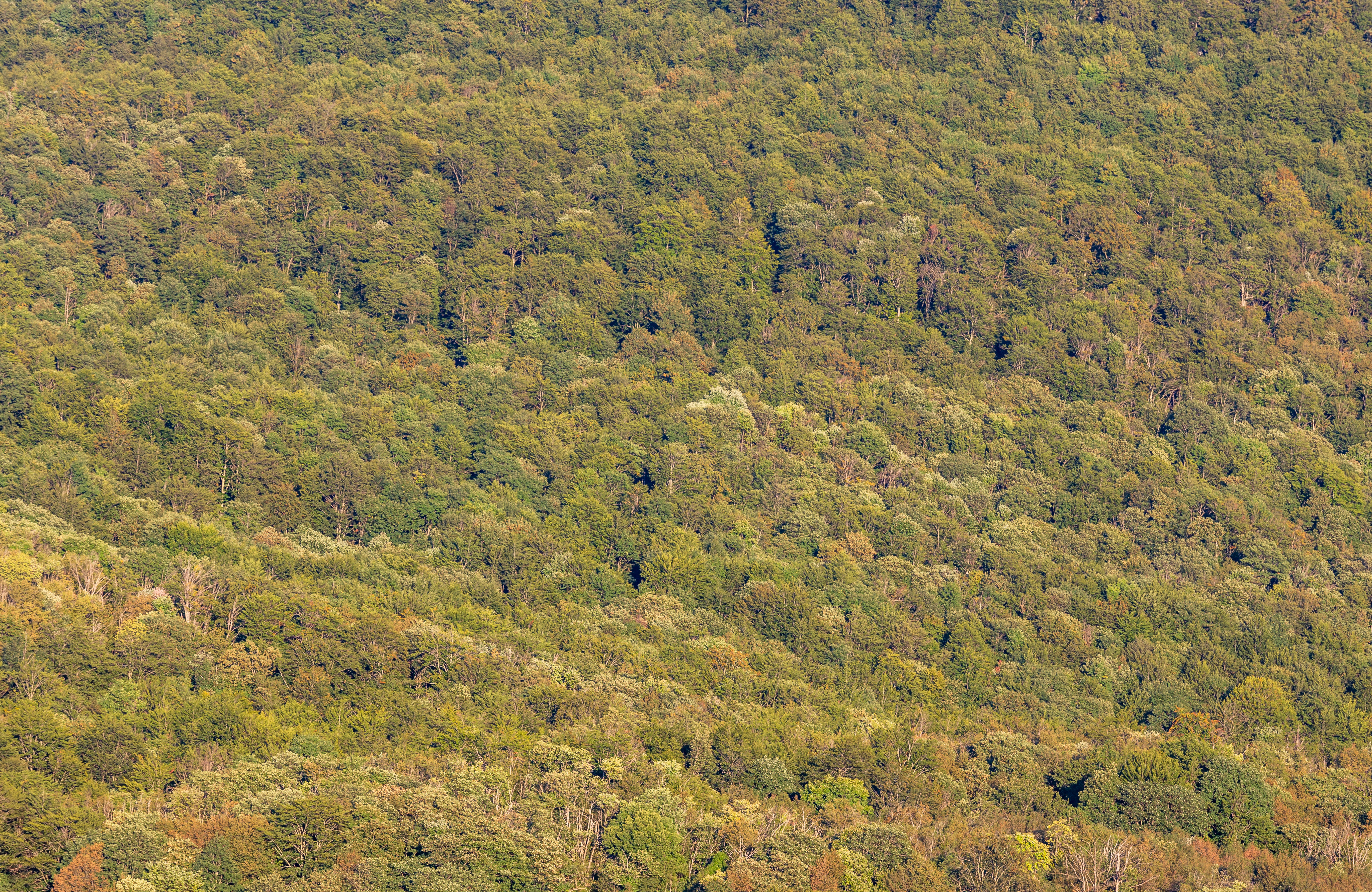
Dichter Wald im Naturpark Učka

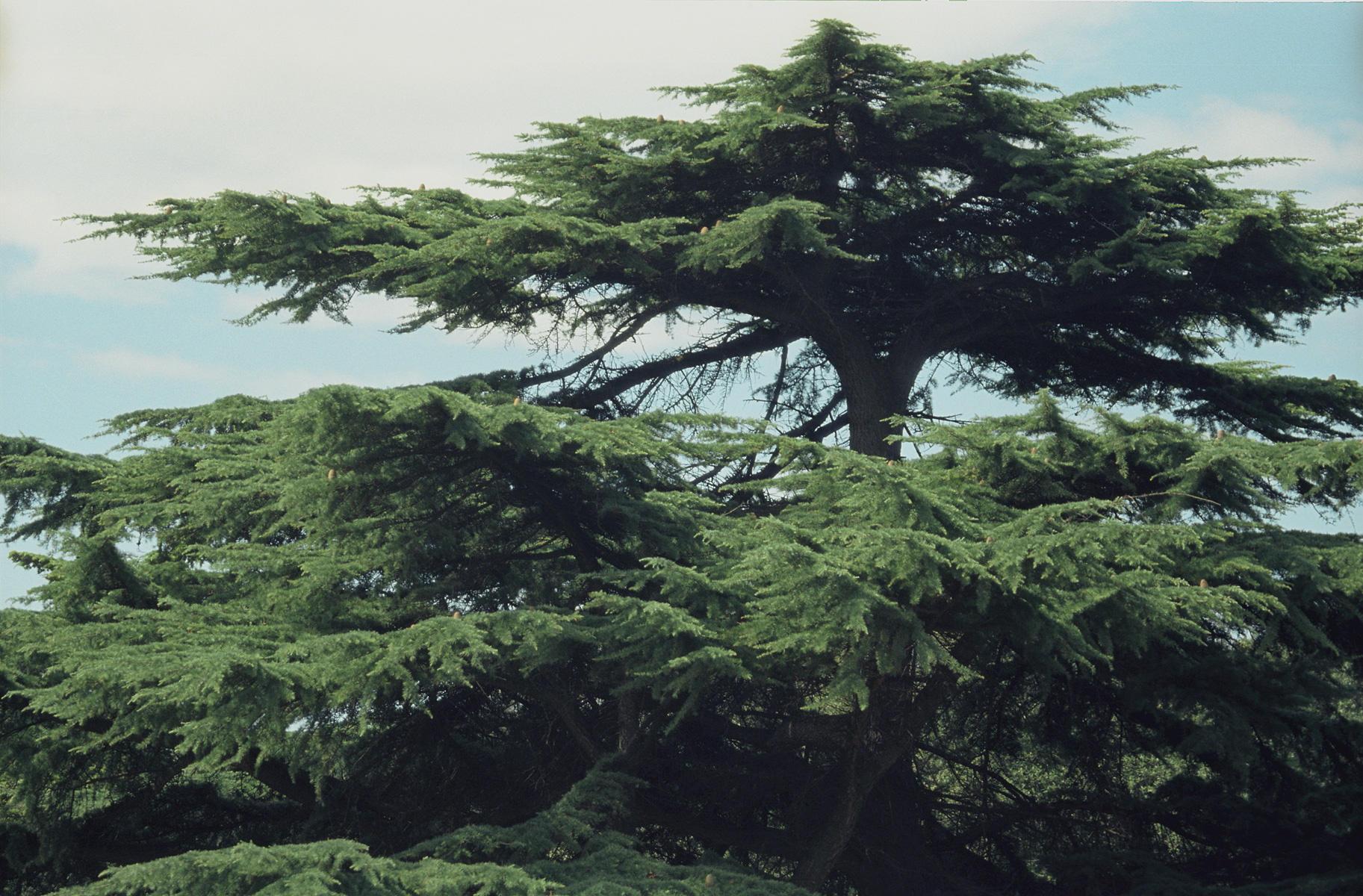
Libanon-Zeder im Süden Istriens

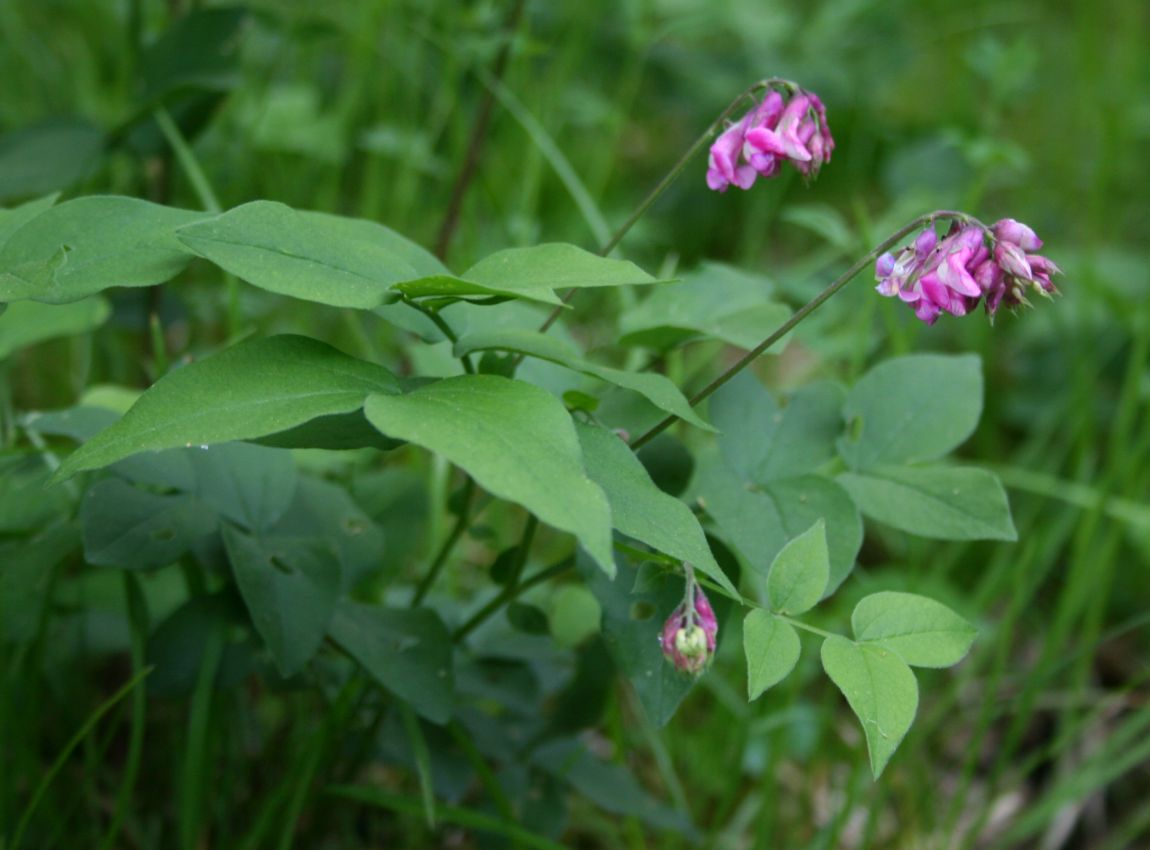
Venezianische Platterbse

Über Jahrtausende war das Hinterland die Lebens- und Wirtschaftszone von Hirten und ihren Tieren. Doch diese Lebensweise ist in den letzten Jahrzehnten weitgehend aufgegeben worden, was die Landschaft stark verändert hat. Zu diesen Veränderungsprozessen zählt die Wiederverwaldung der einstigen Weidegebiete. Intensivierte Landwirtschaft hat andererseits die Zusammensetzung der Flora drastisch verändert. Sie engt ebenso die offene Landschaft ein, wie der Landschaftsverbrauch durch den Tourismus.
Andererseits entziehen sich viele Gebiete menschlicher Nutzung. Auf den von Meereswellen umspülten Felsen und in den zumeist steinigen Strandabschnitten entwickeln sich Pflanzengesellschaften, die durch sehr salzresistente Arten dominiert werden. In den flachen Gewässern entwickeln sich häufig Seegraswiesen. In den trockenen, für menschliche Nutzung wenig attraktiven Gebieten, halten sich entsprechende Arten. Dies gilt auch für die Flussmündungsgebiete, wo zahlreiche Brackwasserbewohner anzutreffen sind. Oft nur wenige Meter oberhalb der Küstenlinie siedeln sich Laubwälder an. Charakteristische Arten sind dort Steineiche und Manna-Esche, die am Golf von Triest die nördliche Grenze ihrer Verbreitung erreicht.
Mediterraner Mischwald findet sich mit nur kurzen Unterbrechungen ab Kamenjak, Pula und Rovinj bis nach Vrsar und in weiteren Abschnitten bis Lanterna entlang des Meeres, dann an der Mündung der Mirna, in der Nähe von Punta Savudrija und im bereits slowenischen Stena. Entlang der Ostküste findet man derartige Waldgebiete in einem Gebiet jenseits von Ližnjan bis Labin, und wieder mit Unterbrechungen bis nach Opatija, wo wieder mehr Laubbäume auftreten. Durch Trockenheit und den Sturm Vaia (29. Oktober 2018) erlitten große Waldgebiete Oberitaliens und Istriens erhebliche Schäden, wurden anfällig für Borkenkäfer.
In den durch menschliche Nutzung degradierten Buschlandgebieten sind mediterrane Garrigue, Strauch- und Baumformationen, sekundäre Trockenwiesen und Weiden anzutreffen. Weiter landeinwärts herrschen wieder Eichen vor.
In den Dolinen werden aufgrund des besonderen Mikroklimas, das durch die thermische Inversion hervorgerufen wird, für die jeweilige Klimazone untypische und mesophile Pflanzenformationen beobachtet.
Schutzbemühungen reichen sehr weit zurück, wenn auch nicht vom Gedanken der Erhaltung um ihrer selbst willen getrieben. So finden sich entlang des Flusslaufs der Mirna die Überreste des wichtigen Waldes der Markus-Ebene (Montona), der von der Republik Venedig geschützt wurde, als der Westen Istriens bis 1797 unter dessen Oberhoheit stand. Über die Mirna, seinerzeit Quieto genannt, wurde das Holz der Eichen und Ulmen unter großem Aufwand zur Küste gebracht. Sie dienten vor allem dem Schiffbau Venedigs – dazu schützte Venedig insgesamt vier Waldgebiete in Oberitalien und jenes auf Istrien – doch war der Zugang über den Quieto schwierig und dadurch teuer. Dieser Wald wird seit 2011 nach dem Vorbild des kanadischen Model Forest bewirtschaftet. Dieses Konzept stellt Interessen und Geschichte aller Anrainer und sonstigen Interessenten einschließlich der 17 beteiligten Gemeinden in den Vordergrund, um dem Wald wieder Stetigkeit zu verleihen. Erst nach Feststellung lokaler Traditionen und einer Idealvorstellung bei insgesamt zwölf Zusammenkünften wurde ein übergreifendes Konzept entwickelt, das die Handlungsgrundlage staatlicher Hilfe darstellen soll. So werden etwa die Interessen von Trüffelsammlern, Honigproduzenten, Hirten, Zierpflanzengärtnern etc. mit einbezogen, aber auch ökologische Grundsätze, die den gesamten Mittelmeerraum in den Blick nehmen. Eine Stiftung bezieht zudem übergreifende, auch internationale Ansätze mit ein. Schließlich wurden tausend Exemplare einer Broschüre in Kroatisch verteilt, die die Rechte der Miteigner aufführt. Schutzbemühungen, wie die Venedigs, dienten verschiedenen Zwecken. Während sie in diesem Falle der venezianischen Flotte dienten, die große Mengen hochgewachsener, gerader Bäume verschlang, diente die Schutzbestimmung, die ab 1541 in Österreich galt, den Bedürfnissen des Bergbaus.
Schwemmlandebenen bestehen nur wenige. Das oft trockene Binnenland bietet Waldgesellschaften, die sich in einem Mosaik zwischen Siedlungsgebieten, Ackerland und Heuwiesen etabliert haben, Raum, dann aufgegebene Wiesen und Weiden, die wie Ödland wirken, aber für bestimmte Arten essentiell sind. Schließlich bestehen Baum-Busch-Formationen, die auf verlassenen Weideflächen oder Äckern Wurzeln schlagen, und schließlich typische Pflanzengesellschaften auf glazial beeinflussten Böden und felsigen, oft verkarsteten Untergründen.

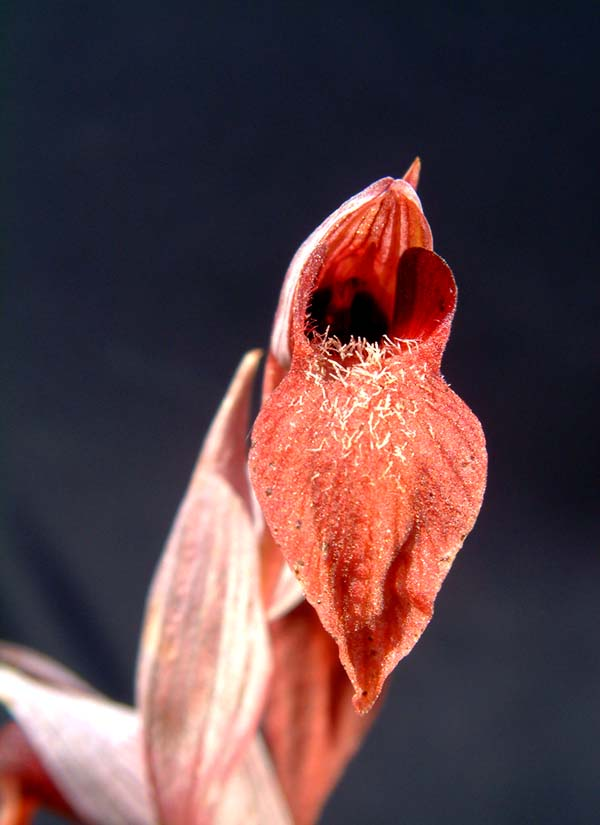
Serapias istriaca

Die frühesten Hinweise zur Flora Istriens stammen von Pietro Andrea Mattioli, Johann Bauhin und Giacomo Filippo Tomasini. Das umfassendste Werk stammt von Walter K. Rottensteiner (Exkursionsflora für Istrien), eine Arbeit von 59 Autoren, die 2014 veröffentlicht wurde. Auf der Halbinsel sind rund 4000 Gefäßpflanzen bekannt, wobei mit der besagten Publikation 256 neue Arten bekannt gemacht wurden. Allein 146 Orchideenarten sind bekannt, darunter sind die häufigsten: Kleines Knabenkraut, Pyramiden-Hundswurz, Purpur-Knabenkraut, Bienen-Ragwurz, Dreizähniges Knabenkraut, Adria-Riemenzunge und Große Spinnen-Ragwurz. Damit sind auf Istrien Orchideen häufiger als in allen italienischen Regionen. Dabei ist die Gattung der Ragwurzen mit 21 Arten am häufigsten vertreten, gefolgt von den Knabenkräutern mit 11 Arten. Mit 55 Arten kommen auf Cres die meisten Arten vor, auf der Halbinsel selbst ragen Podpeć, Valle, Vranja, Ćićarija und Pazin hervor, wo jeweils über 40 Arten nachgewiesen wurden. Dabei gibt es drei endemische Arten. Diese sind Ophrys istriensis, Ophrys zinsmeisteri und Serapias istriaca, einige weitere Arten kommen nur auf Istrien und in Dalmatien vor.
Eine Reihe endemischer Arten weist auch die Fauna auf, bedingt vor allem durch die über 2000 Höhlen der Halbinsel. So kommt Niphargus echion, eine Art aus der Ordnung der Flohkrebse, nur hier vor, ebenso wie Thaumatoniscellus speluncae, eine Asselart, aber auch Monolistra jalcici, der Hundertfüßer Eupolybothrus obrovensis, die Höhlenkäfer Leptodirus hochenwartii oder Croatodirus bozicevici. Hier lebt auch der nur auf Istrien und in Dalmatien vorkommende Grottenolm.
Von den 38 Süßwasserfischarten auf Istrien sind zwölf Arten endemisch, vor allem im Mirna. Dabei gilt die östliche Adria als hot spot der Biodiversität mit zahlreichen endemischen und bedrohten Arten. 2016 waren in Europa 571 Arten bekannt.

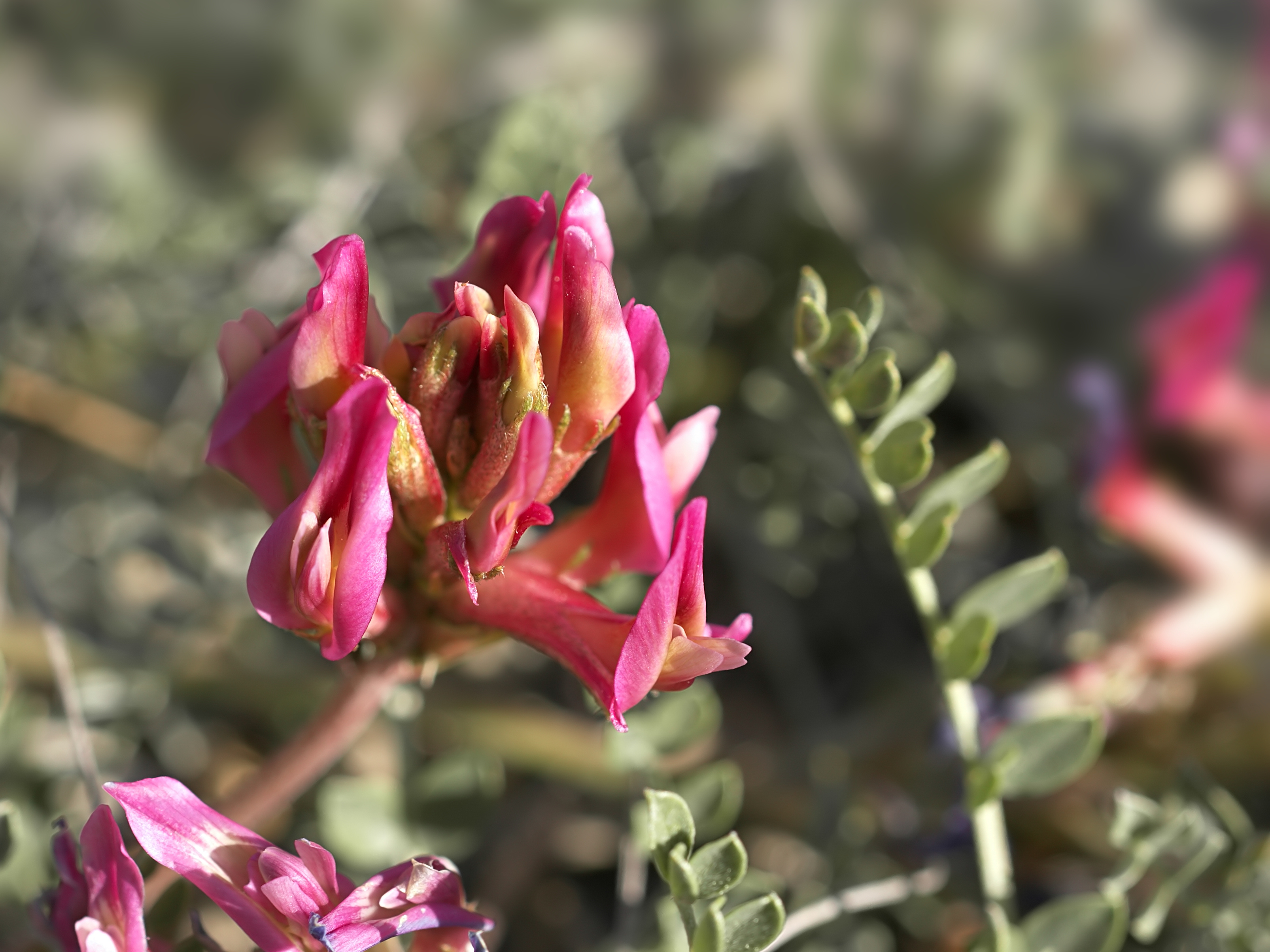
Diese Art braucht Astragalus monspessulanus, eine Bocksdorn-Art, um bestehen zu können.

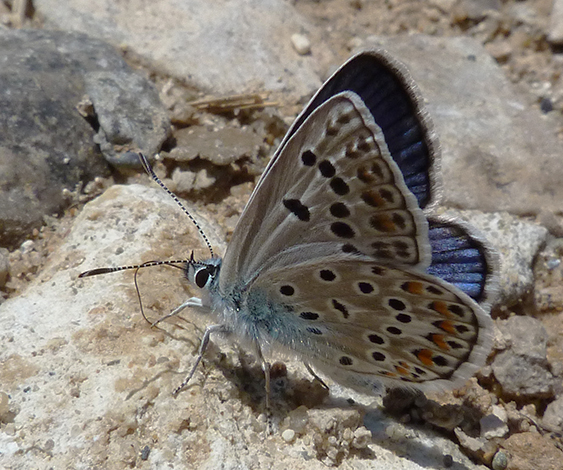
Polyommatus escheri ließ sich 2012 erstmals auf Istrien nachweisen.

Untersuchungen zu Schmetterlingen am Monte Maggiore begannen spätestens 1909 mit Egon Galvagni. Zwar erfolgten ab den späten 1950er Jahren weitere Einzeluntersuchungen, doch erst in jüngster Zeit kam es zu einer Systematisierung. Dabei wurden 136 Arten nachgewiesen, was 69 % des Bestandes ganz Kroatiens entspricht. Die häufigsten Arten waren: Kleines Wiesenvögelchen, Großes Ochsenauge, Hauhechel-Bläuling, Segelfalter und Himmelblauer Bläuling, Senfweißling. Als besonders gefährdet gelten: Quendel-Ameisenbläuling und Lungenenzian-Ameisenbläuling. Weitere 12 Arten befinden sich auf der Liste der in Europa gefährdeten Arten, wie das Stromtal-Wiesenvögelchen; neben letzterer sind zwei weitere Arten besonders geschützt, nämlich der Große Feuerfalter und der Skabiosen-Scheckenfalter. Dabei gilt das Mirna-Gebiet als besonders schmetterlingsreich. Das Südliche Ochsenauge (Pyronia cecilia) ließ sich erstmals auf Istrien nachweisen. Die Umnutzung von Lichtungen und Wiesen, etwa durch Wein- und Olivenbau, sowie das Verschwinden zahlreicher Viehweiden zerstört in den letzten Jahrzehnten vielfach ihre Habitate.
Apus pallidus illyricus, auch Adria-Fahlsegler genannt, ist eine der Vogelarten im äußersten Süden Istriens. Sie wurde erst 1870 entdeckt, man hielt ihn bis weit ins 20. Jahrhundert für eine Unterart des Mauerseglers. Die Art kam zwischen dem äußersten Süden Istriens und Montenegro vor, erscheint aber inzwischen auch in Albanien, Südserbien und Nord-Mazedonien. Am südistrischen Kap Kamenjak wurden sieben Paare ermittelt.
Acht Kilometer südwestlich von Rovinj entstand das wichtigste Vogelschutzgebiet Istriens, das Ornitološkin rezervat Palud. Die einstige Süßwassermarsch wurde von den Österreichern 1906 mit Meerwasser geflutet, um die Mosquitos zu beseitigen. Dort lassen sich 219 Vogelarten nachweisen; Vogelbeobachtung ist dort möglich.
Wie in vielen verstädterten Gebieten zwingt andererseits die Zerstörung der Landschaft zahlreiche Tiere, in die Städte umzusiedeln. Dort passen sie sich dem jeweiligen lokalen Brut- und Nahrungsangebot an, das heißt, Möwen brüten nicht mehr in ihren herkömmlichen Felsen, sondern an Häusern, sie leben von Abfall, und dies mit großem Erfolg. So bemühen sich die Städte im Westen Istriens seit über einem Jahrzehnt, die Zahl der Möwen zu reduzieren.

### Klima

Köppen-Klimatypen in Kroatien

Istrien ist mit jährlich 2.380 Sonnenstunden klimatisch sehr günstig gelegen: Im Sommer wird es in der Regel nicht zu heiß, während die Winter mild sind. Der kälteste Monat ist statistisch der Februar mit durchschnittlich 6 °C und der wärmste Monat ist der Juli mit durchschnittlich 24 °C. Der Jahresdurchschnitt beträgt 14 °C.
Der mildernde Einfluss geht auf das umgebende Meer zurück, das der Halbinsel einen ausgeprägt mediterranen Einschlag gibt. Nördlich von Rovinj ist dabei das Klima etwas rauer, kontinentaler. 1931 bis 1960 maß man in Pula durchschnittlich 14,1 °C, während es in Pazin nur 11,3 °C waren. Der meiste Regen fiel im Oktober und im November, eine weitere Spitze sahen Mai und Juni. Dabei steigt die Regenmenge von Pula mit 710 mm bis Pazin auf 1072 mm, im Extrem bis über 2000 mm. Die Regenfälle sind vielfach heftig, ebenso die Stürme. Schnee fällt an der Küste an maximal 5 Tagen, im Gebirge hingegen an 40 Tagen.

## Politische Gliederung
Der weitaus größte Teil Istriens gehört zu Kroatien, ein Teil des Nordens zu Slowenien und ein kleiner Landstrich um die Ortschaft Muggia zu Italien.
Der kroatische Teil Istriens bildet – mit Ausnahme des Gebietes um die Stadt Opatija, das zur Gespanschaft (Bezirk, Komitat) Primorje-Gorski kotar gehört (das alte Liburnien) – die Gespanschaft Istrien. Diese umfasst ein Gebiet von 2.813 km². Verwaltungssitz der Gespanschaft Istrien ist die im Landesinneren gelegene Stadt Pazin – Pisino – Mitterburg.

## Bevölkerung und Sprachen

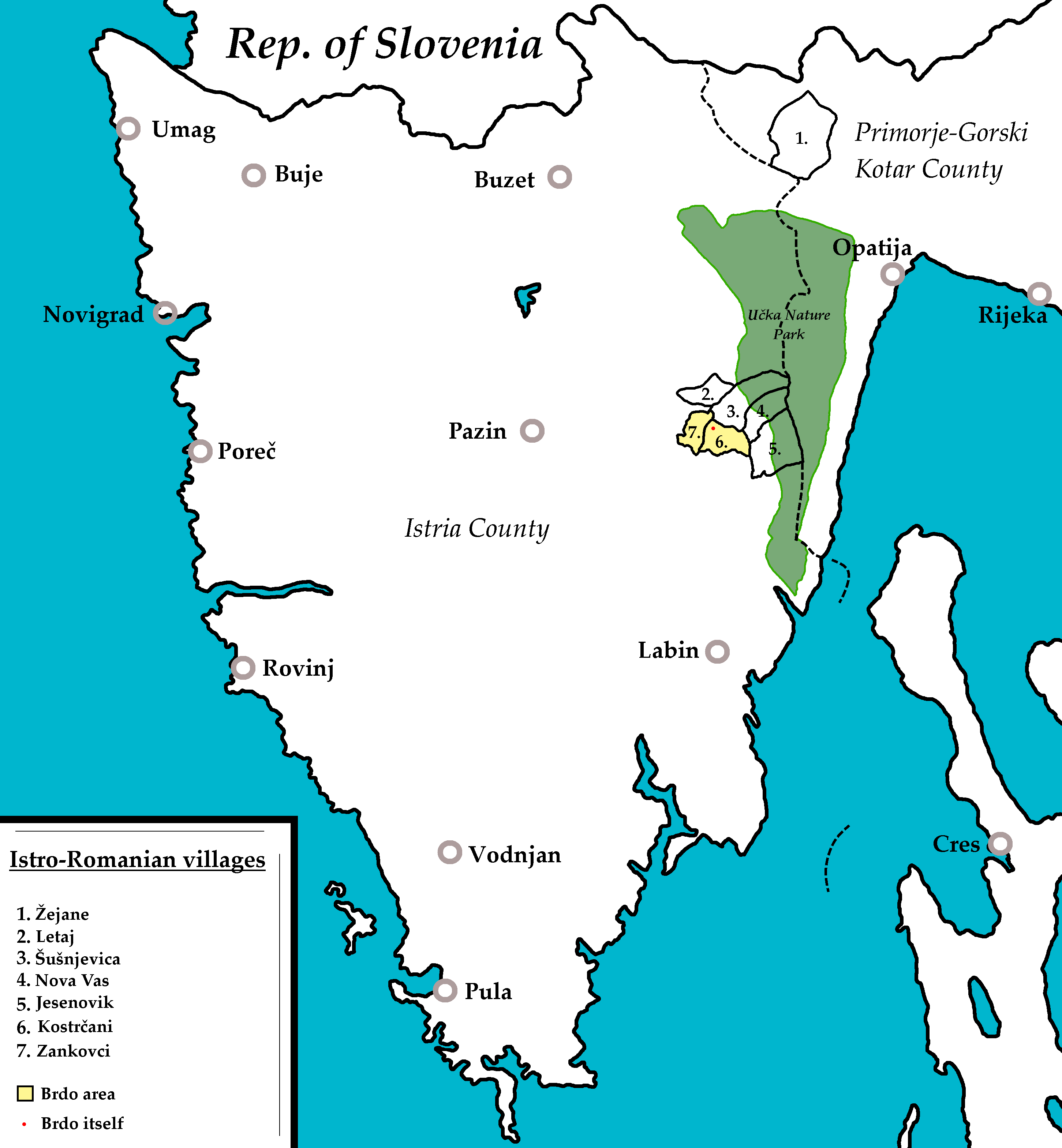
Istro-rumänische Dörfer im Osten der Halbinsel

Wie ganz Kroatien, so ist auch Istrien von einer sehr starken Auswanderung und von Geburtenrückgang betroffen. Der Staat hat zwischen 2011 und 2021 fast 400.000 Einwohner verloren, die Bevölkerungszahl schrumpfte von 4,28 auf 3,89 Millionen. 1991 waren es noch 4,78 Millionen. Im kroatischen Teil Istriens zählte man 195.794 Einwohner; 2001 waren es noch 206.344.
Auf der Halbinsel leben rund 320.000 Menschen, davon der überwiegende Teil in der kroatischen Gespanschaft Istrien, die eine von 20 Gespanschaften Kroatiens darstellt. Bei den Einwohnern der Gespanschaft und den etwa 26.000 Bewohnern Istriens, die zwar nicht zur Gespanschaft, jedoch zu Kroatien gehören, handelt es sich mehrheitlich um Kroaten.
Im slowenischen Norden der Halbinsel handelt es sich mehrheitlich um Slowenen, von denen man auf Istrien etwa 80.000 zählte.
Auf der Halbinsel dominieren drei Sprachen, allen voran das Kroatische und das Slowenische. Besonders im Gebiet längs der Westküste gibt es eine größere italienische Minderheit, zu der vielleicht 25.000 Istrier gehören, das zu Italien gehörende Muggia zählt etwa 13.000 Einwohner. Das Venezianische, genauer gesagt, das Istro-Veneto (nicht das Italienische), das seit vielleicht einem Jahrtausend im Westen der Halbinsel gesprochen wird, ist seit 2021 Teil des nationalen immateriellen Kulturerbes Kroatiens. In Slowenien bestehen sieben, in Kroatien 46 italienische Gemeinden, davon 42 auf Istrien.
Im Gebirgsland des nordöstlichen Istrien wird in einigen Ortschaften auch das Istrorumänische gesprochen. Diese Istrorumänen werden auf Kroatisch als Ćiribirci oder Ćići bezeichnet. Eine weitere sehr kleine Sprache stellt das Istriotische dar, ebenfalls eine romanische Sprache, die im Südwesten der Halbinsel gesprochen wird. Beide Sprachen weisen zusammen vielleicht 2000 Sprecher auf.
Istrien ist offiziell zweisprachig, nämlich slowenisch/italienisch in Slowenien und kroatisch/italienisch in Kroatien sowie italienisch/slowenisch im zu Italien gehörenden Teil der Halbinsel.
Der ganz überwiegende Teil der Istrier lebt in den Küstengebieten, während das Landesinnere nur dünn besiedelt ist. Die mit Abstand größten Städte Istriens waren laut dem Zensus von 2021 Pula im Süden mit rund 58.594 und das slowenische Koper im Norden mit etwa 26.000 Einwohnern. Es folgten Poreč (15.870), Rovinj (14.234), Umag (12.901) und Labin (12.426). Die kleinste Stadt ist Hum; sie gilt mit etwa 30 Einwohnern sogar als kleinste Stadt der Welt. Im Gegensatz zu Kroatien, wo die Bevölkerung stark zurückging, was auch für das Hinterland Istriens gilt, wuchsen die Küstenorte zum Teil stark an. So hatte Pula im Jahr 2001 erst 52.411 Einwohner gehabt.

## Wirtschaft

### Geschichte und Bedeutung des Tourismus

Die Villa Angiolina in Abbazia (Opatija), fotografiert 1891

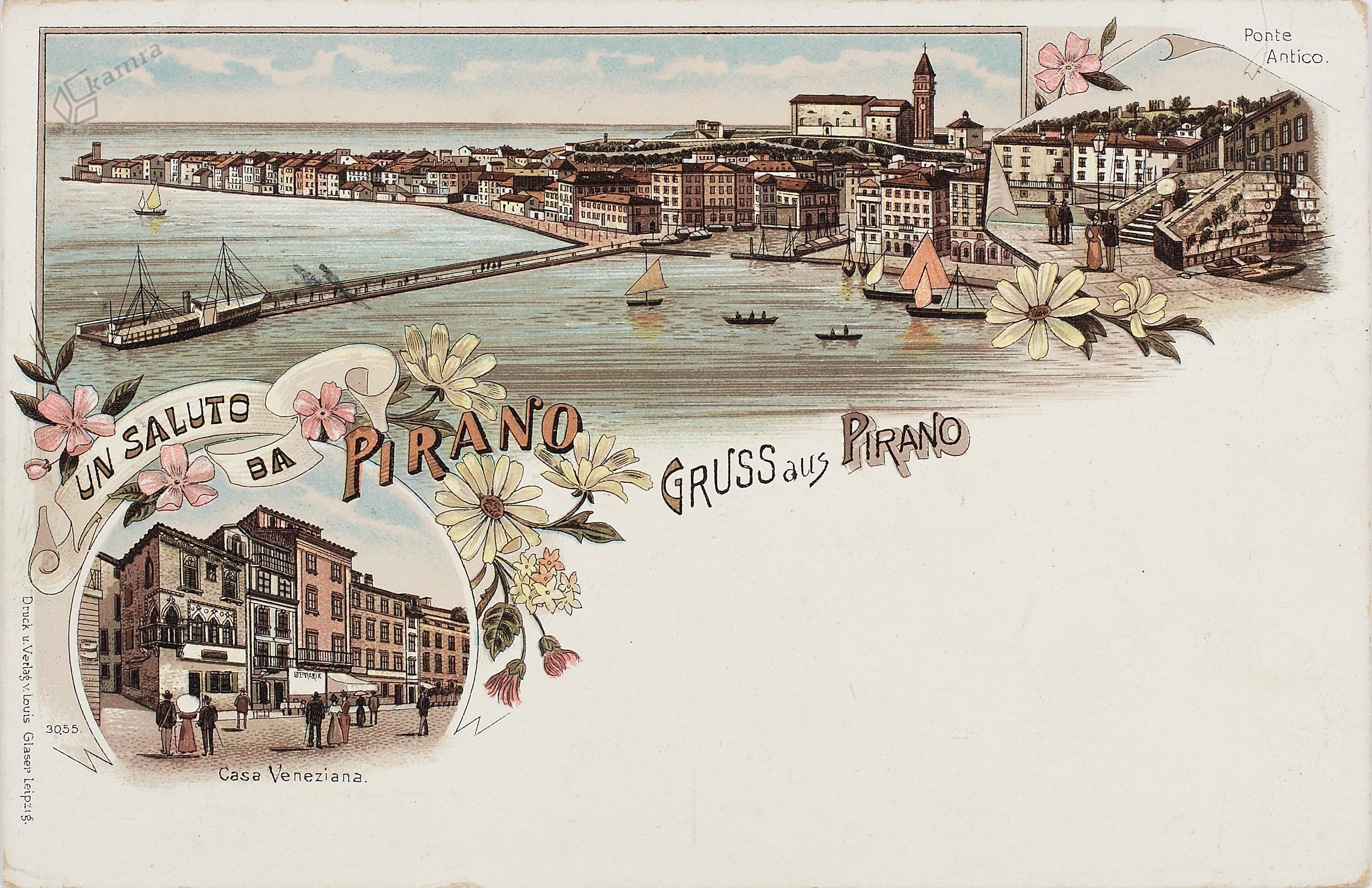
Postkarte aus Pirano, 1897

Die Bevölkerung lebt seit den 1970er Jahren zunehmend vom Tourismus, der bis 1820 zurückreicht. 1844 entstand in Abbazia/Opatija mit der Villa Angiolina das erste Hotel. Die Stadt, führend im Tourismus der Halbinsel, wurde 1889 zum ersten Seebad Istriens erklärt. Portorož wurde Ende des Jahrhunderts ebenfalls ein wichtiger Kurort, der 1909 von mehr als 3100 Gästen aufgesucht wurde, 1913 bereits von 7250 – bei sehr viel längeren Aufenthaltsdauern als heute. Dabei spielte nun die vergleichsweise schnelle und komfortable Eisenbahnverbindung in die größeren Städte des Habsburgerreiches eine zentrale Rolle, hinzu kam der Fährbetrieb, der ausgebaut wurde. Reiseführer auf Deutsch und Italienisch erschienen nach der Jahrhundertwende. Dabei war die Österreichische Riviera ein bevorzugter Aufenthaltsort der österreichischen Eliten.
Mit dem Ersten Weltkrieg endete diese erste Phase des Tourismus. Zwischen den Kriegen standen die istrischen Orte in Konkurrenz zu den italienischen Orten, Istrien büßte seine zentrale Rolle im Badetourismus ein. Von den 33.715 Touristen in der Provinz Pola waren nun 16.715 Italiener. 1937, auf dem Höhepunkt der Besucherzahlen, zählte man 41.610 Gäste in Opatija, 5.354 in Portorož.
Nach dem Zweiten Weltkrieg, und insbesondere ab 1962, wurde der Tourismus erneut belebt. Diesmal jedoch spielten nur Sonne, Sand und Meer eine Rolle im staatlicherseits vorangetriebenen Massentourismus. Schon 1971 generierte dieser Wirtschaftszweig 14,4 % des Bruttoinlandsprodukts, während die industrielle Produktion – vor allem Schiffbau und Bergbau – noch 34,4 % beitrugen. Im übrigen Kroatien lag der Anteil des Tourismus bei nur 4,5 %. Außerdem gelang mit der Inbetriebnahme des Butoniga-Stausees im Jahr 1988 eine gewisse Entlastung bei der Trinkwasserversorgung.
Allerdings wirkte sich der Bürgerkrieg (der dritte Krieg) verheerend aus. So fiel der Anteil des Tourismus von 21,1 % im Jahr 1985 auf 14,4 % 1989 und gar auf 6 % im Jahr 1991. Zugleich brach die Industrieproduktion ein und die Arbeitslosigkeit stieg in Kroatien auf 21 %.
Doch in den Jahren 2000 bis 2006 lagen die Einnahmen aus dem Tourismus wieder bei 6 Milliarden Euro. Dieser Massenandrang verursachte erhebliche Probleme. Die Versorgung mit Kohle, durch ein Kraftwerk in Plomin, und mit Gas wurde verbessert, vor allem seit im Jahr 2006 eine Pipeline Gas aus dem Osten des Landes herbeiführte. Im Jahr 2003 lag das durchschnittliche Jahreseinkommen mit 8.800 Euro pro Kopf 37,5 % über dem kroatischen Durchschnitt. Nur in der Hauptstadt Zagreb verdiente man mehr. Die Arbeitslosigkeit sank bis 2008 auf 5,7 %, die niedrigste Rate in ganz Kroatien. 2018 zählte man in Kroatien über 100 Millionen Übernachtungen, allein 2,9 Millionen Touristen kamen aus Deutschland.

### Ökonomische Zentren, Schiffswerften
Wirtschaftliches Zentrum und größte Stadt Istriens ist die Hafenstadt Pula. Dort entstand 1856 die Werft k.k. Seearsenal Pola. Sie gelangte nach dem Ersten Weltkrieg in die Hände von Triestiner Unternehmern und firmierte nunmehr als Cantiere naval Scoglio Olivi. Die Nachfolgerin, die jugoslawische Werft Uljanik, spezialisierte sich auf Tankschiffe, später Mehrzweckschiffe und Chemikalientanker. In den 1990er Jahren war die Werft zahlungsunfähig und wurde verstaatlicht. 2012 wählte die Werft den Weg eines Mitarbeiteraktienprogramms für die Mitarbeiter zur Privatisierung. Zwar übernahm sie 2013 die Werft 3. Mai in Rijeka, doch 2019 musste sie Insolvenz anmelden.

### Landwirtschaft, Weinbau, Olivenöl
Im nördlichen und mittleren Teil Istriens liegen die Orte meist auf markanten Hügeln, die Wirtschaft im Hinterland ist auf Agrarproduktion ausgerichtet. Binnenistrien ist dabei recht dünn besiedelt. Die wichtigsten Orte dort sind Motovun, Buzet, Buje sowie Grožnjan, das vor allem durch seine Künstlerkolonie sowie durch Musikaufführungen bekannt wurde.

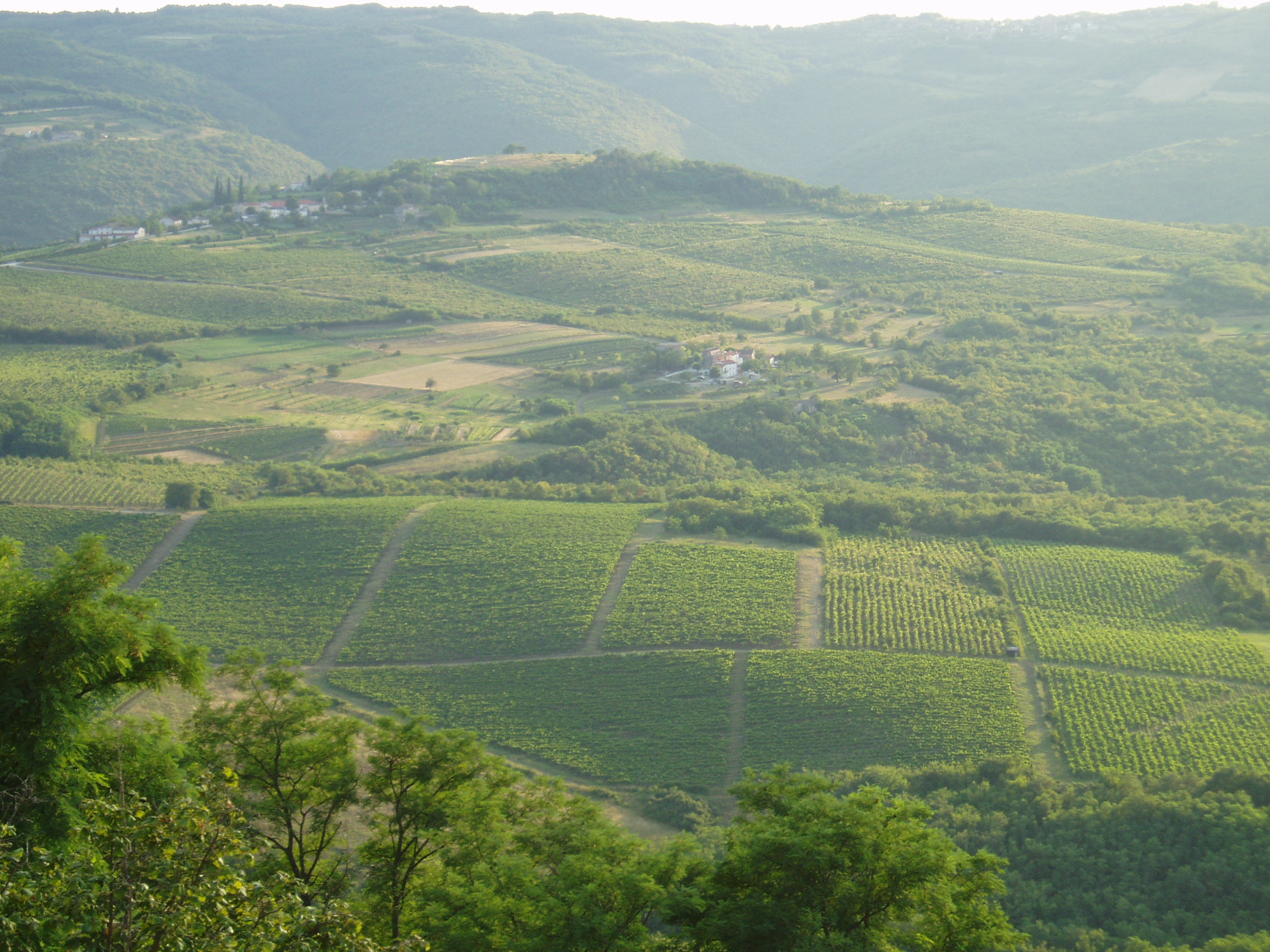
Weinbau bei Motovun

Die Flächen für Weinanbau werden zunehmend ausgeweitet, vor allem werden der gelbe bis grünliche, leicht bittere Malvasia Istriana sowie der helle rote Teran gekeltert; um Momjan wächst der Muškat (Muskateller). In der Gegend um Motovun werden Trüffel gefunden, die von manchen Kennern zu den besten der Welt gezählt werden. Auch der Kaiserling (Amanita caesarea) zählt zu den istrischen Pilzspezialitäten.

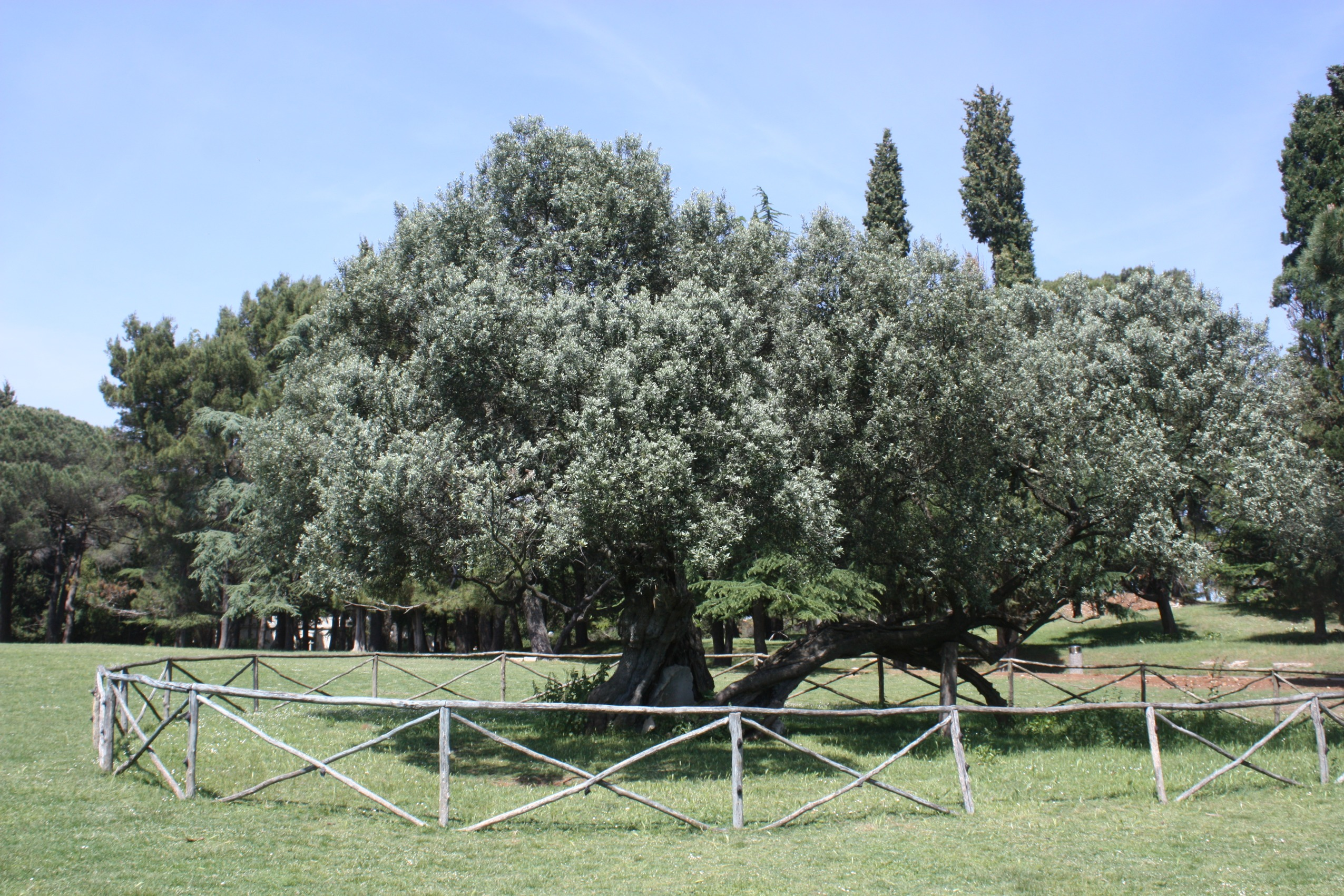
Alter Olivenbaum auf Brijuni

Olivenöl bleibt ein wichtiges Exportprodukt, das dortige Öl gilt als eines der besten weltweit. Insgesamt werden 23 Olivensorten angebaut, wobei die Sortenvielfalt im Süden größer ist. Auf Istrien standen 2010 etwa 900.000 Olivenbäume, davon zwei Drittel im kroatischen Teil und ein Drittel im slowenischen. Heute wird ihre Zahl auf 1,6 Millionen geschätzt. Dort wurde im 19. Jahrhundert vor allem Ernica angebaut, während bis 1956 neue Sorten hinzukamen. Neben Ernica (41,5 %) waren dies Istrska belica (28,3 %), Drobnica (12,5 %), Buga (9,4 %) und andere (8,3 %). Seit den schweren Frostschäden in diesem Jahr dominiert Istrska belica, aus Italien kam Pendolino hinzu. Häufigste Olivensorte auf Istrien sind neben der Oblica, die die häufigste Sorte in ganz Kroatien ist, vor allem Buža, Bijelica (auch Istarka Bjelica), dann Crnica (vor allem im Norden) und Slivnjaca. Seit 1940 wird auch die italienische Sorte Leccino angebaut, aber auch Frantoio und Moraiolo; nach dem Krieg kam die Ascolana tenera hinzu, später weitere italienische Sorten, wie etwa Coratina. Die einzige südfranzösische Sorte ist Picholine.

## Verkehr

Die Hauptstraßen Istriens

Die wichtigsten Straßen sind die Autobahnen A8 und A9 des Istrischen Ypsilons. Die A9 verbindet Pula mit der slowenischen Grenze. Der Abzweig zur nach Osten verlaufenden A8 liegt bei Kanfanar. Daneben gibt es eine in der Nähe der Küste verlaufende Hauptstraße sowie ein verzweigtes Netz kleinerer Straßen.
Das Schienennetz stammt fast ausschließlich aus österreichischer Zeit. Die Hauptverbindung wurde 1876 als Istrianer Staatsbahn in Betrieb genommen und führt von Pula in Nordrichtung durch ganz Istrien bis zum Anschluss an das slowenische Eisenbahnnetz und zur Hauptstadt Ljubljana.
Die 18 Kilometer lange Bahnstrecke Triest–Hrpelje-Kozina wurde 1960 aufgrund der Grenzziehung zwischen Italien und Jugoslawien stillgelegt, soll aber möglicherweise wiederhergestellt werden. Derzeit befindet sich auf der ehemaligen Trasse ein Radweg. Von Trieste Centrale zum Bahnhof nach Koper und zum Bahnhof nach Hrpelje-Kozina existieren Busverbindungen. Bis 1935 bestand auch die schmalspurige Verbindung Triest – Parenzo (heute Poreč), häufig auch Parenzana bezeichnet.
Eine Schienenverbindung zum weiteren kroatischen Eisenbahnnetz bestand zu keinem Zeitpunkt, wurde aber nach der Unabhängigkeit Kroatiens zeitweise erwogen.
Bei Pula, Rijeka und Portorož existieren internationale Flughäfen. Der Flughafen Rijeka wird seit dem Jahr 2005 unter anderem von so genannten Billigfluggesellschaften angeflogen. Der Flughafen Pula ist auch für die Boeing 747 (Jumbo-Jet) ausgelegt. Der Flughafen Portorož verbindet den Norden der Halbinsel mit Italien und den slowenischen Flugplätzen; er ist einer von drei internationalen Flughäfen des Landes.

## Geschichte

### Urgeschichte

#### Paläolithikum

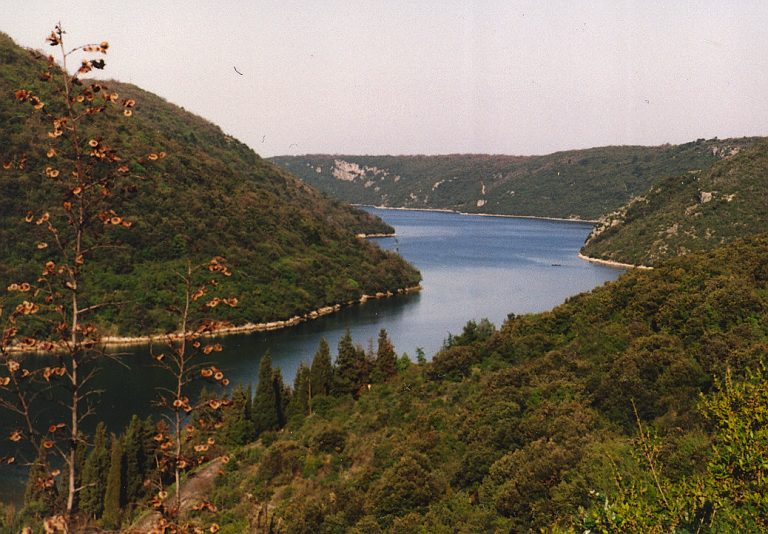
Limski-Kanal

Die Anwesenheit von Menschen auf Istrien während des Altpaläolithikums ist durch Funde in den beiden Šandalja-Höhlen 4 km östlich von Pula nachgewiesen, auch als Grotta di San Daniele bekannt. In Šandalja I fand sich ein Chopper, der auf ein Alter von knapp einer Million Jahren geschätzt wurde. Die 1960 entdeckte Höhle wurde unter Leitung von Mirko Malez ergraben. Zwar existieren auf Istrien mehrere Höhlen, in denen Werkzeuge entdeckt wurden, doch vielfach ließen sich diese nicht oder nur sehr ungenau datieren. Die wichtigsten Fundorte sind daher neben den Šandaljahöhlen die Romuald-Höhle nahe der West- und Pupićina nahe der Ostküste.
In der Romuald-Höhle am Ende des Limski-Kanals fanden sich neben tierischen und pflanzlichen Überresten auch zwei menschliche Zähne, die 1962 und 1973 entdeckt wurden. Beide Zähne gehörten offenbar zu einem 2 bis 4 Jahre alten Kind. Eine Reihe von Artefakten des Moustérien wurde entdeckt; Ausgrabungen der Jahre 2014 bis 2017 ergaben bis zu 48.000 Jahre alte Artefakte, die dementsprechend auf Neandertaler zurückgehen.
Šandalja II mit seinen 8 m mächtigen Sedimenten bot lange die ältesten menschlichen Überreste. Die Funde reichen dabei vom Jungpaläolithikum bis in die Bronzezeit. Die zunächst dem Gravettien zugeordneten Artefakte werden heute ins Epigravettien datiert, sind also deutlich jünger. Eine Radiokohlenstoffdatierung ergab ein Alter von 12.539 ± 369 cal BP. Die stark fragmentierten menschlichen Überreste gehörten zu mindestens zwei, wahrscheinlich drei Erwachsenen (wohl zwei Männern und einer Frau) sowie einem Jugendlichen. Die Menschen waren vergleichsweise klein. Für diese Schichten lässt sich eine große kulturelle Nähe zu italienischen Fundstätten erweisen. Dies wird im rund 100 m tieferen Meeresspiegel seine Ursache gehabt haben, der in der letzten Kaltzeit vorherrschte, und der dazu führte, dass der trockengefallene Meeresboden der oberen Adria in Form einer ausgedehnten Graslandschaft Istrien mit Oberitalien verband. Diese Landschaft versank zwischen 10.000 und 8.000 v. Chr. in der sich bald nach Norden ausdehnenden Adria. Mammut und Rentier, Flusspferd und Höhlenbär verschwanden.
Der Anteil des Fischfangs an der Ernährung nahm zu, während die Landschaft längst verwaldet war. Die Ortsfestigkeit nahm zu, da es nicht mehr nötig war, den großen Herden zu folgen. Diese immer noch aneigende Lebensweise dominierte mindestens bis 6000 v. Chr.

#### Neolithikum (ab 5750 v. Chr.)

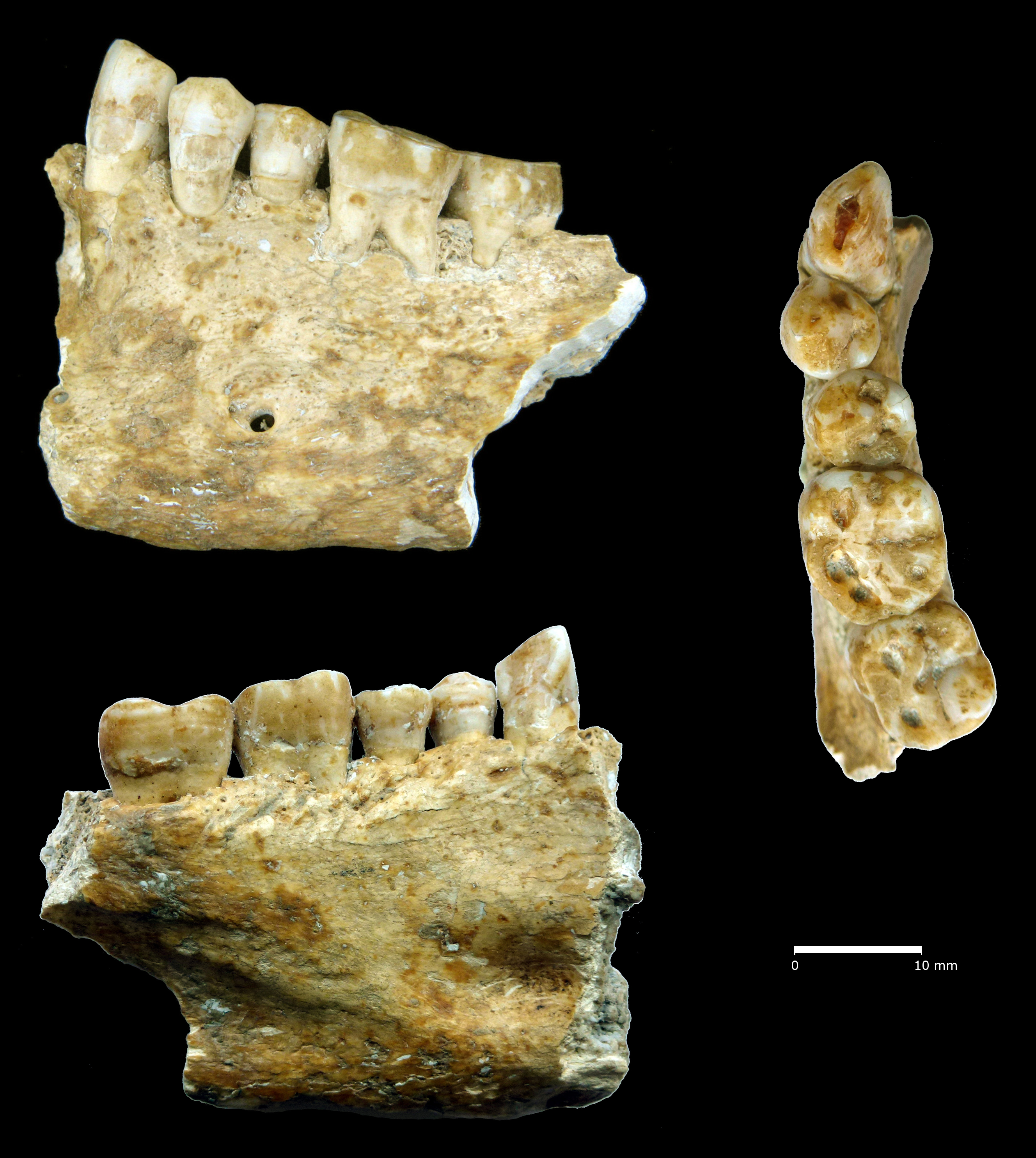
Der Kiefer von Lonche wurde international bekannt, weil sich an ihm die bisher früheste Zahnfüllung, nämlich aus Bienenwachs, nachweisen ließ.

Diese Lebensweise wurde, wie in weiten Teilen des Mittelmeerraumes, über einen lang gestreckten Zeitraum von der produzierenden Lebensweise abgelöst, und zwar durch Zuwanderer aus dem Südosten. Aus der Zeit um 6000 v. Chr. stammt die älteste, in den Höhlen auf den Inseln Cres, Lošinj und Krk gefundene Keramik, die sich durch ihre charakteristische Verzierung auszeichnet, die durch Eindrücken mit den Rändern einer Muschel oder von anderen Gegenständen ausgeführt wurde (Cardial- oder Impressokultur). Eine der ältesten Siedlungen Istriens dürfte Kargadur bei Ližnjan sein, das auf 5710 bis 5630 v. Chr. datiert wurde.
Die neue bäuerliche Lebensweise (Frühneolithikum), die um 5750 v. Chr. den äußersten Süden Istriens erreichte, setzte sich zuerst im Süden der Halbinsel und auf den vorgelagerten Inseln durch. Noch immer lag der Meeresspiegel 10 bis 15 m unter dem heutigen, so dass die meisten Küstensiedlungen später zerstört worden sein dürften. Nun dominierten Haustiere (Schafe und Ziegen mit zusammen 83 % der Knochen in Kargadur, nur wenige Knochen von Rindern), Wild ist nur noch mit einem Anteil von 15 % vertreten. Meerestiere wurden weiterhin verzehrt, knöcherne Angelhaken eingesetzt, Weizen (Triticum monococcum, dicoccum und aestivum), Hirse und Obstbäume angepflanzt. Gerste und Hülsenfrüchte tauchen erst im Mittelneolithikum auf. Die Steintechnologie – Feuerstein stammte zunächst ausschließlich aus der näheren Umgebung – weist eine gewisse Kontinuität aus dem Mesolithikum auf, geht also womöglich auf die letzten Jägerkulturen zurück. Keramik erreichte den Norden der Halbinsel um 5650 v. Chr., allerdings handelte es sich dabei nicht mehr um Impressoware, die typisch für das Frühneolithikum ist, sondern um die einer mittelneolithischen Kultur. Es ließen sich Übergänge, also Keramik und mesolithische Werkzeuge, in einem Fundzusammenhang belegen. Die jägerischen Vorbewohner nahmen also eine aktive Rolle beim Umgestaltungsprozess wahr. Die Pupićina-Höhle im Nordosten Istriens gibt neben Einblicken in einen Zeitraum von etwa 12.000 Jahren, nämlich von den drastischen ökologischen Veränderungen gegen Ende der letzten Kaltzeit bis zur römischen Epoche, auch Hinweise auf die neolithischen Neuzuwanderer, die in zwei Wellen entlang der Küste von Süden kamen.
Bei den Steingeräten tauchen um 5600 v. Chr., dem beginnenden Mittelneolithikum, zum ersten Mal polierte Werkzeuge auf, die prismatische Klinge bleibt dabei das mit Abstand häufigste Steingerät. Die Menschen lebten nun zusätzlich von transhumanter Viehhaltung, in etwas höherem Maße auch wieder von der Jagd. Weiträumigen Handel und Tausch belegen weniger Rohstoffe wie Feuerstein, der im Frühneolithikum fast nur aus der Umgebung kam, sondern Obsidian. Obsidian war bis dahin auf Istrien wohl weitgehend unbekannt, nur ein einziges älteres Stück stammt aus einem Fundzusammenhang. Auch die Keramik weist nun neue Bearbeitungsmuster auf, nämlich Spiralen und Dreiecke (Danilo/Vlaška-Kultur).
Kargadur, das heute an der Küste liegt und im Jahr 2000 entdeckt wurde, war zu diesem Zeitpunkt durch das Meer teilweise bereits zerstört worden. Die Siedlung umfasste ursprünglich eine Fläche von 900 m². Eine weitere neolithische Siedlung fand sich bei Koper. Sie datiert aus dem 6. oder frühen 5. Jahrtausend v. Chr.
2012 erwies ein Fund aus Lonche, einem Ortsteil von Koper, dass schon um 4500 v. Chr. Zahnfüllungen aus Bienenwachs hergestellt wurden. Er gilt als ältester Beleg für Zahnbehandlungen in Europa.

#### Kupfer- und Bronzezeit (ab etwa 4000v.Chr.), starke Zuwanderung und frühurbanes Siedlungsnetz (um 2000v.Chr.)
Wahrscheinlich lag der Übergang vom Neolithikum zur Kupferzeit nach 4200 v. Chr. und vor 3650 v. Chr. Bis 1999 waren an der östlichen Adria 25 Fundplätze mit kupferzeitlichen Zusammenhängen bekannt. Sie reichten von Istrien bis zur Bucht von Kotor. Javorika–Gromače auf der Insel Veliki Brijun vor dem Süden Istriens ist eine der wichtigsten kupferzeitlichen Fundstätten Kroatiens, auf Istrien selbst sind dies Pradišel (Kavran) und die Cingarela-Höhle (Momjan).
Die nachfolgende Vučedol-Kultur (3000–2200 v. Chr.) umfasste ein Gebiet zwischen Slowenien, Kroatien, Bosnien, Nordserbien und Westungarn sowie der Südslowakei und Niederösterreich.

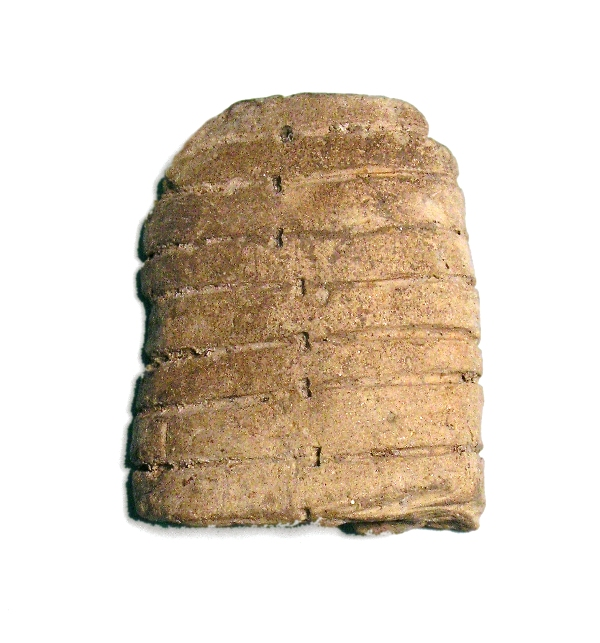
Brotlaibidol der Polada-Kultur

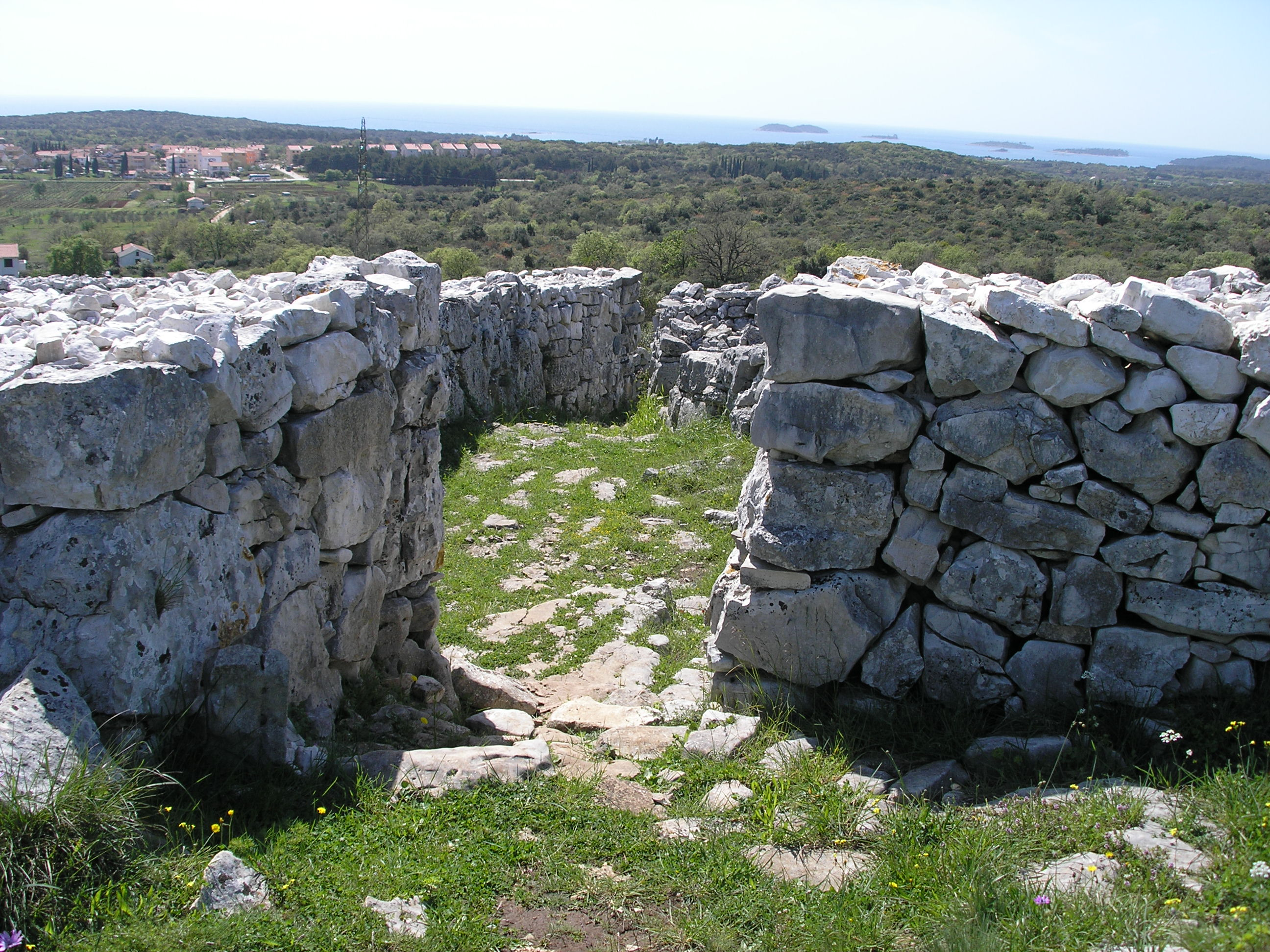
Überreste von Monkodonja, einer Siedlung, die zwischen 1850/1750 und 1500/1450 v. Chr. bestand

Dabei war die Halbinsel bis etwa 2000 v. Chr. dünn besiedelt. Die wenigen Bewohner lebten in kleinen Weilern an der Küste oder im Hinterland, wo Zugang zu Wasser bestand. Danach wurde Istrien von einem Netz von Wohnplätzen überzogen und die bis dahin ungenutzten Hügel besiedelt. Dort entstanden die sogenannten Gradinen oder Castellieri, durch enorme Steinmauern gesicherte frühstädtische Plätze. Nachweisbar sind größere zentrale Orte, die von kleineren umgeben waren. Nebensiedlungen waren Hauptsiedlungen offenbar untergeordnet. Eine Art Landesausbau ließ die Eichenbestände drastisch zurückgehen, stattdessen entstanden ausgedehnte Felder auf Roterdeböden, umfangreiche Weidezonen und sogar Weinberge. Der rasche Anstieg der Bevölkerungsdichte und -zahl deutet auf eine starke Zuwanderung hin. Dabei lässt sich die Herkunft der Zuwanderer bisher nicht ausmachen. In jedem Falle geschah die Zuwanderung in einem Umfeld wachsender Handelsverdichtung, worauf die Nutzung von Brotlaibidolen hindeutet, die möglicherweise als eine Art Verzeichnis von Warenmengen zu deuten sind, und damit als eine sehr einfache Form schriftlicher Äußerung.
Die bis heute am besten erforschte Bergsiedlung ist Monkodonja nahe Rovinj an der Westküste Istriens. Die Siedlung existierte zwischen 1850/1750 und 1500/1450 v. Chr. und wurde von einer Bevölkerung bewohnt, deren Kultur Einflüsse der mykenischen Kultur Griechenlands offenbart. Die Einflüsse zeigen sich vor allem im Zyklopenmauerwerk der Befestigung. Ungefähr 1 km südöstlich von Monkodonja entfernt befindet sich eine Grabhügel-Nekropole auf einem Berg mit dem Namen Mušego oder Monsego. Hier wurde ein Teil der Bevölkerung von Monkodonja unter steinernen Hügeln in Steinkisten bestattet.

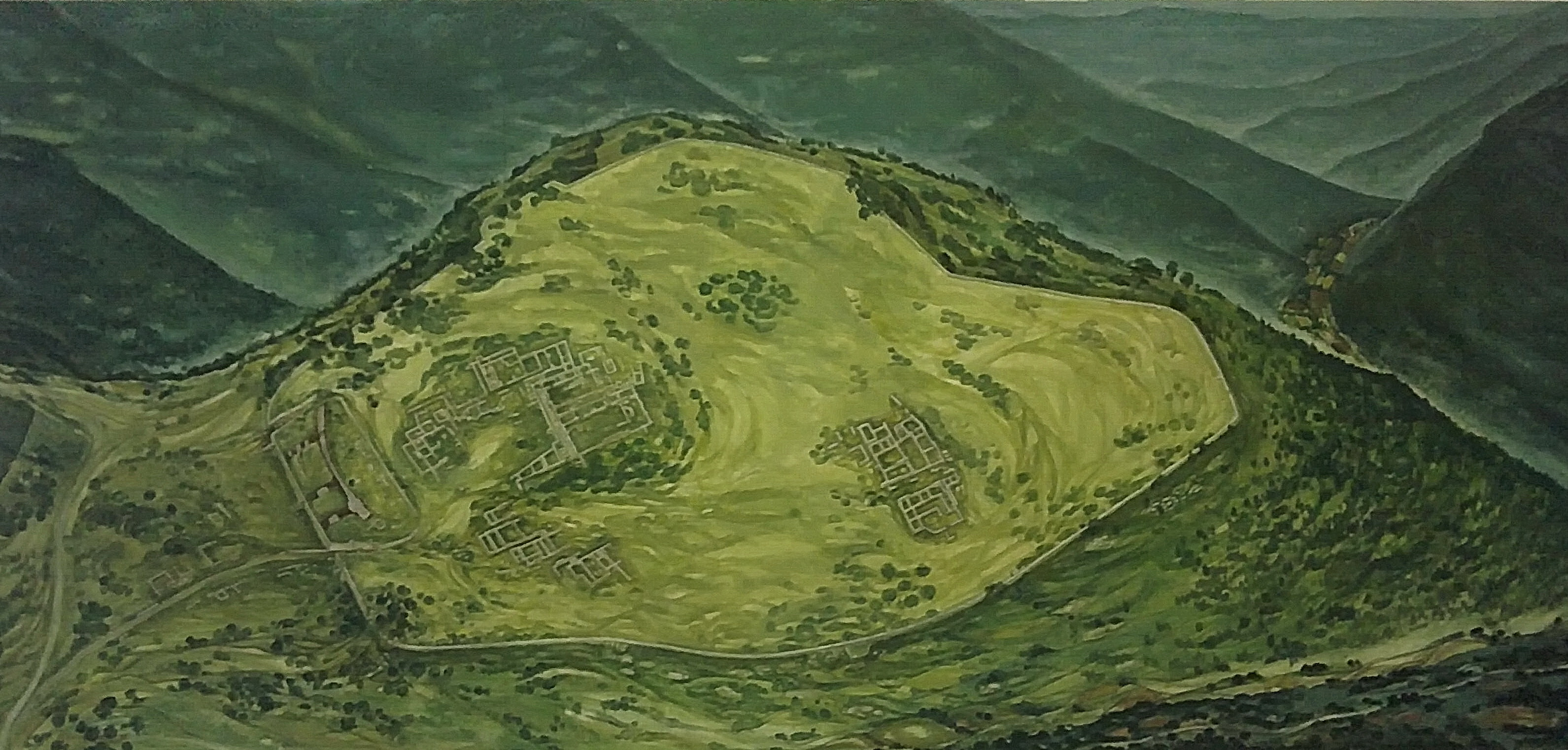
Darstellung Nesactiums im Museum von Pula

Etwa hundert dieser Dörfer bzw. Nekropolen sind bekannt, deren Kultur große Ähnlichkeiten aufweist. Zu ihnen zählt der Limski-Kanal im mittleren Westen Istriens, Jelarji bei Muggia, Monte Giove bei Prosecco (Triest) und San Polo unweit von Monfalcone. Die größte Siedlung dürfte Nesactium 10 km nordöstlich von Pula gewesen sein.
Vom 8. bis 2. Jahrhundert spricht man von Illyrern, doch dürfte die Formation dieser Stammesstrukturen bis in die späte Bronzezeit zurückreichen. Dieser Begriff ist zudem irreführend, da Griechen wie Römer damit pauschal fast alle Völker der östlichen Adria und der sich weiter ostwärts erstreckenden Gebiete bezeichneten. So wurden bald auch die Carni als Illyrer bezeichnet, die Histrier und Liburner, die Dalmater und so weiter. Dabei standen ihnen die Histrier deutlich ferner als den Venetern. Verteidigungsanlagen entstanden in den zahlreichen Siedlungen erst wenige Jahrhunderte vor der römischen Eroberung. Im Gegensatz zu Mittel- und Süddalmatien siedelten die Griechen nicht in der nördlichen Adria.

### Illyrer und Römer, Teil Italias, Romanisierung

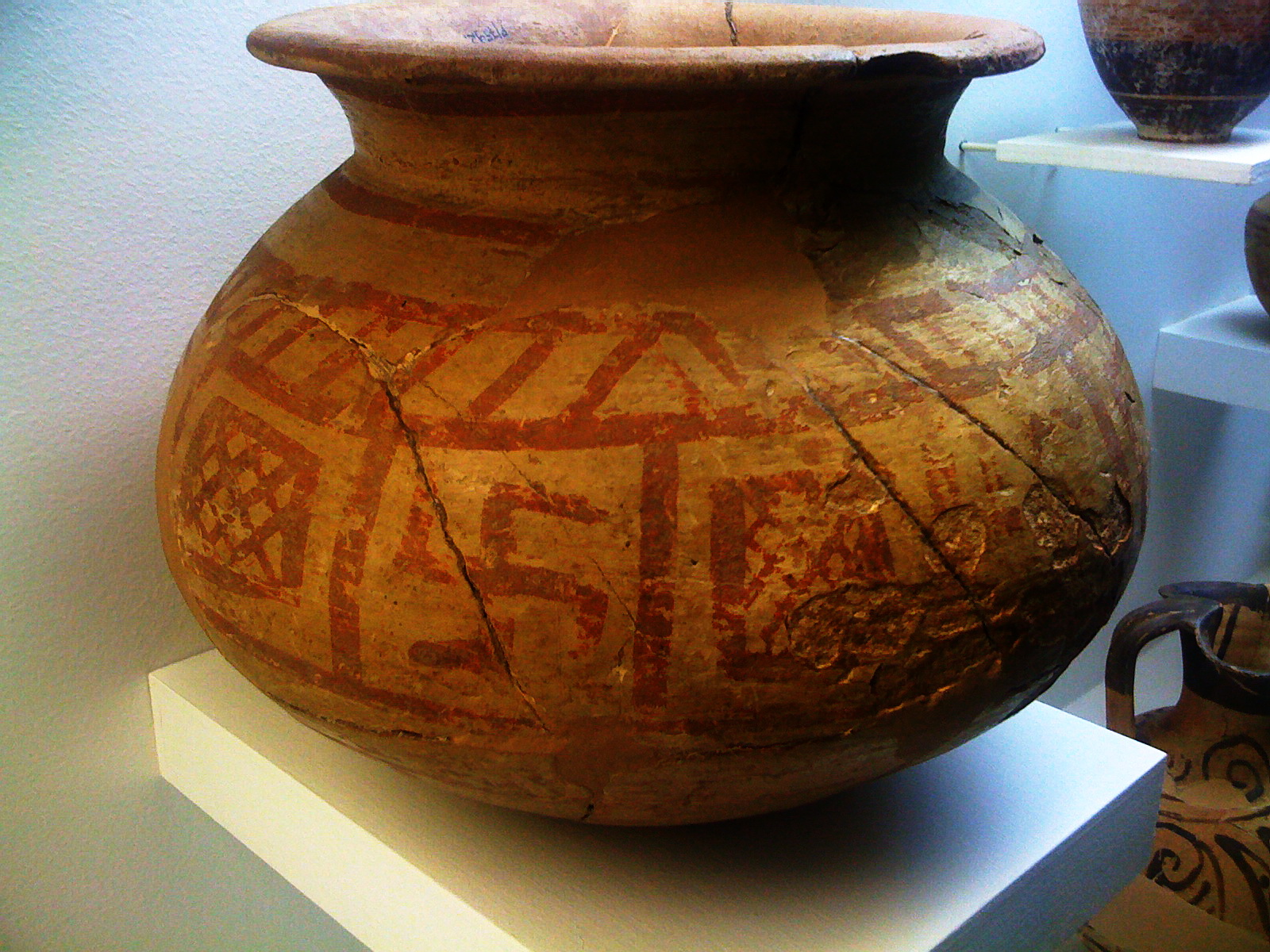
Histrisches Gefäß aus Nesactium

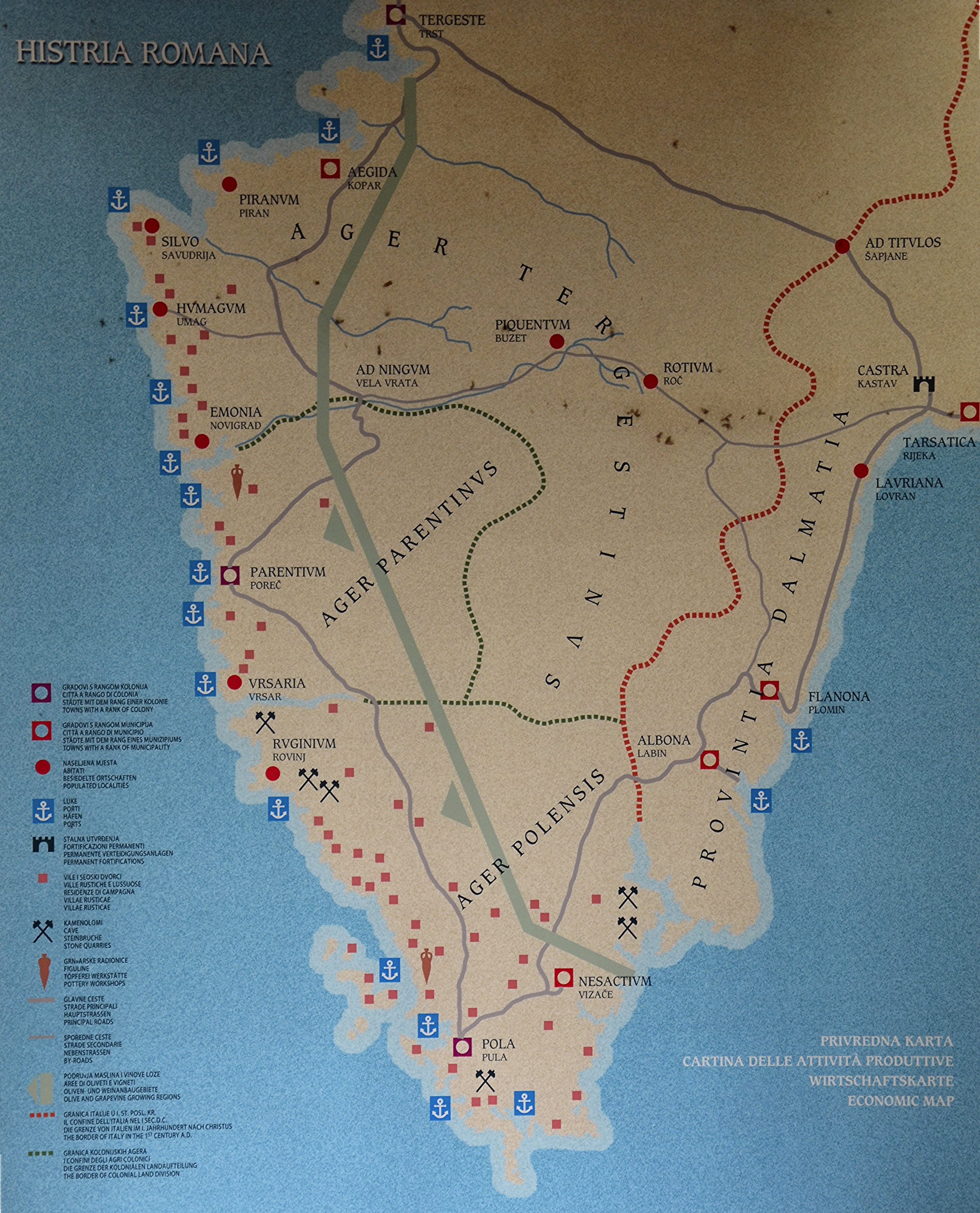
Karte der Histria Romana mit Kolonien und Munizipien, Siedlungen, Häfen, Verteidigungsanlagen, Villen, Steinbrüchen, Werkstätten, Straßen, dazu Oliven- und Weinanbaugebiete

In der Antike war die Halbinsel als Histria bekannt. Ihre Bewohner, die Histrier, werden von der Forschung entweder als mit den Venetern oder mit den Liburnern verwandt betrachtet. Die Römer sahen in ihnen Seeräuber. Eine der bedeutendsten Städte in vorrömischer Zeit war Nesactium. Aus dieser Zeit sind die Überreste eines Tores und der Befestigung erhalten, dazu eine Nekropole mit über 250 Gräbern. Nesactium unterhielt Handelsbeziehungen bis nach Griechenland, mit den Etruskern und bis in den Alpenraum. Unter König Epulo verteidigte sich die Stadt bis 177 v. Chr. gegen die Römer, die sie nach der Eroberung zerstören ließen.

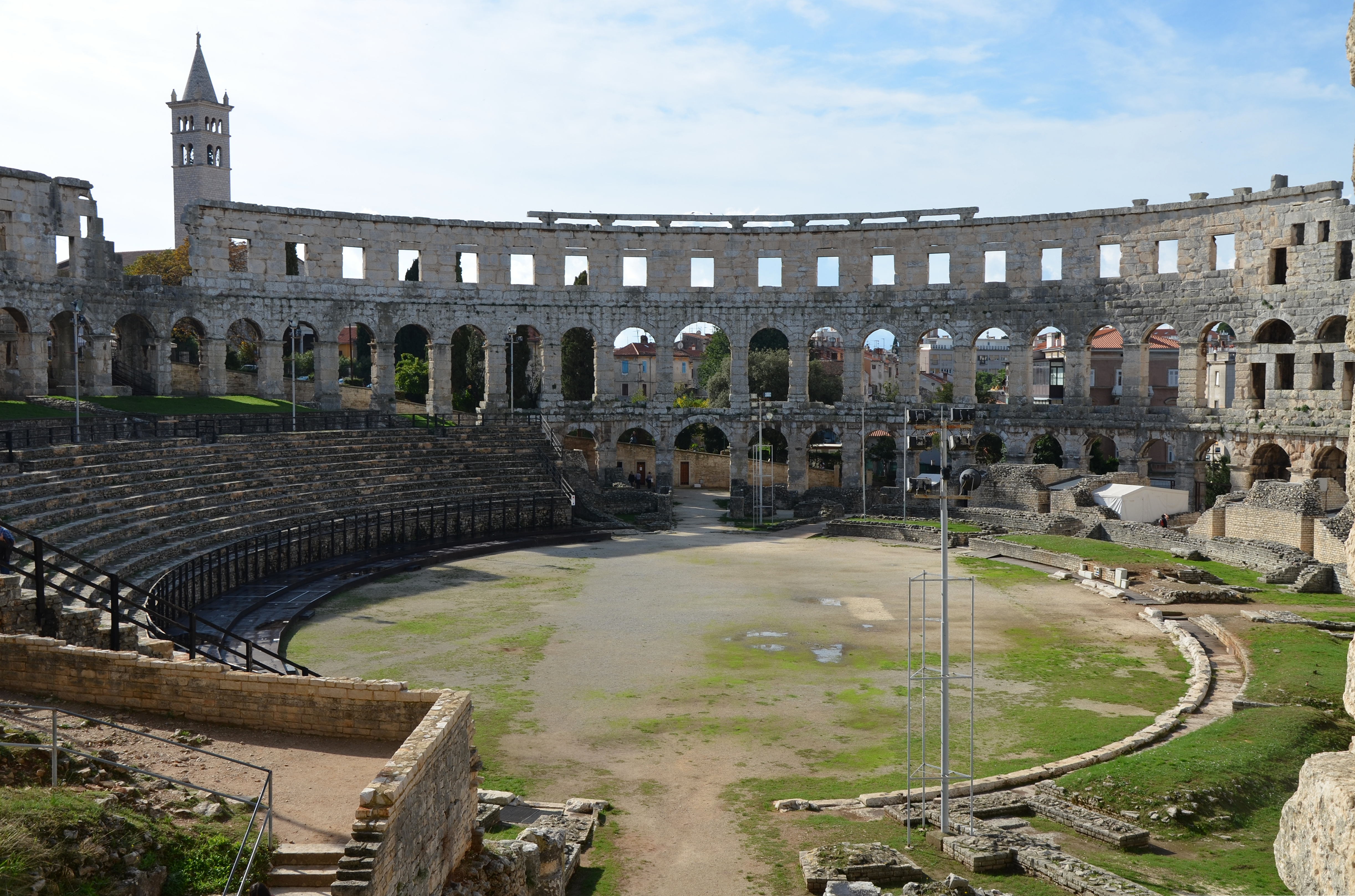
Römisches Amphitheater in Pula, 2013

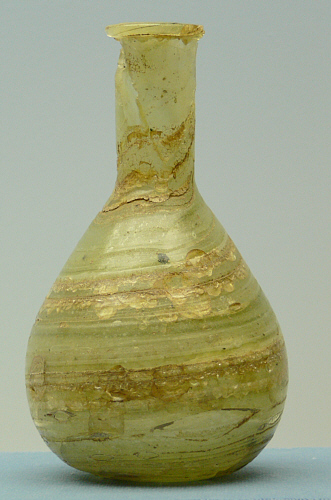
Römisches Kosmetikfläschchen aus der Nekropole von Kavran, 1. Jahrhundert n. Chr.

Einen ersten Kriegszug nach Istrien unternahmen die Römer 221 v. Chr., nachdem sie das benachbarte Venetien in ihr Reich eingegliedert hatten. Für die Zeit um 200 v. Chr. berichtet der römische Historiker Titus Livius von drei Städten (oppida) der Istrier, nämlich das besagte Nesactium, die im Süden der Halbinsel gelegene Hauptstadt, dazu Mutilla und Faveria. Zu erneuten Auseinandersetzungen der Römer mit den Histriern kam es, als erstere 181 v. Chr. die Kolonie Aquileia gründeten. Trotz intensiver Gegenwehr gelang es den Römern, Istrien bis 177 v. Chr. vollständig zu erobern.
Das heutige Koper gilt als älteste durchgängig bestehende Stadt der Halbinsel; sie geht auf das frühe 1. Jahrhundert v. Chr. zurück. Bei Plinius dem Älteren (Historia naturalis 3, 129) ist sie als Aegida („Ziege“) überliefert, daher der spätere römische Name Capris. Allerdings scheint die bald romanisierte Stadt so unbedeutend gewesen zu sein, dass sie nie den Status einer römischen Kolonie erlangte. Ab 524 lässt sich dort ein Bischofssitz nachweisen, um diese Zeit wurde die Stadt wohl in Iustinopolis umbenannt. Die einzigen, die den Status einer civitas errangen, waren neben Capris-Iustinopolis die Städte Tergeste (Triest), Emonia (Novigrad), Parentium (Poreć), Pola (Pula) und Piranum (Piran).
Bis zur Zeit Cäsars gehörte Istrien zum römischen Illyricum, das noch nicht vollständig als römische Provinz organisiert war. Unter Augustus und Tiberius wurde Histria eine Region Italiens und bildete zusammen mit Venetia die 10. Region Venetia et Histria. Alle freien Bewohner Histrias waren seitdem römische Bürger, Kolonien entstanden in Tergeste und Pula. Bedeutende bauliche Zeugnisse aus römischer Zeit haben sich in Pula (Augustustempel, Amphitheater, Sergierbogen) erhalten, aber auch in zahlreichen anderen Orten. Ab 16 n. Chr. wurde der Fluss Arsia auf Istrien zum Grenzfluss mit Italia. Dies hing wiederum damit zusammen, dass dort die Siedlungsgrenze zwischen Histri und Liburni verlief, und wo die Grenze zur Provinz Dalmatia gezogen wurde.
Die römische Städtebauweise, ihre Verwaltung und Wirtschaft zog zunächst in den Küstenstädten ein. Während man in den Städten bald Latein sprach, blieben die ländlichen Gebiete illyrisch. Dieser Dualismus sollte die Halbinsel dauerhaft kennzeichnen.
Die Erweiterung des Handelsraums in das riesige Römerreich brachte der Halbinsel seit Caesar eine langanhaltende Prosperität. Hauptverbindungsstraße der 10. Region wurde die Via Postumia. Dabei nahm die Ausfuhr von Wein und Olivenöl, das Plinius dem Älteren als eines der besten überhaupt galt, über See stark zu, wie insgesamt die nunmehr recht sichere Adria dem Handel überaus förderlich war. Die Städte wurden zu Handelszentren, die stark auf die Metropolen Salona, Aquileia und Grado, vor allem aber auf Rom ausgerichtet waren. Nur das Hinterland blieb ein Hirtengebiet, in dem ganz überwiegend für die lokalen Bedürfnisse produziert wurde.

### Mittelalter

#### Christianisierung, Justinianische Pest, Langobarden

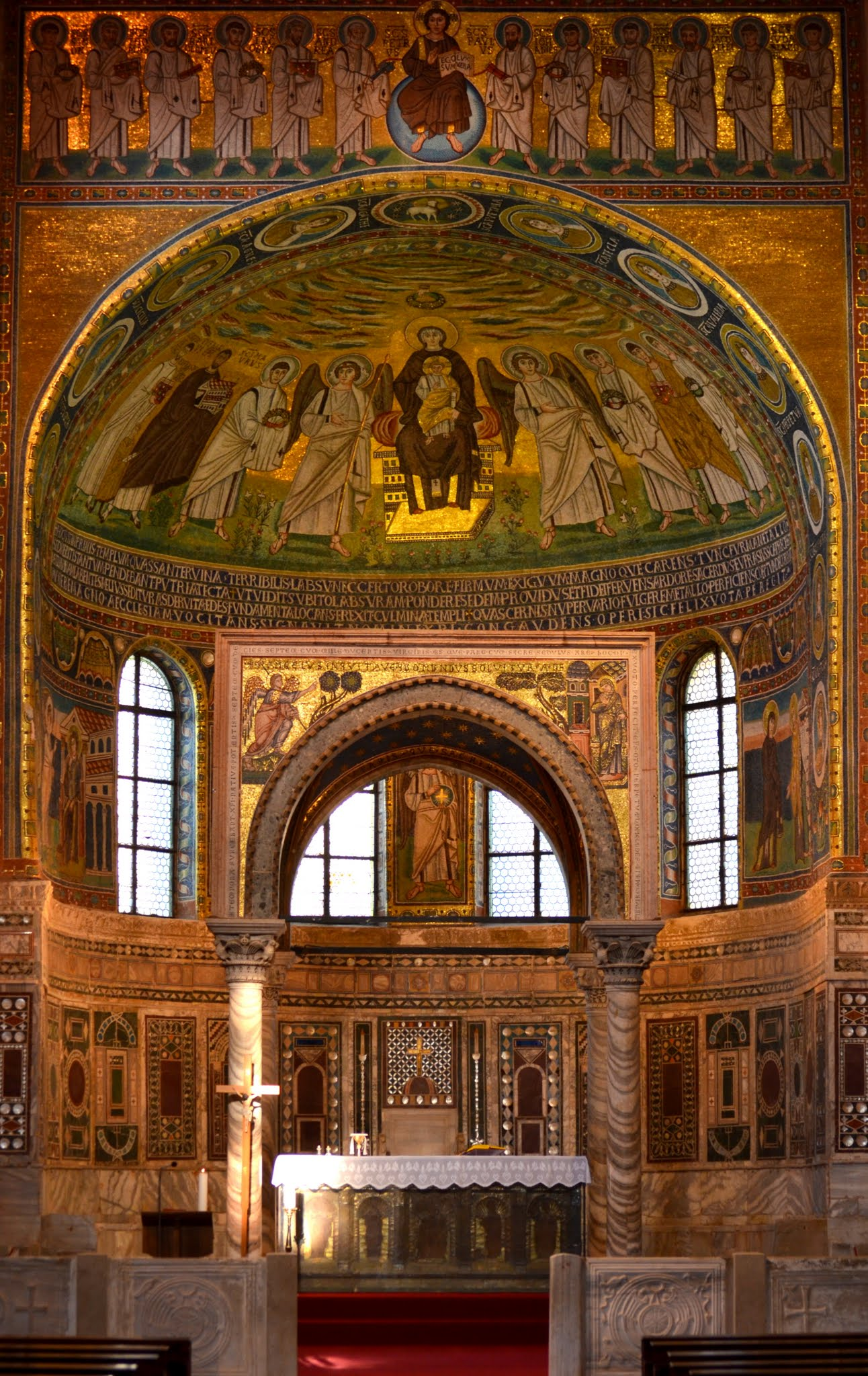
Blick Richtung Kuppel in der Euphrasius-Basilika in Poreč. Sie entstand im 6. Jahrhundert und zählt zum UNESCO-Welterbe. Dargestellt sind die Madonna und eine Reihe von Heiligen, darunter der zweite Bischof Euphrasius (Evfrasius eps)

Die frühe Christianisierung ist auf Istrien kaum aus Quellen belegbar. Im Jahr 380 wurde diese Religion mit dem Dreikaiseredikt zur Staatsreligion im gesamten Reich erhoben. Auf Istrien entstanden die Bistümer Pula und Poreč. Im 6. Jahrhundert lässt sich die Verehrung des Maurus von Parenzo fassen.
Wie Dalmatien, so lag auch Istrien im Windschatten der Kriege, so dass sich die beiden Regionen einer späten Prosperität erfreuten. So hatte Salona vielleicht 60.000 Einwohner. Über die kurze Herrschaft Odoakers (476–493) ist mit Bezug auf Istrien wenig bekannt, ebenso wie über die ostgotische Herrschaft auf der Halbinsel. In Buzet fanden sich 1898 langobardische Gräber (das sogenannte Fürstengrab eines Reiters samt Pferdeausrüstung und Waffen, Nekropole belegt ab 588), in Pula ostgotische. Dabei lässt sich eine Kontinuität der Besiedlung durch römische Provinzialen belegen, ebenso wie eine Zuwanderung aus den grenznahen Provinzen.

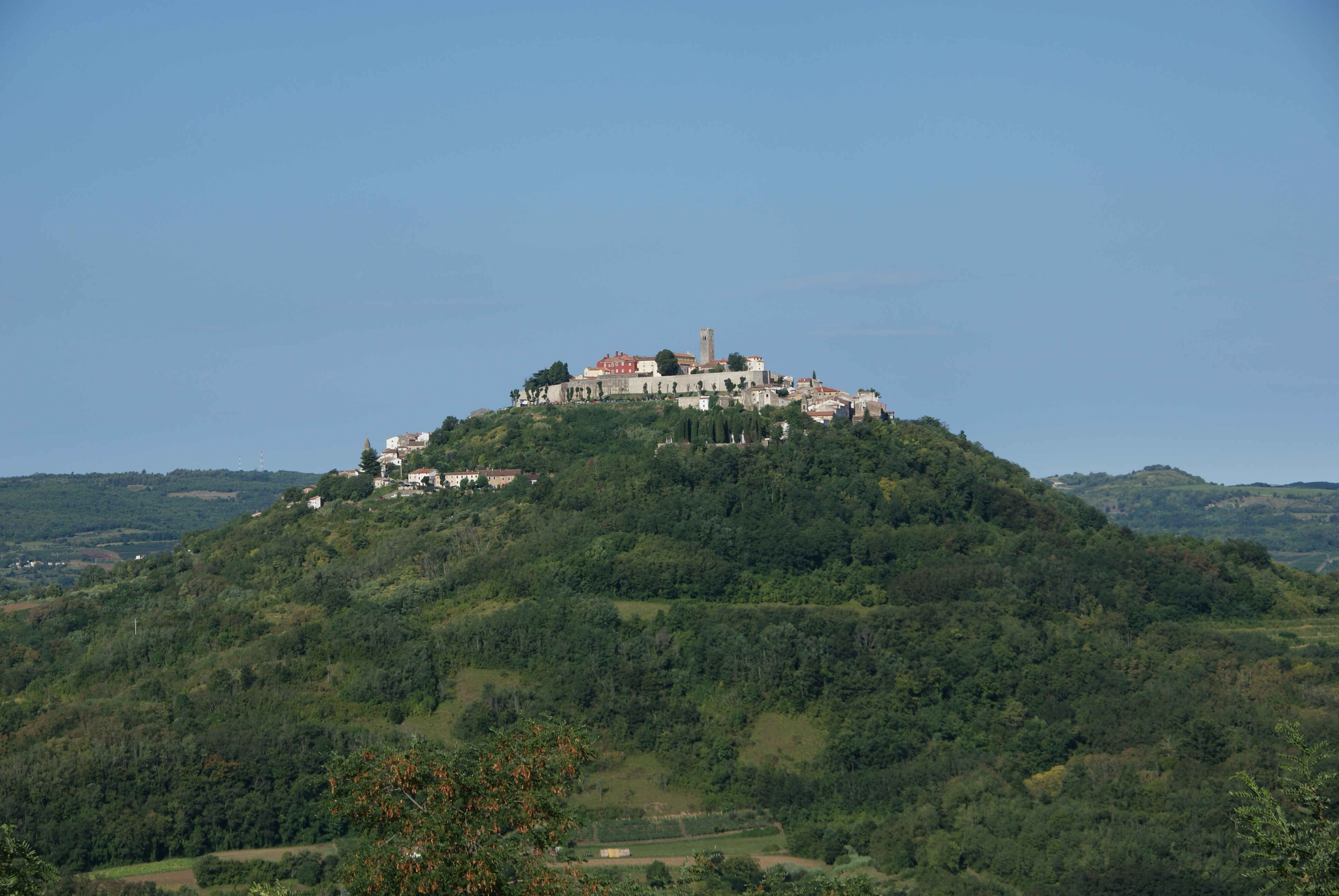
Motovun in Inneristrien

535 oder 538 kam Istrien wieder an Ostrom, spätestens aber 544. 552 zog ein oströmisches Heer unter Führung des Feldherrn Narses über Istrien nach Italien und wurde dabei von 5.500 Langobarden begleitet. Noch mehr Langobarden kamen nach 568 in den Norden Italiens, unter Authari zogen Einheiten unter dem Befehl des Herzogs von Trient, wie Paulus Diaconus in seiner Historia Langobardorum (III, 27) berichtet, plündernd nach Istrien.
Auch berichtet Paulus von der verheerenden Pest auf der Halbinsel in den 590er Jahren, wie schon 30 Jahre zuvor (IV, 4). Sie grassierte also 557, dann wieder 581 und 591. Diese Katastrophen waren Teil einer Pandemie.
Wenig später plünderten Langobarden König Agilulfs gemeinsam mit Slawen und Awaren Istrien (Historia Langobardorum, IV, 24). Die awaro-slawischen Raubzüge lassen sich anhand zerstörter Siedlungen belegen, so in Rim bei Roč, Sv. Foška bei Žminj, Vrsar, Nesactium. Während sich im Hinterland die Bevölkerung in Höhensiedlungen zurückzog, lässt sich an der Küste eine wachsende urbane Aktivität feststellen. Auch tritt bereits im 6. Jahrhundert der für Istrien typische Kirchentyp mit eingezogener Apsis auf.

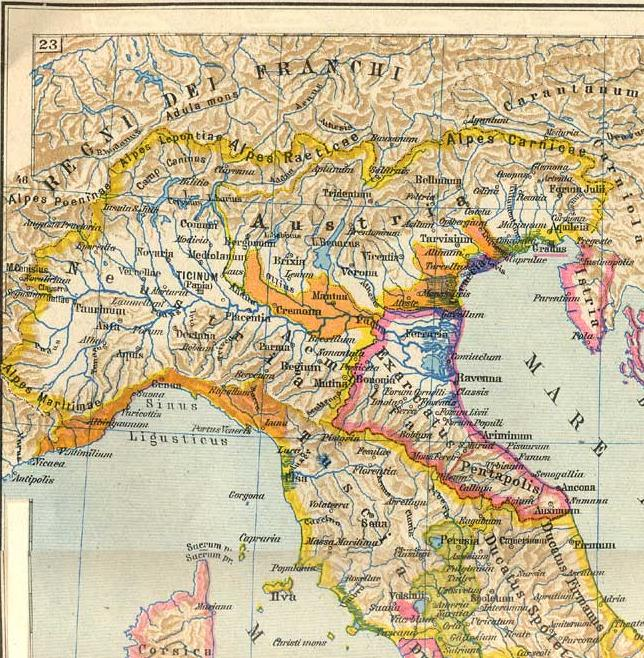
Langobardische und byzantinische Gebiete vor 603, Istrien gehörte weiterhin zum Oströmischen Reich

Die Slawen sind archäologisch schwer greifbar, da sie die Keramik des Prager Typs oder Brandgräber zugunsten der auf Istrien üblichen Gebräuche schon in der Mitte des 7. Jahrhunderts aufgaben. Zudem ist die Annahme, die romanisierten Teile der Bevölkerung hätten sich vor den Slawen in die Städte geflüchtet, überholt. Die Autoren späterer Zeit beobachteten eher, dass die küstennahen Stadtzentren viel mehr Außenkontakte unterhielten und weiterhin am Mittelmeerhandel teilnahmen.
Wesentlich für die weitere Entwicklung wurde die kirchliche Aufteilung des karantanischen Gebietes zwischen dem Erzbistum Salzburg und dem Patriarchat von Aquileia, als deren Grenze 796 auf einer Bischofskonferenz die Drau festgesetzt wurde. Diese Regelung wurde 803 von Karl dem Großen bestätigt und blieb bis 1751 gültig. Die kirchliche Gebietseinteilung blieb erhalten. Die klösterliche Missionstätigkeit wurde verstärkt.

#### Frühe Slawen, Awaren, Alpenromanen, oströmische Küste

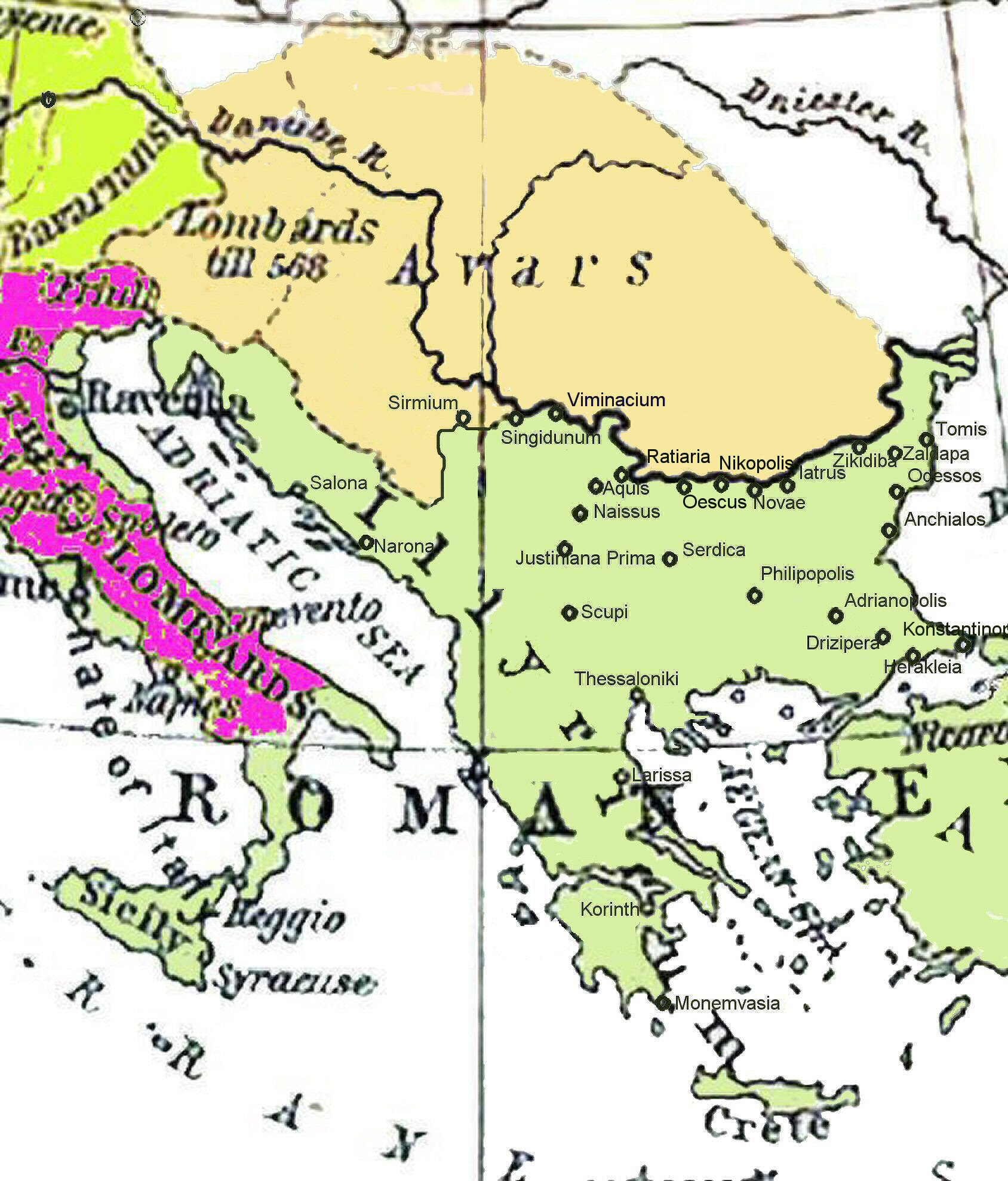
Byzanz, Awaren und Langobarden, um 582–612

Die einfallenden Slawen an der Ostgrenze oberhalb der Cicciaria verwüsteten 599/600 zwar Teile Istriens, nahmen es aber nicht ein. Sie wurden von den Exarchen von Ravenna abgewehrt, vor allem während der Balkanfeldzüge des Maurikios durch Kallinikos im Jahr 599. Istrien wurde dem Exarchat unterstellt, Sitz des Statthalters war Pula.
Vielleicht Mitte des 7. Jahrhunderts erfolgte die Trennung von Venetia. Die Städte waren weiterhin Wohnorte des Patriziats, das über großen Landbesitz verfügte, der von Kolonen oder Sklaven bewirtschaftet wurde. Ihre Mitglieder kontrollierten als Tribunen zunehmend die militärische und zivile Verwaltung, meist durch iudices als Vertreter. Diese lokale Machtballung stand im Widerspruch zu den oströmischen Bemühungen, die Herrschaft zu straffen. So wurde auch der Dreikapitelstreit als eine Art Widerstand des Patriziats gegen diese Bemühungen gedeutet. Zur Zeit der Synoden von Grado (579) und Marano (590) erwiesen sich die istrischen Bischöfe als Verfechter der entsprechenden Theologie, galten jedoch nach 600 wieder als katholisch. Somit ballten sich ihre Gegner nun ausschließlich auf langobardischem Gebiet.
Als eine Art Grenzwächter wurden limitanei angesiedelt, die vor allem im Mirnatal nachweisbar sind. Sie wiesen Anzeichen eines fortbestehenden Heidentums auf. Der weiteste westliche Vorstoß der Slawen über die untere Donau war der Ostrand Istriens, die sog. Cicciaria. Die Slawen unternahmen Züge zwischen den oströmischen Provinzen Pannonia und Dalmatia (einige Informationen hierzu liefert die Chronik von Monemvasia).
Durch die geringe Zahl an Quellen ist die Geschichte des 7. bis 9. Jahrhunderts kaum fassbar. So ist auch die Beziehung zwischen den im 9. Jahrhundert in den Quellen greifbaren Kroaten und Slowenen mit den frühen Slawen völlig unklar. In jedem Falle war am Ende dieser Entwicklung das Hinterland slawisch, die Küstenstädte im besagten Sinne „römisch-lateinisch“. Wahrscheinlich setzte spätestens jetzt eine Abwanderung in Richtung der sichereren Städte ein. Dabei dürfte die Bevölkerungszahl östlich von Istrien drastisch zurückgegangen sein. Dies ist eine naheliegende Erklärung dafür, dass einer der Vorfahren des Paulus Diaconus, wie dieser schreibt, bei dessen Flucht ‚über einsame Berge‘ („montium solitudines“), nur auf eine einzige „Sclavorum habitatio“ gestoßen sei (Historia Langobardorum 4,37). Dies weist aber auch darauf hin, dass möglicherweise noch gar keine rechte slawische Siedlung eingesetzt hatte. Auf Istrien siedelten die Alpenromanen wie auch im Friaul. Wie das Istriotische damit zusammenhängt, scheint gleichfalls unklar zu sein.
Der Küstensaum blieb in oströmischer Hand und damit christlich – um 680 unterzeichnet ein Andreas, Bischof in der Provinz Istrien, ein Schreiben, das sich in den Akten des ökumenischen Konzils in Konstantinopel erhalten hat.
Spätestens seit den 630er Jahren kam es allerdings zu einer wachsenden Regionalisierung der oströmischen Verwaltung in Form von Dukaten, wie etwa in Ligurien, aber auch auf Istrien. Zunächst dürfte es sich bei den dortigen Tribunen um Amtsträger gehandelt haben, doch später wird es sich um einen Erbtitel gehandelt haben, den einflussreiche Familien beanspruchten. Ursprünglich waren sie Kommandanten über je 300 bis 400 Mann. Entscheidend für ihren Aufstieg war, dass die oströmischen Staatsbeamten über ein regelmäßiges Geldeinkommen verfügten und dass sie von den Steuern befreit waren, im Gegensatz zu den alten Grundbesitzerfamilien. Infolge der kriegsbedingten wirtschaftlichen Schrumpfung konnten diese Beamten zunehmend als Landkäufer auftreten, die sowohl privaten als auch kirchlichen Besitz erwarben. Schließlich wurden die Militärbeamten mit zivilen Aufgaben betraut.

#### Langobarden (754–773/774), Ostrom (bis 778/812)

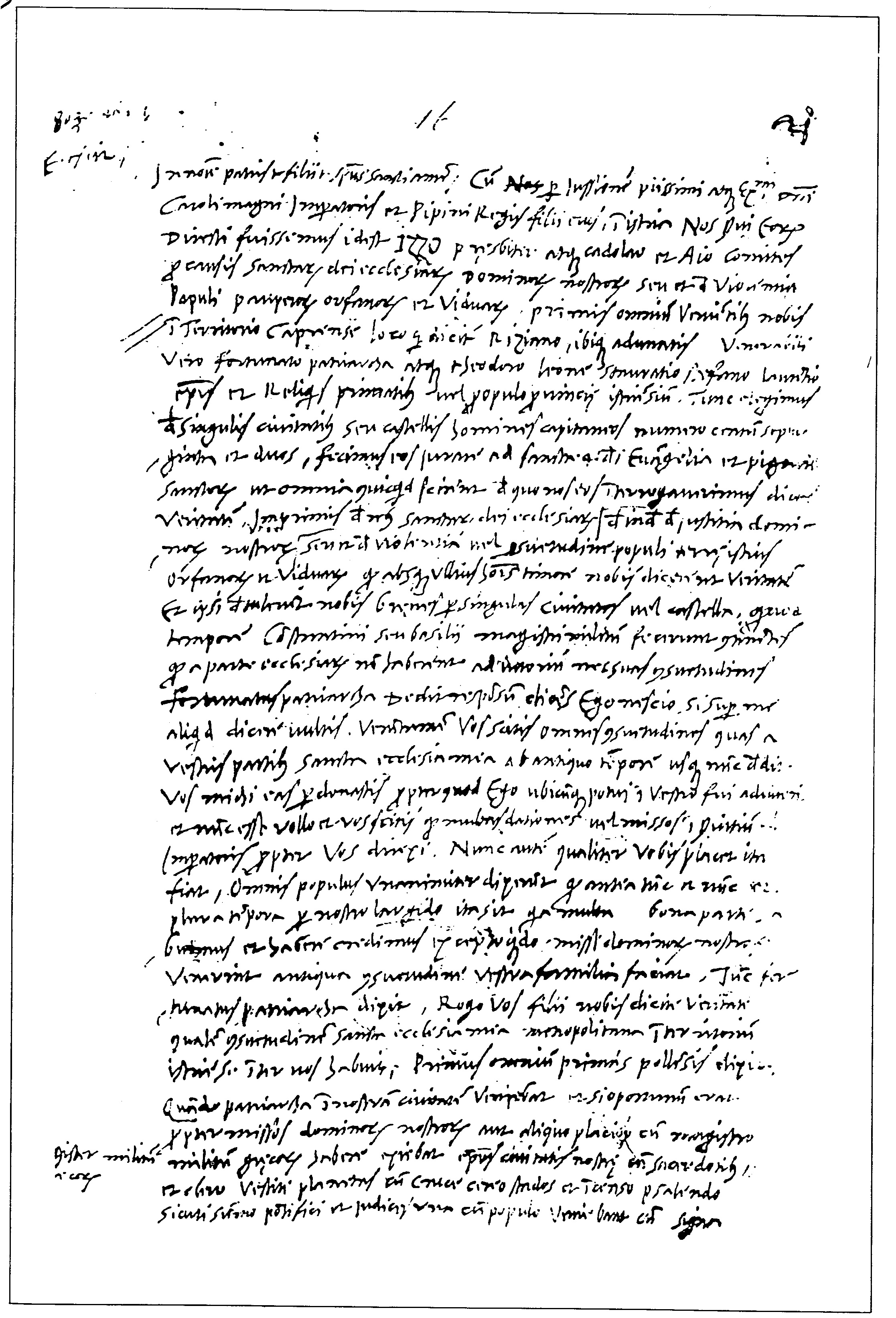
Das Placitum vom Risano aus dem Jahr 804, benannt nach einem Fluss bei Capodistria, mit 172 Zeugen. Das Dokument erwähnt erstmals Slawen im Umkreis von Triest und sammelt Beschwerden gegen erhöhte Dienste, Übergriffe und dergleichen.

Eine wichtige Quelle für diese Zeit ist eine um 804, also schon in fränkischer Zeit entstandene Auflistung von Beschwerden, die die schlechte Gegenwart unter den Franken mit der besseren Zeit vor ihrem Eroberungszug vergleicht. Dieses Placitum von Risano (benannt nach der Rižana) zeigt, trotz aller Schönfärberei der Vergangenheit, dass die Tribunen über dem populus standen; zudem verfügten diese – zumindest auf Istrien – über Freigelassene und weitere Hilfskräfte; sie wurden von der Kirche verpflegt und die Hälfte ihrer Steuern zahlte sie darüber hinaus. Dabei hatten sie Land verpachtet, Fischfang war eine wichtige Einnahmequelle, ebenso wie die Waldwirtschaft.
Seit Mitte des 8. Jahrhunderts hatte sich die politische Großwetterlage verändert. So war Ravenna 751 endgültig an die Langobarden gefallen, Istrien kam 754 ebenfalls für knapp zwei Jahrzehnte an die Eroberer. Doch gilt dieses Datum als unsicher. Aus einem Brief des Patriarchen Johannes von Grado, von 768 oder 770/772, wird deutlich, dass spätestens zu diesem Zeitpunkt Istrien von den Langobarden besetzt war.
Im Jahr 774 setzte Karl der Große ihrem Reich ein Ende. Wahrscheinlich waren die Langobarden bereits im Vorjahr von Istrien abgezogen. Ostrom-Byzanz nutzte die Gelegenheit und brachte Istrien für wenige Jahre unter seine Kontrolle. Doch 15 Jahre später fiel die Halbinsel an das Frankenreich. Noch 806–807 und letztmals 809 versuchte Konstantinopel Flottenpräsenz zu zeigen, doch entglitt die nördliche Adria nun endgültig seiner Herrschaft.

#### Teil des Frankenreichs (ab 788/91), Narentaner, Kroaten (vor 879), Sarazenen (bis 880)

Der Balkan um 850

788, spätestens aber 791, unterwarf Pippin, einer der Söhne Karls des Großen, Istrien dem Fränkischen Reich. 803 wurde die Halbinsel in die Mark Friaul eingegliedert, die Verhältnisse auf der Halbinsel denen des Frankenreiches angeglichen. Während im Vertrag von 812 zwischen den beiden Kaiserreichen zwar Dalmatien wieder an Byzanz kam, und die Lagune von Venedig ebenfalls, blieb Istrien fränkisch. Der fränkische dux Johannes residierte in Civitas Nova. Sein Versuch, die munizipale Selbstverwaltung abzuschaffen, scheiterte zunächst. Auf einem Placitum in Rižana bei Koper konnten die Städtevertreter ihre Rechte teilweise wieder durchsetzen. Doch in spätkarolingischer Zeit wurden diese Selbstverwaltungsrechte zunehmend eingeschränkt, vor allem, nachdem die Halbinsel ab 952 zum Herzogtum Bayern gehörte.
Weiterhin kam es zu slawischer Zuwanderung vor allem in Mittelistrien, und zwar aus dem Gebiet der Köttlacher Kultur im Norden, sowie aus den Gebieten östlich der Halbinsel. 827 erhielt das Patriarchat von Aquileia die Metropolitangewalt über Istrien und seine Bischofssitze. 828/829 wurde die Mark Friaul des ehemaligen langobardischen Herzogtums, in vier Grafschaften unterteilt. Istrien bildete ab diesem Zeitpunkt mit der Grafschaft Friaul die Mark Aquileia. Die ethnische Grenze stabilisierte sich und prägt die Halbinsel bis heute.
Nach dem Rückzug der byzantinischen Flottenmacht aus der oberen Adria traten als Seemächte die heidnischen Narentaner auf, deren Stützpunkte auf den Inseln Brač, Hvar, Korčula und Mljet lagen, sowie im Mündungsgebiet der namensgebenden Narenta. Von Süden waren es die Sarazenen, die die Emirate in Bari und Tarent gründeten und von dort Plünderzüge unternahmen. Die Narentaner erschienen 846 vor Caorle. 842 eroberten Sarazenen, die weit in die Adria vordrangen, die Insel Cres. Sie setzten in der Seeschlacht vor der Insel Sansego (Susak, südöstlich von Pula) den Venezianern schwer zu und standen 875 vor Grado im äußersten Norden der Adria.

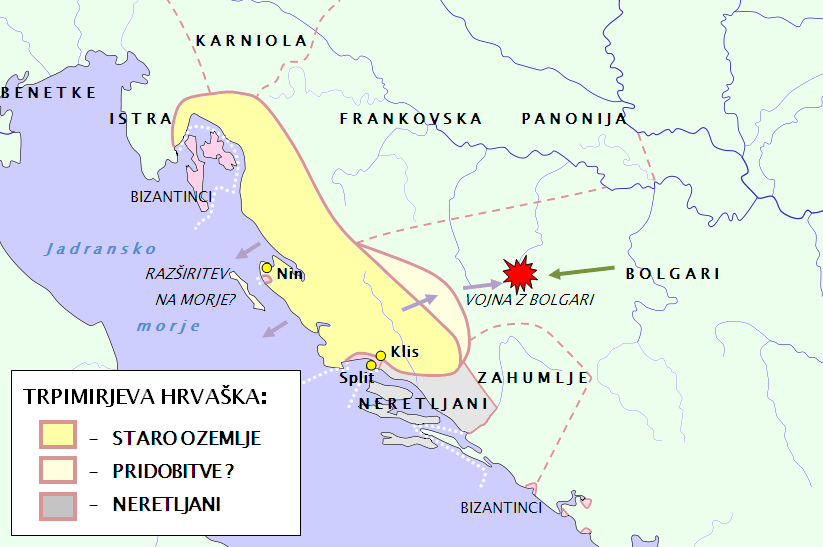
Ungefährer Machtbereich Trpimirs I. und der Narentaner

Auf Dauer erfolgreicher waren dennoch die Kroaten, zunächst unter Trpimir I. (845–864). Er war der Gründer der Trpimirović-Dynastie. Im Jahr 879 titulierte Papst Johannes VIII. das Gebiet des Fürsten Branimir als „regnum croatorum“, was die päpstliche Anerkennung eines Königreiches der Kroaten nahelegt. Trpimir machte sich von Byzanz gleichermaßen unabhängig wie von den Franken. Von 864 bis 876 herrschte Fürst Domagoj, der von Johannes VIII. als ‚ruhmreicher Fürst der Slawen‘, als „gloriosus dux Sclavorum“, von den Venezianern hingegen als ‚der schlimmste Fürst aller Slawen‘, als „pessimus dux Sclavorum“ bezeichnet wurde.

#### Zwischen Venedig, Ungarn und dem Römisch-deutschen Reich, Lehnsherrschaften, Stadtkommunen

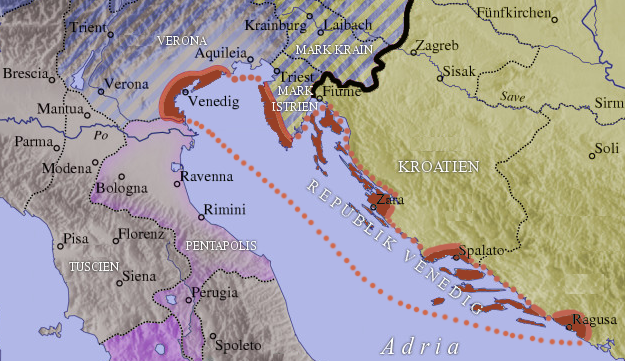
Machtbereich Venedigs um 1000

Mit der Eroberung der Emirate von Bari (871) und von Tarent (880) endete die unmittelbare Bedrohung der Adria durch die Sarazenen. Allerdings unterlag Venedig 872 gegen Kroaten bei Salvore (Savudrija), gegen Schiffsverbände, die 876 istrische Städte angriffen. Venedig begann, die Handelsstraße der Adria mit seiner Flottenmacht zu sichern, wenn die Stadt auch mit dem Tod des Dogen Pietro I. Candiano im Jahr 887 einen herben Rückschlag im Kampf gegen slawische Seefahrer hinnehmen musste, die die Venezianer als bloße Piraten betrachteten. Dennoch gelang es Venedig, den Salzhandel zunehmend zu monopolisieren und die beherrschende Rolle Konstantinopels zu übernehmen. Eine sarazenische Flotte zog 875 kampflos ab, die Angriffe der Ungarn (um 899) trafen zwar Italien und die Lagune von Venedig, doch die Lagune von Grado und die Halbinsel Istrien blieben verschont.

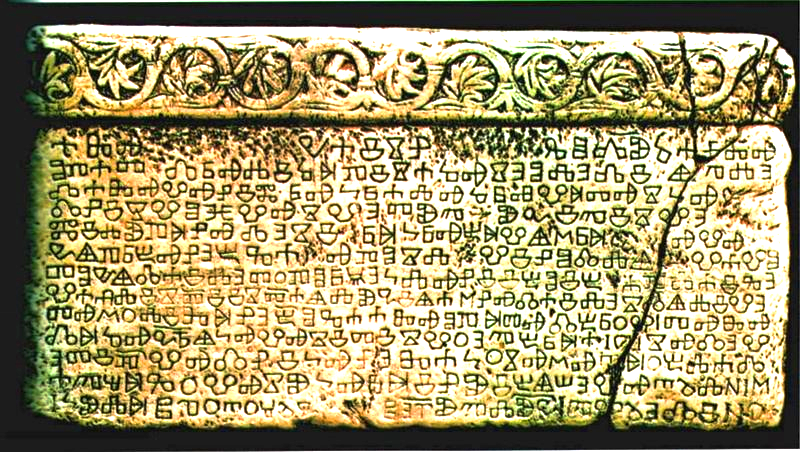
Die Tafel von Baška (99,5 × 199 cm) stammt aus der Kapelle St. Lucija in Jurandvor bei Baška auf Krk und wird auf die Zeit um 1100 datiert. Sie war ursprünglich der linke Teil der Altarschranke und wird seit 1934 in der Kroatischen Akademie der Wissenschaften und Künste in Zagreb aufbewahrt. Die Inschrift in glagolitischer Schrift enthält eine Landschenkung des kroatischen Königs Dmitar Zvonimir an die Kirche. Die Sprache ist eine Mischung aus einer (alten) Form des Čakavischen und des Kirchenslawischen.

Erst der Sieg König Ottos I. in der Schlacht auf dem Lechfeld bei Augsburg im Jahr 955 beendete diese weite Teile Europas erfassenden Kriegszüge. Die Ungarn etablierten sich nun in der Pannonischen Tiefebene und trennten somit die Wohngebiete der Südslawen von denen der West- und Ostslawen. Zugleich begann ihre Christianisierung. Als Flächenstaat begann nun ihre Expansion Richtung Süden und Südosten, und damit auch gegen Kroatien, das sie schließlich durch ein dynastisches Bündnis erwarben. Damit wurden sie wiederum zu Erben der Ansprüche Kroatiens in Dalmatien, aber auch auf Istrien, wo die Küstenstädte und das Hinterland endgültig verschiedene Wege gingen.
Otto I. vergab nämlich die Mark Aquileia (zusammen mit der Mark Verona) ab 952 an Bayern, allerdings wütete auf Istrien eine Epidemie in den Jahren 954 bis 958; ab 976 kam die Mark Aquileia an das Herzogtum Kärnten. 1040 wurde Istrien von Heinrich III. in eine eigene, von der Markgrafschaft Friaul abgesonderte Markgrafschaft des Römisch-deutschen Reiches umgewandelt. Kulturell ist dies auch archäologisch zu fassen: Ab dem 11. Jahrhundert begruben auch die Slawen des Hinterlandes ihre Toten bei den Kirchen.
Mit dieser Markgrafschaft, die auch als Herzogtum Meranien bekannt war, wurden von 1040 bis 1208 nacheinander verschiedene Adelsgeschlechter belehnt, so ab 1090 die Spanheimer und zuletzt ab 1170 die Grafen von Andechs, genannt Andechs-Meranien. Zu dieser Zeit wurde das Gebiet noch zu Istrien gezählt. Der erste Andechser war Graf Berthold III., der auch Titularherzog von Dalmatien (Merania, Meran) war. Ihm folgte 1188 sein Sohn Berthold IV. und diesem 1204 sein vierter Sohn, Markgraf Heinrich von Istrien. Letzterem wurde 1208/09 die Teilnahme an der Ermordung König Philipp von Schwaben in die Schuhe geschoben. Er verlor die Markgrafschaft und musste zeitweise ins Exil gehen. Der spätere Kaiser Otto IV. übergab die Mark 1208 Herzog Ludwig von Bayern. Dieser trat sie dem Patriarchen von Aquileia Wolfger von Erla ab. Die Patriarchenherrschaft endete formal erst 1451.
Venedig versuchte, sich in diesem von transalpinen Interessen dominierten Raum seine Handelswege offen zu halten. 932 schloss es mit Capodistria (Koper) einen Vertrag auf gegenseitige Hilfe gegen äußere Angriffe; letztlich unterwarf sich Koper der venezianischen Tribut- und Schutzherrschaft. Einen ähnlichen Vertrag schloss Venedig 933 mit dem Markgrafen von Istrien, den Bischöfen der Halbinsel und den wichtigsten Küstenstädten. Zugleich erlangte Venedig dort den Anspruch auf ungehinderten Handel. Venedig, das formal die Ansprüche des Reiches akzeptierte, beanspruchte dennoch zunehmend den Raum nördlich der Linie Ravenna–Pola für sich, ein Gebiet das bald Golf von Venedig genannt wurde. Im Gebiet südlich von Istrien trat die Stadt hingegen als Stellvertreterin der Byzantiner auf, insbesondere als ihr um 1000 eine erste Unterwerfung Dalmatiens gelang.
Da die Andechs-Meranier praktisch nie auf Istrien residierten, bildeten sich dort beinahe selbstständige Besitzkomplexe des Patriarchats Aquileia, der örtlichen Bischöfe, aber auch venezianischer Klöster, der ravennatischen Bischofskirche Sant’Apollinare, der Herren von Duino (bei Triest, 1466 an Habsburg) und der Grafen von Görz heraus. Diese waren ursprünglich Vögte der Bischöfe und Markgrafen gewesen. Auch gewannen die Städte zum Teil ihre Territorien zurück, was die markgräfliche Macht weiter minderte.
Die Städte beschritten den Weg kommunaler Selbstständigkeit; seit Ende des 12. Jahrhunderts wurden sie von Konsuln regiert. So etwa Koper erstmals 1186, Pula 1177, Poreč 1205. Andere wurden von Podestà regiert, wie etwa Piran 1192 oder Poreč im Jahr 1194. Sie schlossen sogar eigenständige Handelsverträge mit anderen Städten, wie etwa Rovinj mit Ragusa (1188), Piran mit Split (1192), Labin mit Rab (1215).
Dagegen versuchte Venedig, zunächst erfolgreich, die direkte Herrschaft über die Küstenstädte zu erringen. Dort standen ihre Händler schon lange in intensiven Handelskontakten mit Capodistria. Als Otto I. und Otto II. die venezianische Dynastie der Candiano im Jahr 972 zu stützen versuchten, boten die Ottonen dem Dogen sogar Teile Istriens an.
Im 11. Jahrhundert wurde fast die gesamte Adria zum Golf von Venedig, der Doge Pietro Polani sicherte Venedigs Herrschaft über Istrien. 1145 kam es mit Pola und anderen Städten zu einem ersten Konflikt. 1171 wurde Ragusa von Venezianern erobert, nachdem der byzantinische Kaiser seine Händler hatte verhaften und sie schließlich aus Konstantinopel hinauswerfen lassen. Die Bürger der istrischen Städte mussten ihre Treue zu Venedig durch öffentlichen Eid bekräftigen.
Doch als sich 1195 Pula erhob, drohte das kleine venezianische Adriareich zusammenzubrechen. Dies änderte erst der Vierte Kreuzzug, der zunächst Dalmatien an die Lagunenstadt brachte. Hauptgegner in Dalmatien war seit 1102 Ungarn. Zwar saß noch 1067 ein byzantinischer Würdenträger in Zadar, doch ab 1070 gingen diese Gebiete verloren. 1075 riefen die dalmatischen Kommunen sogar einen Normannen aus Süditalien herbei. Papst Gregor VII. entschied sich allerdings, das Gebiet den Kroaten zu überantworten. Während des gesamten 12. Jahrhunderts blieb die Herrschaft über Dalmatien umkämpft. Capodistria verlangte Ende des 13. Jahrhunderts eine größere Eigenständigkeit in Form eines Gremiums aus Sapientes, die mit weitgehenden Befugnissen ausgestattet sein sollten.
Venedigs Einfluss wurde in der ersten Hälfte des 13. Jahrhunderts durch die Patriarchen von Aquileia wieder zurückgedrängt, wenn auch Venedigs Einfluss auf den Inseln südlich von Istrien und auf der Halbinsel selbst groß blieb. 1209 kam der größte Teil Istriens unter Aquileias Herrschaft.

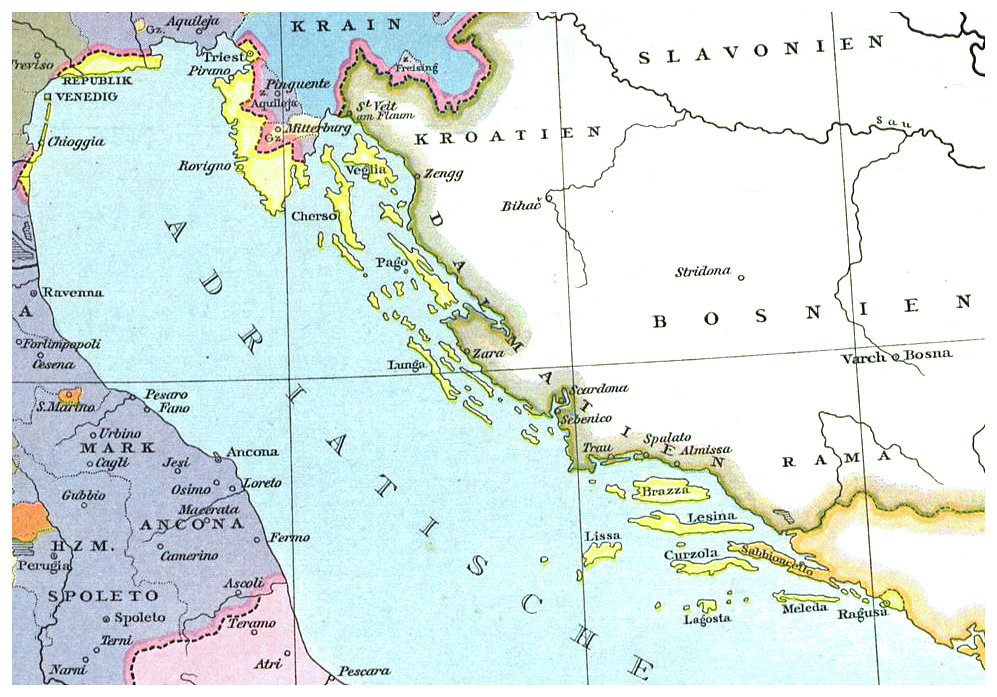
Die Adria um 1250. Rosa-schwarz-strichliert: Römisch-Deutsches Reich, violett: div. geistlicher Besitz, oliv: Verona, zitronengelb: Venedig, grün: Ungarn, hellblau: Krain, ocker (Nordwesten): Görz, ocker (Osten): Serbien

Im Laufe des 13. Jahrhunderts zogen es viele Städte vor, mit Venedig Übergabeverträge (dedizioni) abzuschließen. 1312 zwang eine Epidemie, „pestilencia“ genannt, die Bewohner, die südlichen Inseln aufzugeben; in Pola mussten fünf Konvente aufgelöst werden. Dabei war eine ganze Reihe späterer Dogen zuvor als Podestà von Capodistria tätig, so etwa Giovanni Dandolo (bis 1280), Pietro Gradenigo (1289) oder Bartolomeo Gradenigo (1329).
Obwohl manche Städte im 13. Jahrhundert besetzt wurden, so z. B. Parenzo im Jahr 1267, konnten sich die istrischen Städte lange Zeit ein hohes Maß an Autonomie bewahren. Pola war unter den Castropola sogar eine eigene Signoria, die aber 1331 an Venedig fiel. Die Macht in den Städten wurde eher an den venedigfreundlichen Teil des örtlichen Adels übertragen. Das Militärwesen, einschließlich der Versorgung mit Mannschaften, Waffen, Pferden und Proviant, und der Außenhandel blieben unter der Herrschaft Venedigs. Zu einer regelrechten Besiedlung kam es dabei nicht. Dennoch erhielten die istrischen und auch die weiter südlich gelegenen Küstenorte ein ausgesprochen venezianisches Gepräge, das bis heute im Kirchenbau, in den Verwaltungsgebäuden und Festungsanlagen, im Hafenbau, aber auch in der Stadtstruktur erkennbar ist.

### Venezianische Küste (ab 1267), Habsburger im Hinterland und in Triest (ab 1366 bzw. 1374, 1382)

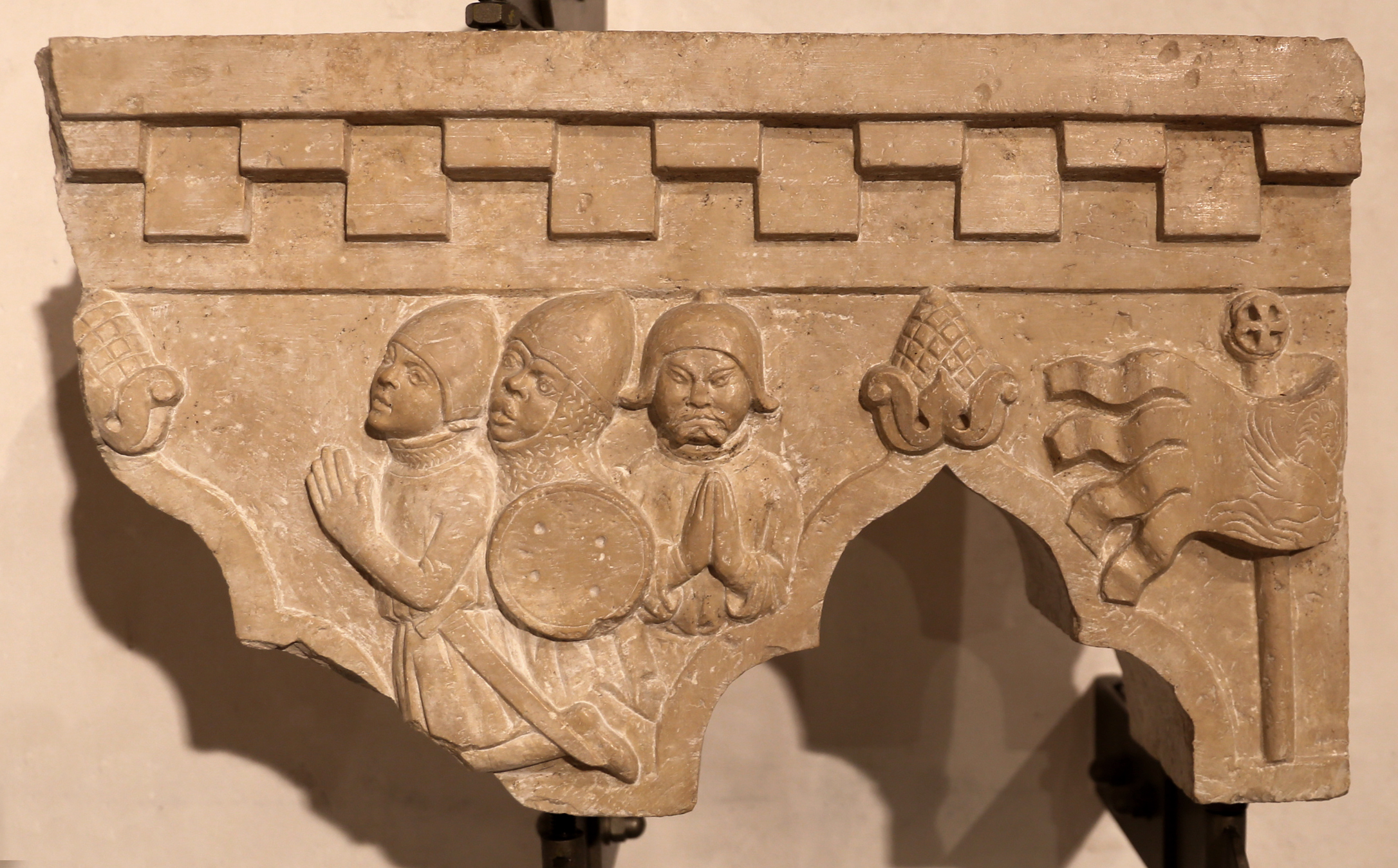
Kriegerdarstellungen am Dom von Koper, um 1390

Im Verlaufe des Vierten Kreuzzuges gelang es Venedig 1202 Zara, und in den Folgejahren große Teile der östlichen Adriaküste zu gewinnen – trotz heftiger Widerstände blieb die Region bis 1358 von Venedig dominiert. In der zweiten Hälfte dieses Jahrhunderts, als das Römisch-deutsche Reich nach dem Ende der Staufer-Dynastie geschwächt war, konnte Venedig zu Lasten des Patriarchats wieder an Einfluss auf Istrien gewinnen. Parallel dazu bauten die Grafen von Görz ihren Einfluss im Inneren der Halbinsel aus – ebenfalls auf Kosten Aquileias.

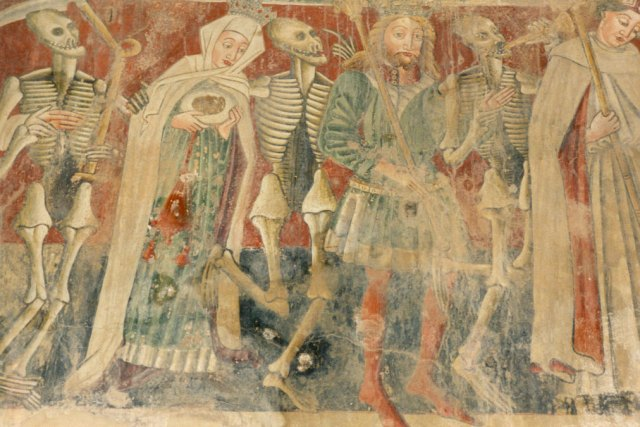
Totentanz in der Marienkirche in Vermo, Vincenzo da Castua, nach 1474

Ab 1267 kam Istrien Stück für Stück an Venedig. Im Frieden von Treviso 1291 erhielt dann endgültig die Republik Venedig die Hoheit über die Küste von Koper (Capodistra) bis Rovinj (Rovigno). Hauptgegner waren dort die Grafen von Görz, die über die Karstgebiete im Inneren ihre Herrschaft ausdehnten. Pola, das sich unabhängig gemacht hatte, kam erst 1331 unter venezianische Herrschaft. 1269 kam Umago an Venedig, 1271 Cittanova e di San Lorenzo (Novigrad), 1275 Montona, 1279 Capodistria, 1283 folgten Pirano und Rovigno. 1331 folgte schließlich Pola. In den Quellen erscheint erstmals Fiume, das spätere Rijeka, das der Signoria der Duinati unterstand. Im Hinterland der gesamten östlichen Adria entstanden in dieser Zeit zahlreiche Herrschaften, die bis nach Albanien und Griechenland reichten. Erst die Osmanen von Osten und die Habsburger von Norden bedrohten ab dem späten 14. Jahrhundert diese für Venedig vorteilhafte Zersplitterung.
In den Jahren 1347 bis 1353 wütete der schwarze Tod, der auf Istrien zuerst Capodistria traf. Dort kam es zu einem Aufstand gegen Venedig. In Piran musste ein neuer Friedhof eingerichtet werden. Auch die Wiederkehr der Pandemie im Jahr 1361 traf Capodistria erneut besonders hart, aber auch Parenzo und Orsera verloren einen großen Teil ihrer Bevölkerung. Der Podestà von Montona ersuchte in Venedig um Mannschaften, um den eingerichteten Cordon sanitaire durchsetzen zu können. 1368, 1371, 1380, 1382 und 1397 kehrte die Pest zurück, dann erneut 1427 und 1449. Schon 1386 konnte Capodistria den Kirchenzehnten nicht mehr aufbringen. Die Pestwelle von 1456, die aus Venedig kommend Istrien traf, verursachte die größten Schäden in Parenzo und Montona. In Parenzo wurde 1467 angeordnet, dass Testamente der Erkrankten nur noch durch das offene Fenster diktiert werden durften. 1468 traf die Epidemie Rovigno, 1475 bis 1476 erneut die gesamte Halbinsel, wieder 1478, dann traf sie 1483 Parenzo, 1487 wieder ganz Istrien. 1497 traf sie am schwersten Triest und seine Umgebung, wo 120 Notabeln und über 400 Popolani starben.

Das Patriarchat um 1250

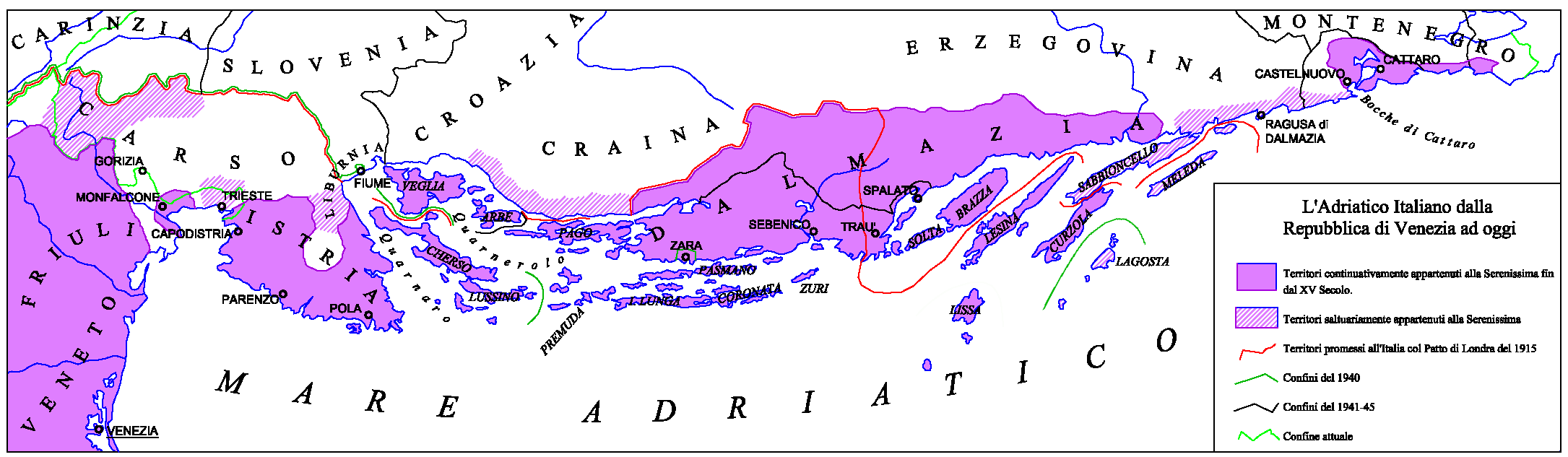
Die seit dem späten 15. Jahrhundert dauerhaft venezianischen Gebiete in Dalmatien

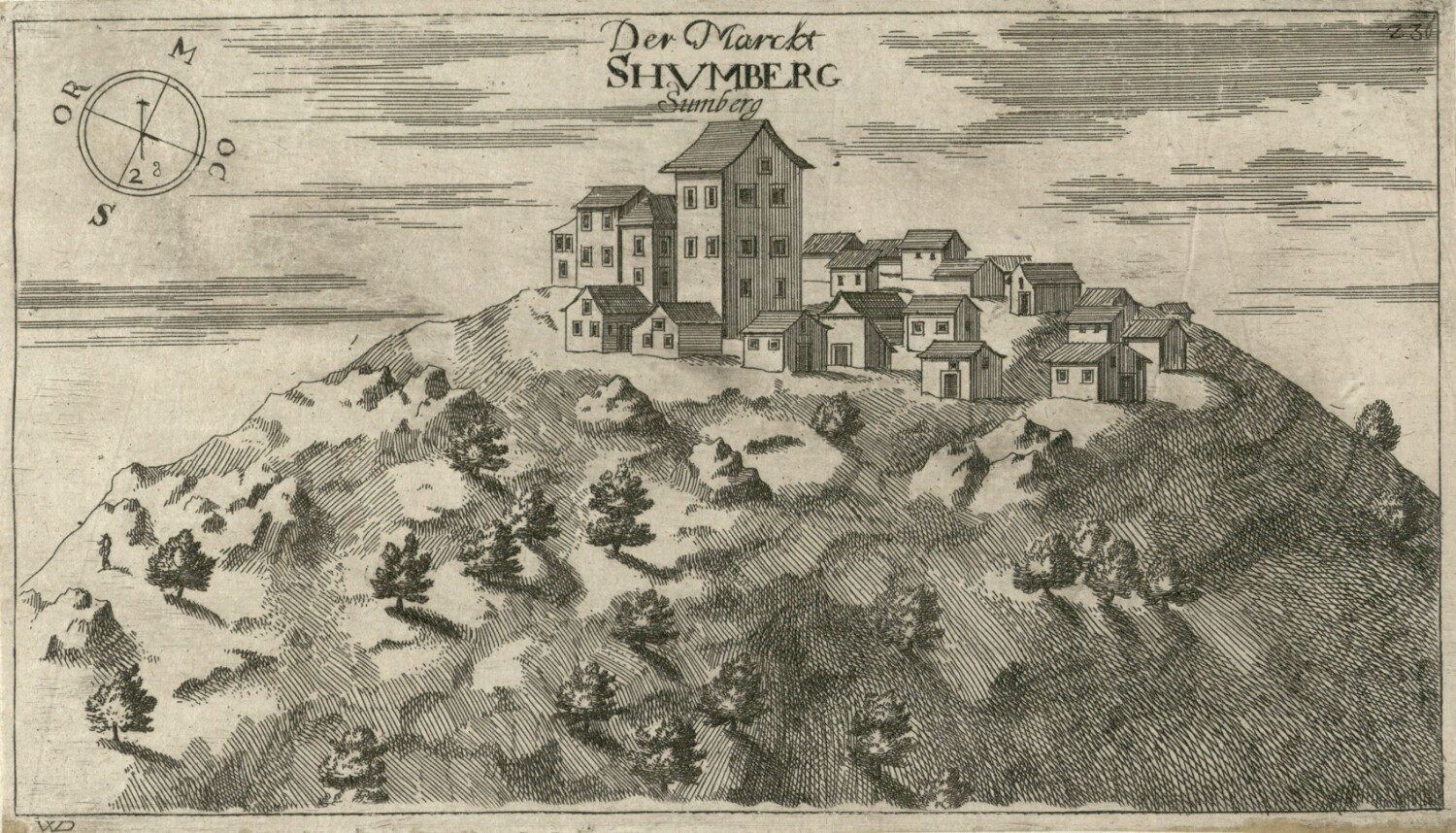
Shumberg in einem Stich von 1679

Die Duinati wurden 1366 Vasallen der Habsburger (ab 1399 Walsee). Triest unterstellte sich 1382 der Schutzherrschaft der Habsburger. An diese neuen Herren waren 1374 durch Erbvertrag auch die von den Grafen von Görz ab ca. 1200 erlangten Gebiete im Landesinneren (Grafschaft Mitterburg-Pazin) gefallen, eine Vereinbarung, die bereits 1354 geschlossen und 1366 erneuert worden war. Dieses Gebiet um Pisino blieb bis 1918 habsburgisch, nachdem Albert III. von Görz 1374 gestorben war. Aus dieser Zeit befinden sich auf Istrien noch einige Burgen und Ortschaften deutscher Herkunft, z. B. Schloss Mahrenfels (heute Lupoglav – Lupogliano), Schloss Walderstein (heute Racice – Racizze), Burg Waxenstein (heute Kožljak – Cosliacco) und Burg Schoemberg (heute Šumber – Casali Sumberesi). Im frühen 15. Jahrhundert verblieben aber auch acht Städte in zwei Unterregionen beim Patriarchat Aquileia. Diese waren Buje (ital.: Buie), dann Oprtalj (Portole) und Buzet (Pinguente) mit Roč (Rozzo) sowie Hum (Colmo) im Norden sowie im Süden Dvigrad (Duecastelli) sowie Labin (Albona) mit Plomin (Flanona). Sitz der Markgrafen war Petrapilosa (dt.: Rauenstein).
Im Süden sah sich Venedig einem weiteren übermächtigen Gegner gegenüber. 1358 musste Venedig nach schweren Kämpfen gegen den Anjoukönig Ludwig von Ungarn auf Dalmatien verzichten. Erst ein halbes Jahrhundert später konnte Venedig dieses Gebiet kaufen. Im Chioggia-Krieg drohte Venedig bis 1381 der Verlust des gesamten Adriaraums, als die Anjou und Genua im Bündnis standen und versuchten, Venedig zu erobern. Doch mit dem Kauf von Korfu (1386) begann Venedig, sein adriatisches Reich, das bis auf Istrien verloren gegangen war, wieder aufzurichten. Schließlich kam 1420 das gesamte Patriarchat Aquileia an Venedig, und damit auch dessen Besitzungen auf der Halbinsel Istrien.

### Frühe Neuzeit

#### Venezianisch und Habsburgisch (bis 1797)

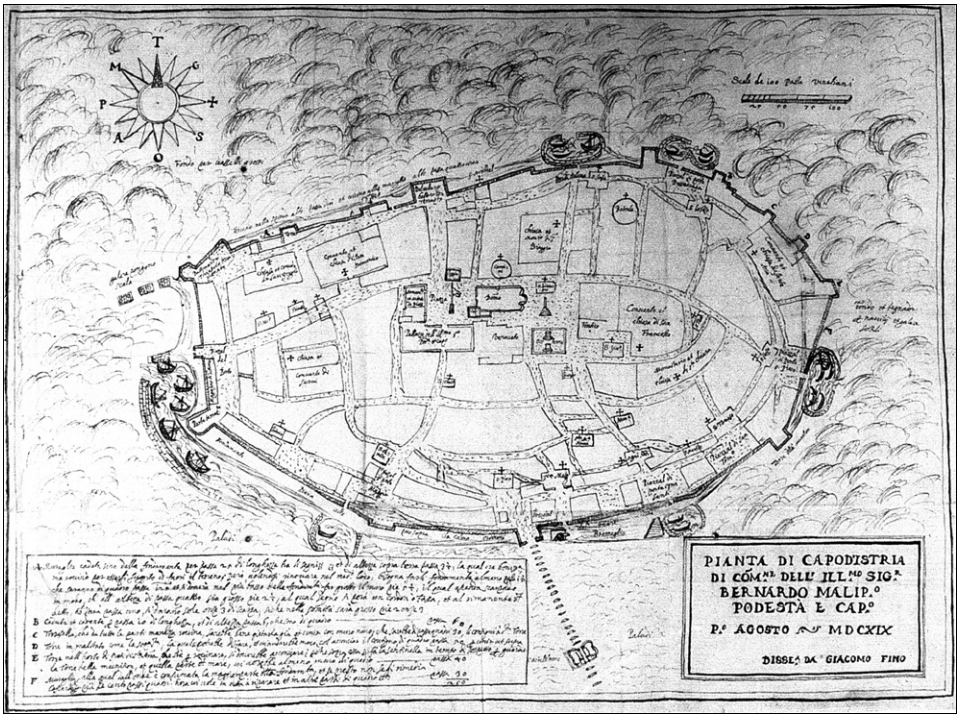
Ältester Stadtplan von Capodistria, Giacomo Fino, 1619

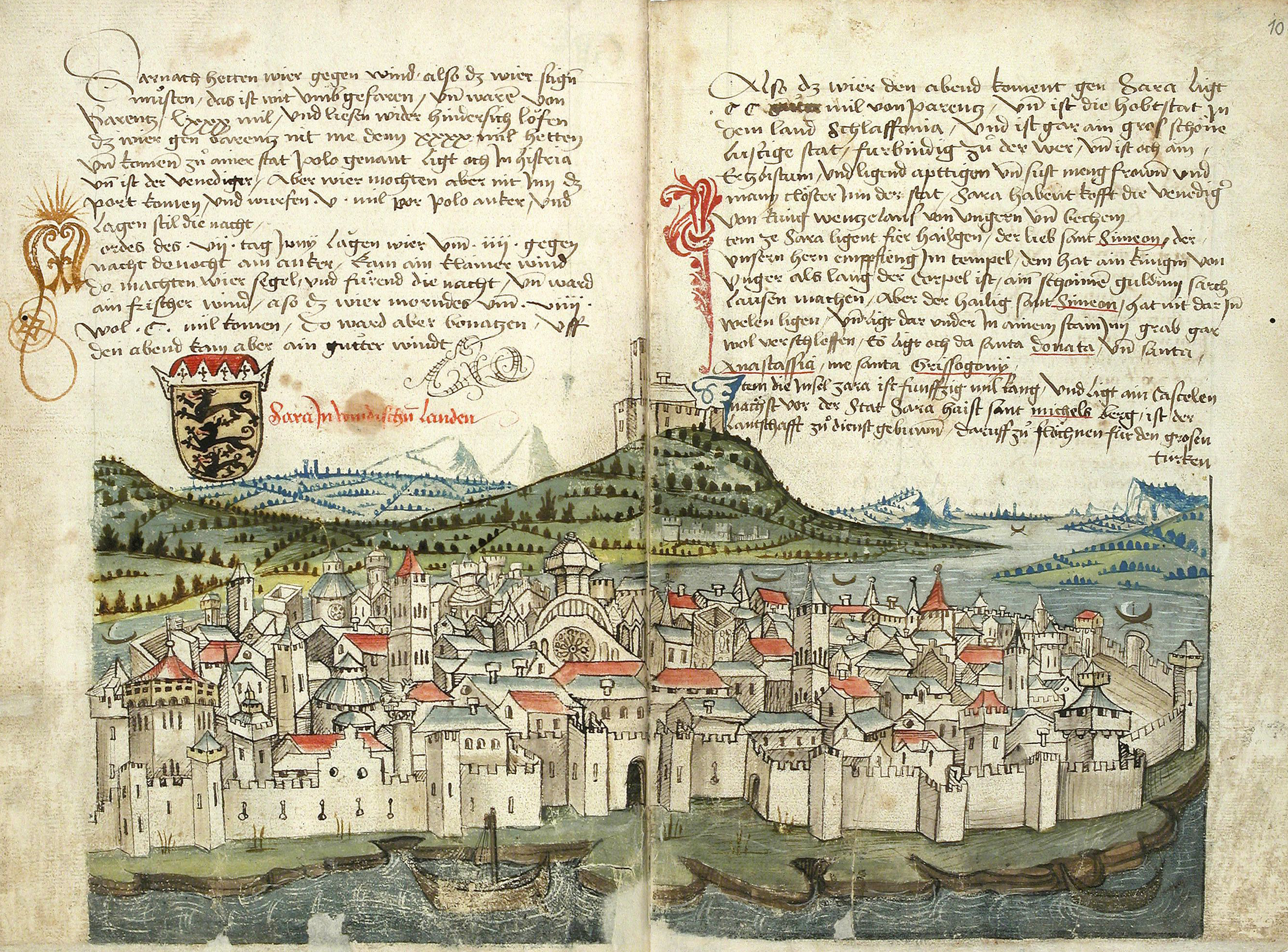
Ansicht von Capodistria, Conrad Grünenberg: Beschreibung der Reise von Konstanz nach Jerusalem, um 1487, f. 9v–10r

Karte der Halbinsel von 1797

Venedig, das seine Herrschaft in Oberitalien ab 1405 bis vor die Tore Mailands ausgedehnt und die Küsten der östlichen Adria gewonnen hatte, beherrschte die Städte in verschiedenem Maße. Das venezianische Istrien, das hauptsächlich die Küstengebiete umfasste, blieb bis 1797 Teil der Löwenrepublik. Seine Herrschaft schlug sich auch städtebaulich nieder, so dass viele Städte deutlich als venezianisch zu erkennen sind. Doch ihre wirtschaftliche Lage verschlechterte sich im 15. Jahrhundert durch Kriege, Epidemien und die venezianische Politik. So kam es zu Bauernaufständen, wie etwa 1409, aber auch zu einer Reihe von Wüstungen.
Venezianisch-Istrien umfasste unter anderem Monfalcone, Grado, Capo d’Istria (Koper), Pula (Pola), Poreč (Parenzo), Rovinj (Rovigno), Umag (Umago), Labin (Albona) und andere wichtige Städte im Inneren wie Montona (Motovun), Pinguente (Buzet) und Sanvincenti (Svetvinčenat).
Derweil wurden die Osmanen durch ihre Eroberung Serbiens (1458) und Bosniens (1463) zu unmittelbaren Nachbarn, die die Kleinstaaten eng an sich banden oder sie eroberten. Nur Ragusa wurde toleriert. Sie gründeten neue Städte, wie Sarajevo oder Mostar, die sich stark von den venezianischen unterschieden. Die ländlichen Eliten lebten zunehmend vom permanenten Krieg, das Modell der Signoria verschwand. Weiter im Süden entwickelten sich Ligen, die aus Clans bestanden, die miteinander verbündet waren. Diese bis heute anders wirkende Welt bestand mindestens bis zur österreichischen Eroberung im Jahr 1878.
Venedig und die Osmanen bekämpften einander in elf Kriegen zwischen 1463 und 1718. Diese führten immer wieder zu Flüchtlingsströmen Richtung Küste. Im 17. Jahrhundert flohen zahlreiche Maurowalachen nach Istrien, die späteren Istrorumänen.
Die Einführung der Reformation auf der Halbinsel erfolgte zunächst durch Konventualen um Baldo Lupetino di Albona. Ihr stärkster Verfechter war der Bischof von Capodistra, Pier Paolo Vergerio. Dort entstand auch eine Täufergemeinde. Doch im Zuge der Gegenreformation verschwanden die Gemeinden unter dem Druck der Inquisition, Baldo wurde bereits 1542 inhaftiert und 1556 ertränkt.
Mit Habsburg kam es zu langwierigen Kämpfen, wie 1508 bis 1516, nach denen die verschiedenen Feudalenklaven aufgelöst wurden. Damit zerfiel die Halbinsel endgültig zwischen Venedig und Habsburg in zwei Sphären. Die venezianischen Städte, sieht man von Capodistria ab, gerieten in eine lange Stagnationsphase. Dagegen versuchte Venedig anzugehen, indem es Neusiedler für das Hinterland zu gewinnen suchte. So kam es zwischen 1520 und 1670 zur Zuwanderung von Maurowalachen.
Andererseits trafen immer neue Pestwellen die Halbinsel. Sie erreichten die Halbinsel 1511, dann 1514 Capodistria und Umago, 1527 Pola und Capodistria, 1543 Triest, dann wieder Capodistria und dazu Muggia 1553 bis 1554, 1558 bis 1558 Pirano, 1573 Capodistria, 1577 Isola, 1600 wieder Triest und so weiter. Danach blieb die Pest drei Jahrzehnte lang aus. Die neuerliche Pest von 1630 war besonders gravierend, denn Parenzo schrumpfte auf 30 Einwohner, Pola auf 300. Rovigno und die meisten Orte im Hinterland blieben hingegen verschont. Sowohl die Bevölkerungsverluste als auch die Gegenmaßnahmen ruinierten vieler Orts die Wirtschaft, bewirkten eine starke Landflucht. Dabei existierte auf der Halbinsel nur eine einzige Quarantänestation, nämlich ab 1630 in Buie. Mit der Pest von 1631 bis 1632 endete die Phase der großen Epidemien auf der Halbinsel nach beinahe drei Jahrhunderten. Allerdings war diese Welle besonders heftig, ebenso wie in Venedig selbst. So ging allein in Capodistria die Bevölkerungszahl von 6000 auf 1800 zurück, im Umland starben weitere 3000 Menschen, in Umago überlebten nur 10 Einwohner. In San Lorenzo del Pasenatico starben 500 Bewohner; Isola und Pirano blieben hingegen verschont. In Pola lebten von 3000 Einwohnern im Jahr 1550 nur noch 698, 1601 waren es noch 300, 1631 gar 30. Selbst Jahre später waren es erst wieder 100. Noch zum Sommer 1743 berichtet Giacomo Casanova, er sei in Pola drei Wochen wegen einer aus Messina eingeschleppten Pest unter Quarantäne gestellt worden.
Es waren also nicht nur Vertriebene, die nach Istrien kamen, sondern sowohl Venedig als auch Österreich versuchten Menschen in ihren Gebieten anzusiedeln. Flüchtlinge vor den Osmanen wurden dabei auch im Gebiet von Senj angesiedelt, im Gebiet der österreichischen Habsburger. Diese waren als Uskoken bekannt. Spätestens mit der Wahl eines Capitano contra Uscocchi durch Venedig im Jahr 1592 kam es zu ersten Auseinandersetzungen, denn die Uskoken widmeten sich zunehmend der Piraterie. Über diese Kämpfe kam es mit dem Oberherrn ab 1613 zu Auseinandersetzungen, 1615 bis 1616/17 zum offenen Krieg. Dabei marschierten österreichische Truppen auch nach Istrien. Sie griffen Pola, Duecastelli und Sanvincenti an, wurden jedoch zurückgeschlagen. Doch die Städte Istriens mussten nun gegen Uskokenangriffe verstärkt befestigt werden. Insgesamt, so Miroslav Bertoša, handelte es sich um den ‚grausamsten Krieg‘, der Istrien jemals getroffen hat, die wirtschaftlichen Folgen waren gravierend.
Ende des 17. Jahrhunderts, als Kreta von den Osmanen erobert war, konzentrierte sich Venedig auf die Sicherung und Ausweitung Dalmatiens. Ab 1718 begann eine Phase politischer Stabilität in der Adria. Doch wuchs eine starke Konkurrenz für Venedig heran. 1719 wurden Triest und Fiume zu Freihäfen, die Häfen Apuliens und auch Ancona wurden zu bedeutenden Handelspartnern. Österreich hatte den östlichen Nachbarn, das Osmanenreich, nun weitgehend verdrängt und strebte selbst nach der Herrschaft über die Adria. Zwischen Capodistria und Spalato kamen nun Bildungseinrichtungen, wie Akademien auf, sowie Einrichtungen höherer Bildung. Doch der ökonomische Niedergang seit dem Uskokenkrieg setzte sich auf Istrien fort, zumal Venedig die Kontrolle über die Adria zunehmend verlor.

#### Juden
1380 entstand in Capodistria ein erstes jüdisches Bankhaus, was dem wachsenden Kreditbedarf entgegenkam. In den folgenden Jahrzehnten entstanden weitere solche Bankhäuser in Isola, Pirano, Rovigno, Pola und Veglia. In einigen Städten hießen die von Juden bewohnten Straßen Ghetto – nach dem venezianischen Vorbild. Von der wichtigsten dieser Banken, der in Pirano, sind die Capitula Judæorum Pirani überliefert, ein Vertrag zwischen den Bankiers und der Stadt, der 1484 von Venedig anerkannt wurde. Darin verpflichtete sich die Kommune, für koschere Lebensmittel zu sorgen, einen eigenen Friedhof bereitzustellen und die Erlaubnis, andere „Zudei“ einladen zu dürfen, einschließlich des Rechts, Lehrer für ihre Söhne einzustellen. Ab einem Alter von 13 Jahren mussten die Jungen, bzw. Männer ein „O“ an ihrer Kleidung tragen. Eine Synagoge durften die kleinen Gemeinden nicht haben. Ab 1634 wurde ihnen gezielt durch sogenannte Monti di Pietà Konkurrenz gemacht, so dass sie die Städte bald verlassen mussten. Aus Muggia waren sie bereits 1532 vertrieben worden.
Die istrischen Gemeinden, die spätestens um 1700 nicht mehr bestanden hatten, lebten im 19. Jahrhundert wieder auf. Jedoch waren sie so klein, dass sie 1890 der größeren Gemeinde in Triest unterstellt wurden. Von den 285 Juden, die im Jahr 1900 auf der Halbinsel lebten, wohnten 20 in Rovigno, 14 in Parenzo, 10 in Capodistria und 112 in Pola. Letztere stammten überwiegend aus Deutschland.

#### Zeit der Koalitionskriege: Österreich (1797–1805), Frankreich (bis 1813)

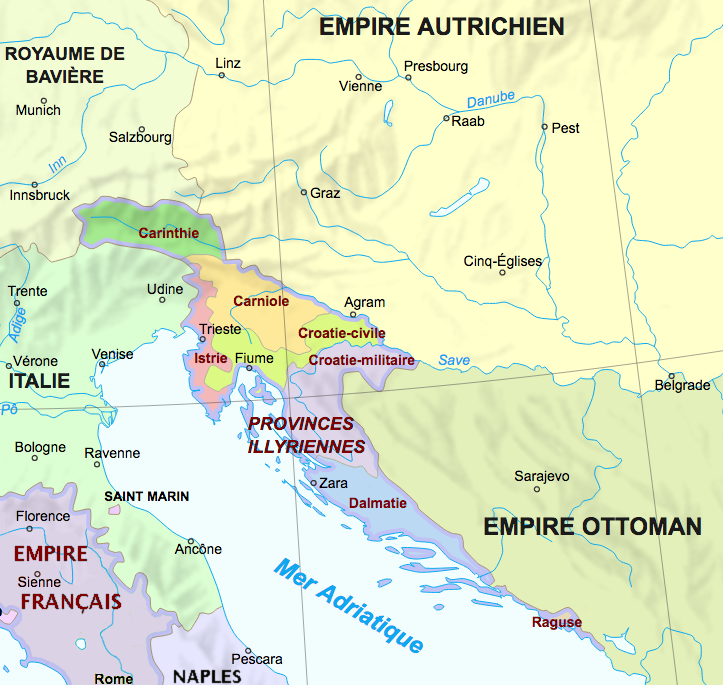
Die Illyrischen Provinzen im Jahr 1812

Nach dem Frieden von Campo Formio 1797 besetzte Österreich das Land. Als es aber 1805 im Frieden zu Pressburg auf sämtliche „venezianischen Besitzungen“ Verzicht geleistet hatte, musste es auch Istrien an Frankreich abtreten. Istrien wurde dem Königreich Italien zugeschlagen. Man bildete daraus und aus einigen anderen Gebieten das Département Istrien (2.900 km²  mit 82.300 Einwohnern, Hauptstadt war Koper/Capo d’Istria). 1808 ernannte Napoleon Bonaparte den Marschall Jean-Baptiste Bessières zum „Herzog von Istrien“.
Später wurde Istrien von Napoleon mit den Illyrischen Provinzen vereinigt. Napoleon entriss die Bezeichnung „Illyrien“, die für kroatische und slowenische Gebiete verwendet wurde, der Vergessenheit, indem er von 1805 beziehungsweise 1809 bis 1813 die „Provinces Illyriennes“ einrichtete. Nach seinem Dekret von 1811 standen zum ersten Mal slowenische und kroatische Gebiete wie Krain, Kärnten, Istrien, Zivilkroatien, Dalmatien, Dubrovnik und die Militärgrenze unter einer Verwaltung. Der französische Marschall Auguste Frédéric Louis Viesse de Marmont setzte sich für die Einführung der Volkssprache, die er „Illyrisch“ nannte, in den öffentlichen Dienst ein. Auch wurde der Code civil eingeführt, der die alten Statuten ablöste und die Adelsherrschaft beseitigte, die Finanzverwaltung modernisiert, die für Venedig so typischen Bruderschaften, die Scuole aufgehoben, zahlreiche Klöster aufgelöst.
Ab 1813 wurden die beiden Gebiete von den Österreichern zurückerobert, weiter im Süden intervenierte die russische und die britische Flotte. Ab 1815 bildete Istrien wieder einen Teil der österreichischen Monarchie und kam zum Königreich Illyrien.

### Kaisertum Österreich und Österreich-Ungarn

Einteilung Österreich-Ungarns: 7 = Österreichisches Küstenland

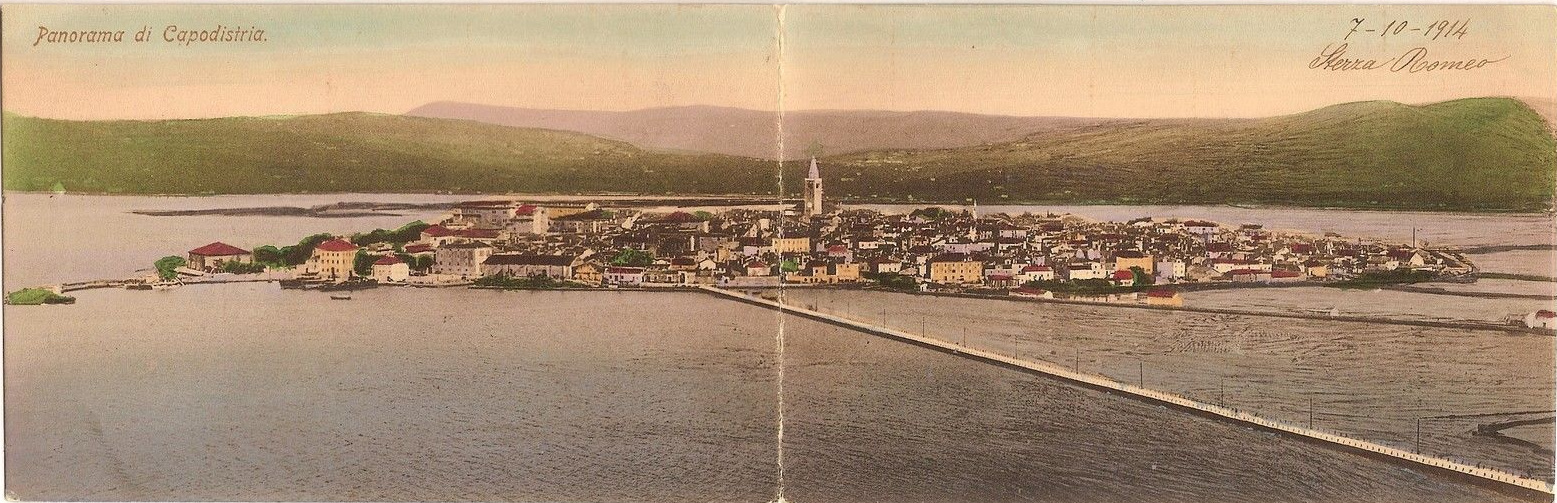
Postkarte von Capodistria, 1914

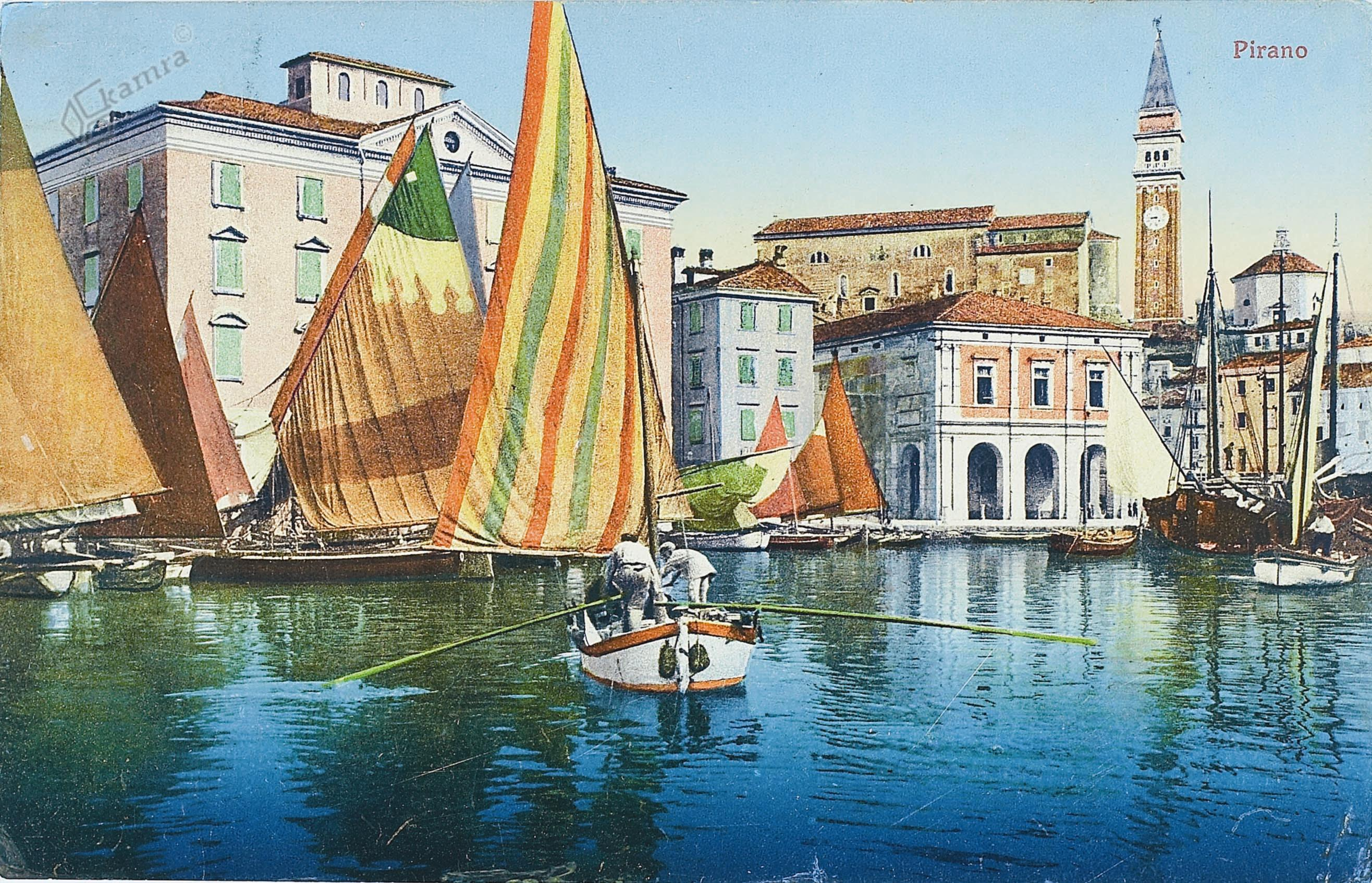
Postkarte von Pirano, 1914

1849 wurde die 1816 eingerichtete Verwaltungseinheit Königreich Illyrien aufgelöst, zu der auch Istrien gehörte. Die Halbinsel bildete nun mit Triest und seinem Umland sowie mit Görz und Gradisca das Kronland Österreichisches Küstenland (Litorale) mit einem k.k. Statthalter in Triest. Schon 1825 waren die beiden Teile Istriens, der ehemals venezianische und der österreichische, zusammengelegt worden. Hinzu waren die ehemaligen Capitanate von Castua mit Castelnuovo sul Carso und die vormals zu Dalmatien gehörenden Inseln Veglia, Cherso und Lussino gekommen.
Auf Istrien wurden die vornapoleonischen Verhältnisse weitgehend wiederhergestellt. Doch die Verwaltungshierarchie – Kommunen, Distrikte, Kreise, Provinz – wurde rationaler, eindeutiger, und nicht mehr von sich widerstreitenden Rechten und Pflichten durchsetzt. Verbeamtete Verwalter standen den Einheiten vor, der Staat war nun in allen Lebensbereichen präsent. Die alten Eliten wurden überwiegend in das neue System eingebunden. In den 1820er Jahren wurde erstmals ein umfassendes Kataster eingerichtet, das die Besitzverhältnisse festhielt. Doch hatte die neue Regierung mit wirtschaftlichen Problemen zu kämpfen, die bis etwa 1770 zurückreichten. Im venezianischen Istrien zerfiel der Landbesitz, vor allem der kleinbäuerliche. Immerhin konnte die Einführung der Kartoffel ab 1820 die Hungersnöte beenden.
Im März 1848 kam die Nachricht nach Istrien, in Venedig sei die Repubblica di San Marco ausgerufen worden. Zahlreiche Istrier fuhren nach Venedig, um die Republik gegen die Habsburger zu verteidigen. In Frankfurt betrachtete man Istrien und Dalmatien als Teile des zu gründenden Reiches. Vor Istrien erschien die Flotte Neapels und Sardiniens, doch unterlag Albert gegen die Österreicher in der Schlacht bei Custozza, und nach dem Waffenstillstand zog sich auch seine Flotte aus der Adria zurück. Ende 1848 erschien sie erneut, doch mit der endgültigen Niederlage wenige Monate später zog sie endgültig ab. Im August 1849 musste Venedig nach 17 Monaten kapitulieren. Die sich anschließende Zeit von 1851 bis 1860 wurde als „Neoabsolutismus“ bezeichnet.
Mit der Reichsverfassung von 1861 erlangten die drei Bestandteile des Küstenlandes ihren Charakter als eigenständige Kronländer mit Landtag, Landesausschuss und vom Kaiser bestelltem Landeshauptmann, doch blieben der gemeinsame k.k. Statthalter für das österreichisch-illirische Küstenland in Triest und das gemeinsame Landesgesetzblatt (nicht gemeinsame Gesetze, nur gemeinsame Veröffentlichung) bis 1918 erhalten. Sitz der neuen Provinzregierung wurde Parenzo. Doch die erste Versammlung wurde gleich wieder aufgelöst, die Delegierten ausgewechselt. Als 1867 Österreich-Ungarn als Doppelmonarchie entstand, kam Istrien als Teil Cisleithaniens an Österreich, während Fiume an Ungarn ging. Kroatien erhielt innerhalb Ungarns einen Autonomiestatus.
Die istrische Selbstverwaltung besorgten nun der Landtag und der Landesausschuss mit Sitz in Poreč-Parenzo. Durch auf Männer beschränktes Zensuswahlrecht und eine die Gemeinden der Westküste begünstigende Wahlkreiseinteilung erlangten bei den Wahlen italienischsprachige Istrianer, wenn auch verteilt auf verschiedene Listen, bis 1918 die Mehrheit der Abgeordneten. Dementsprechend wurden in der Monarchie die Ortsnamen in Istrien amtlich stets in ihrer italienischen Version genannt. In Italien kamen Gruppen auf, die die „Rückgewinnung“ Istriens verlangten.
Nach der Volkszählung 1846 hatte die Markgrafschaft Istrien 228.035 Einwohner gehabt, darunter 134.445 Kroaten (59 %), 60.000 Italiener (26 %) und 31.995 Slowenen (14 %). Die Zahlen dieser Erhebung sind im Detail jedoch ungenau. Sie dienten als Grundlage für die Ethnographische Karte der oesterreichischen Monarchie von Karl Freiherr von Czoernig (1855). Zudem ermittelte man 1.555 Rumänen und 40 Juden.
Verwaltungsgliederung der Markgrafschaft Istrien (1868–1918)
Bezirke
| - Capodistria - Lussin - Parenzo - Pisino | - Pola - Veglia - Volosca-Abbazia |

Gerichtsbezirke
| - Albona - Buje - Capodistria - Castelnuovo - Cherso - Dignano | - Lussin - Montona - Parenzo - Pinguente - Pirano - Pisino | - Pola - Rovigno - Veglia - Volosca-Abbazia |

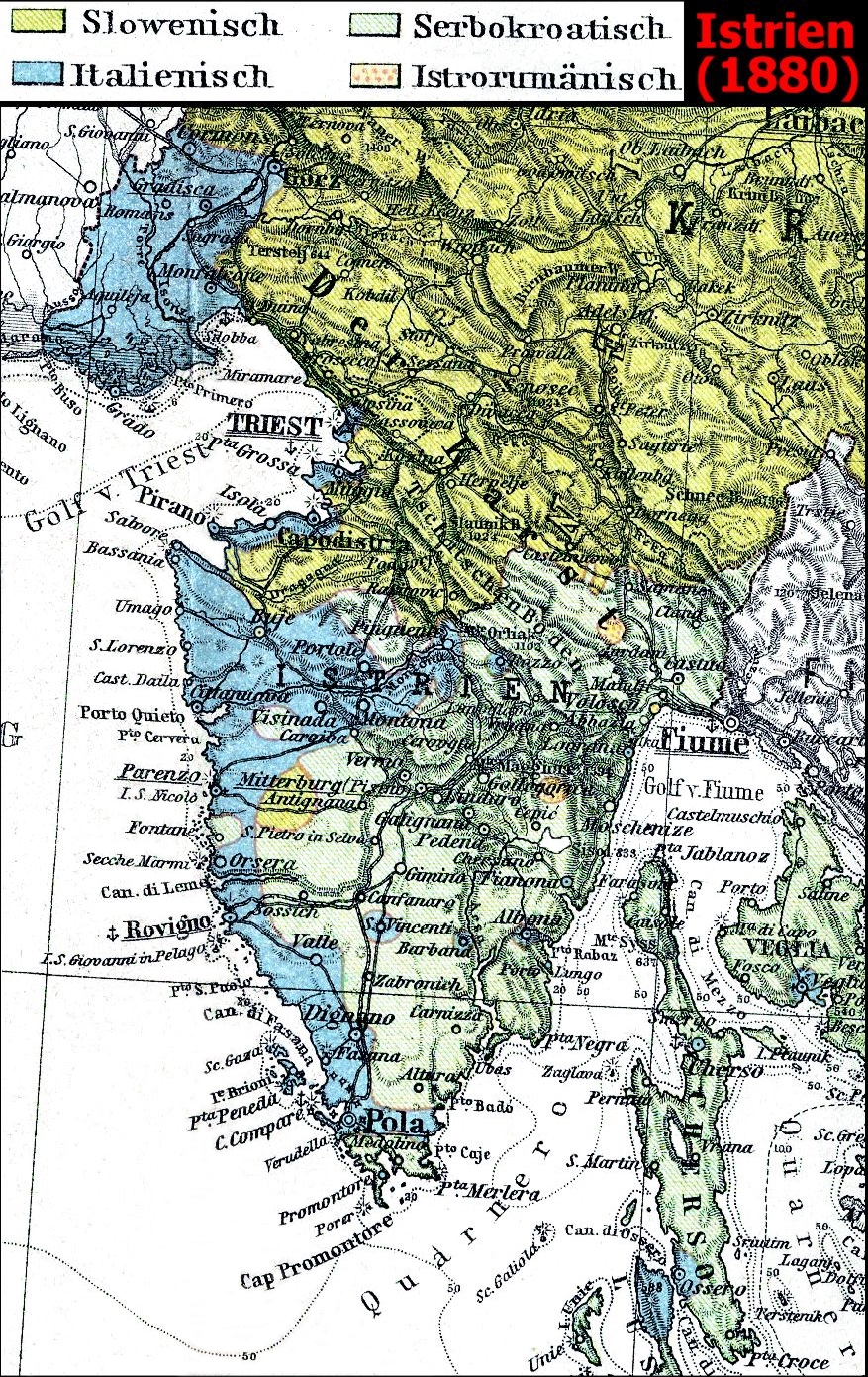
Sprachenkarte Istriens von 1880

Das Kronland, das auch die Inseln des Quarnero, der Kvarner-Bucht, umfasste, hatte im Jahr 1900 eine Fläche von 4.955 km² mit 345.000 Einwohnern. Nach der Volkszählung von 1910 hatte das österreichische Istrien 386.463 Einwohner, darunter 168.184 kroatischsprachige (43 %), 147.417 italienisch- (38 %), 55.134 slowenisch- (14 %) und 12.735 deutschsprachige (3,3 %) sowie 2.993 andere (0,76 %). Istrien schloss nun allerdings Liburnien und den Karst mit ein, wo es eine slawische Mehrheit gab, Regionen, die nicht zum heutigen Istrien zählen. Insofern ist diese Statistik nicht mit späteren vergleichbar. Sie wird zudem als teilweise manipuliert eingeschätzt. Die Sprachenfrage wurde zum Symbol der dahinter liegenden Konflikte, die sich um unterschiedliche Grade der Partizipation, soziale und wirtschaftliche Schichtung und Benachteiligung oder Bevorzugung und eine Reihe weiterer gesellschaftlicher Spannungsfelder drehten. Diese Spannungen waren auf Istrien dort am schärfsten, wo der Grundbesitz in italienischen Händen war, die Mehrheit der Landbevölkerung jedoch Kroaten waren.
Als der Kirchenhistoriker und Franziskaner Chiaro Vascotto im Jahr 1820 eine Mineralquelle in Isola entdeckte, betrieb er die Gründung eines ersten Thermalbades mit Hilfe einiger vermögender Stadtbürger. Das Mineralbad wurde im Jahr 1824 mit einem Saal für Tanz- und Musikveranstaltungen eröffnet und prosperierte bis 1880. In diesem Jahr wurde am selben Ort eine Fischfabrik gegründet.
Triest und Fiume wurden bald die bedeutendsten Städte. Sie waren per Eisenbahn mit Wien, bzw. Budapest verbunden. Ihre Einwohnerzahl schnellte auf 500.000 bzw. 250.000 empor. Die wachsende Gruppe der in der Wirtschaft tätigen Bürger übernahm das Stadtregiment und löste die alten Eliten ab. Sie waren oft zwei- oder dreisprachig. Währenddessen wuchs der Anteil der urbanen Bevölkerung.

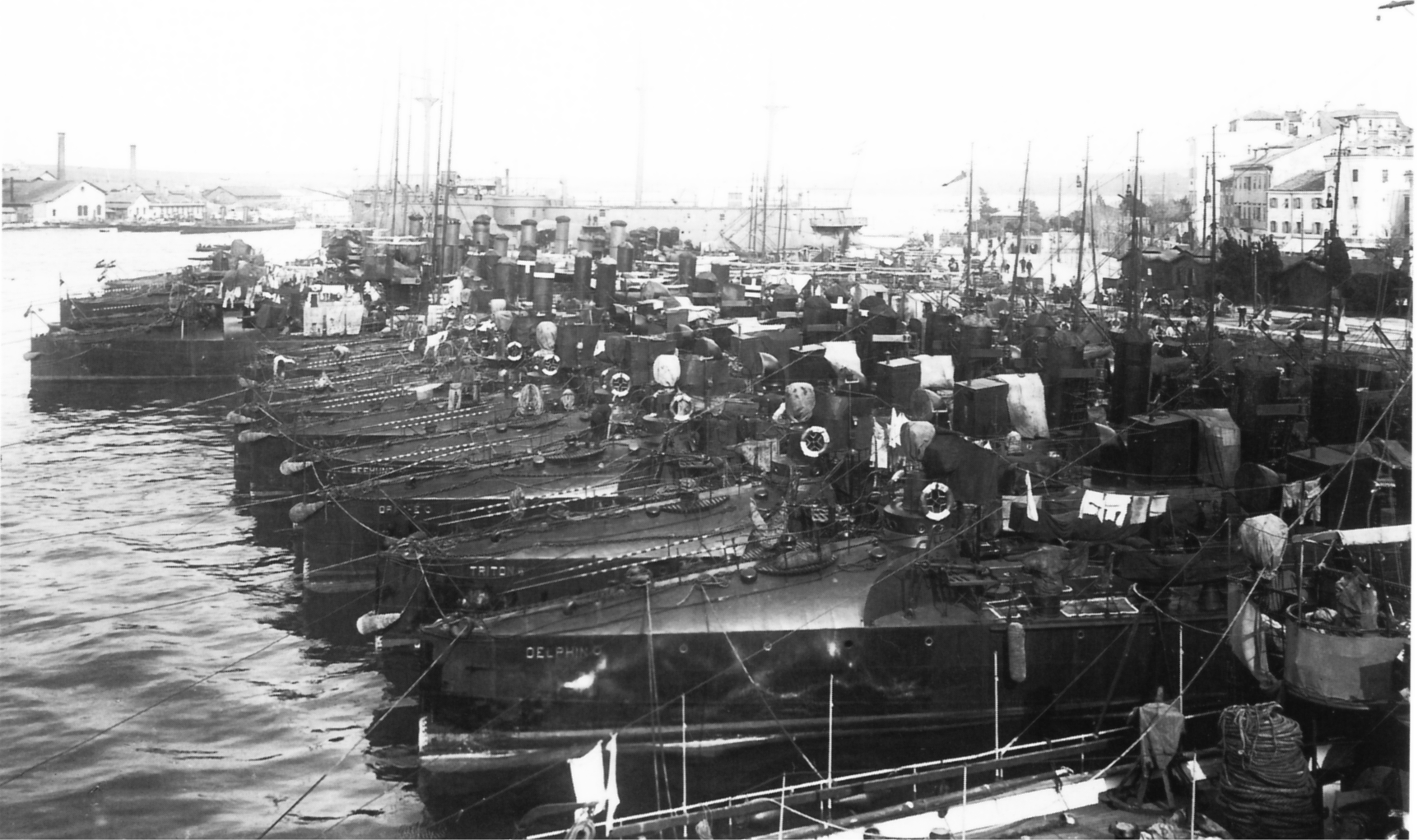
Torpedoboote in Pola, 1912

Zugleich betonte Österreich zunehmend seine Eigenheit als Seemacht. In Pola befand sich seit 1867 der Hauptkriegshafen der k.u.k. Kriegsmarine.

### Jüngste Geschichte

#### Teil Italiens
Im geheimen Londoner Vertrag vom 26. April 1915 wurden Italien territoriale Versprechungen unter anderem bezüglich Istrien gemacht, um es zum Kriegseintritt an der Seite der Alliierten zu bewegen. Für Istrien spielte der Vertrag insofern eine wichtige Rolle, als sich in den Friedensverhandlungen die irredentistische Diplomatie im Kreise der Großen Vier immer wieder und zunehmend hartnäckiger auf diesen Vertrag berief, um Italiens Gebietsansprüche durchzusetzen. Dem Londoner Vertrag zufolge sollten neben Görz und Gradisca auch Istrien mitsamt Triest sowie die dalmatinischen Inseln Italien zufallen.

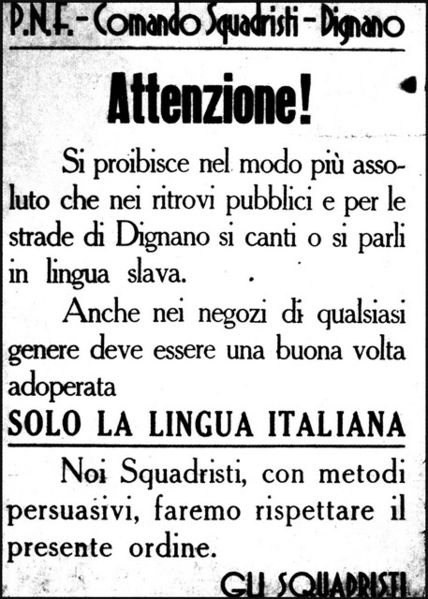
Flugblatt, in dem die Squadristi, paramilitärische Verbände der Faschisten, den Gebrauch slawischer Sprachen an öffentlichen Orten und in den Straßen sowie in Geschäften verboten. Bei Nichteinhaltung wurde unverhohlen mit ‚überzeugenden Methoden‘ gedroht.

Nach dem Kriegsende kam durch den Vertrag von Saint-Germain 1919 ganz Istrien als Teil der Region Julisch Venetien an Italien. Der Grenzvertrag von Rapallo 1920 bestätigte dies auch bilateral zwischen Italien und dem neu gegründeten Staat Jugoslawien. Somit entstand innerhalb der Grenzen des Königreichs Italien eine beträchtliche Minderheit von Slowenen und Kroaten. Auf der anderen Seite erhielt Jugoslawien erhebliche Gebiete mit italienischer Bevölkerung zugesprochen, was das faschistische Regime ab 1922 zum Anlass nahm, Gebietsforderungen zu stellen. Schon im September 1919 waren Legionäre unter Führung Gabriele D’Annunzios auf Fiume marschiert, das in Rapallo zu einem unabhängigen Staat erklärt worden war. Es wurde im März 1924 von Italien okkupiert.
Am 2. März 1921 traten die Bergarbeiter von Labin wegen schlechter Arbeitsbedingungen in den Ausstand. Nach 36 Tagen wurde dieser gewaltsam beendet und die verantwortlichen Führer bestraft. Diese Episode ging als Republik Labin in die Geschichtsschreibung ein.
Die Sprachenrechte der Alloglotti, also der Nichtitaliener, wurden 1925 beseitigt, gleichzeitig unterstützte Mussolini kroatische Separatisten in Jugoslawien, das erst 1929 diesen Namen erhielt. Kroatien sicherte sich 1939 eine größere Autonomie. Mussolini beanspruchte weiterhin die gesamte Adria als „italienisches Meer“. Der stärkeren Integration nach Italien dienten Straßenbauten, wie der von Triest nach Pola, dann Banken, Fluglinien und Fährverbindungen, staatliche Einrichtungen, vor allem aber die Italianisierung. Dennoch litt die Halbinsel unter wirtschaftlichen Problemen, sieht man von den größeren Städten ab. 1936 zählte sie 354.000 Einwohner.
Mit der Okkupation Albaniens im Jahr 1939 und dem Beginn des Krieges mit Griechenland im folgenden Jahr trat die aggressive Außenpolitik der Faschisten in ein neues Stadium. Ungarn trat dem Pakt mit Deutschland, Japan und Italien am 25. März 1941 bei. Jugoslawien kapitulierte bereits am 17. April. An Italien gingen die nunmehrigen Provinzen Lubiana und Dalmazia, aber auch Albanien und Montenegro, dazu die Verwaltung Griechenlands.

#### Zweiter Weltkrieg (italienischer und deutscher Faschismus, Partisanen)

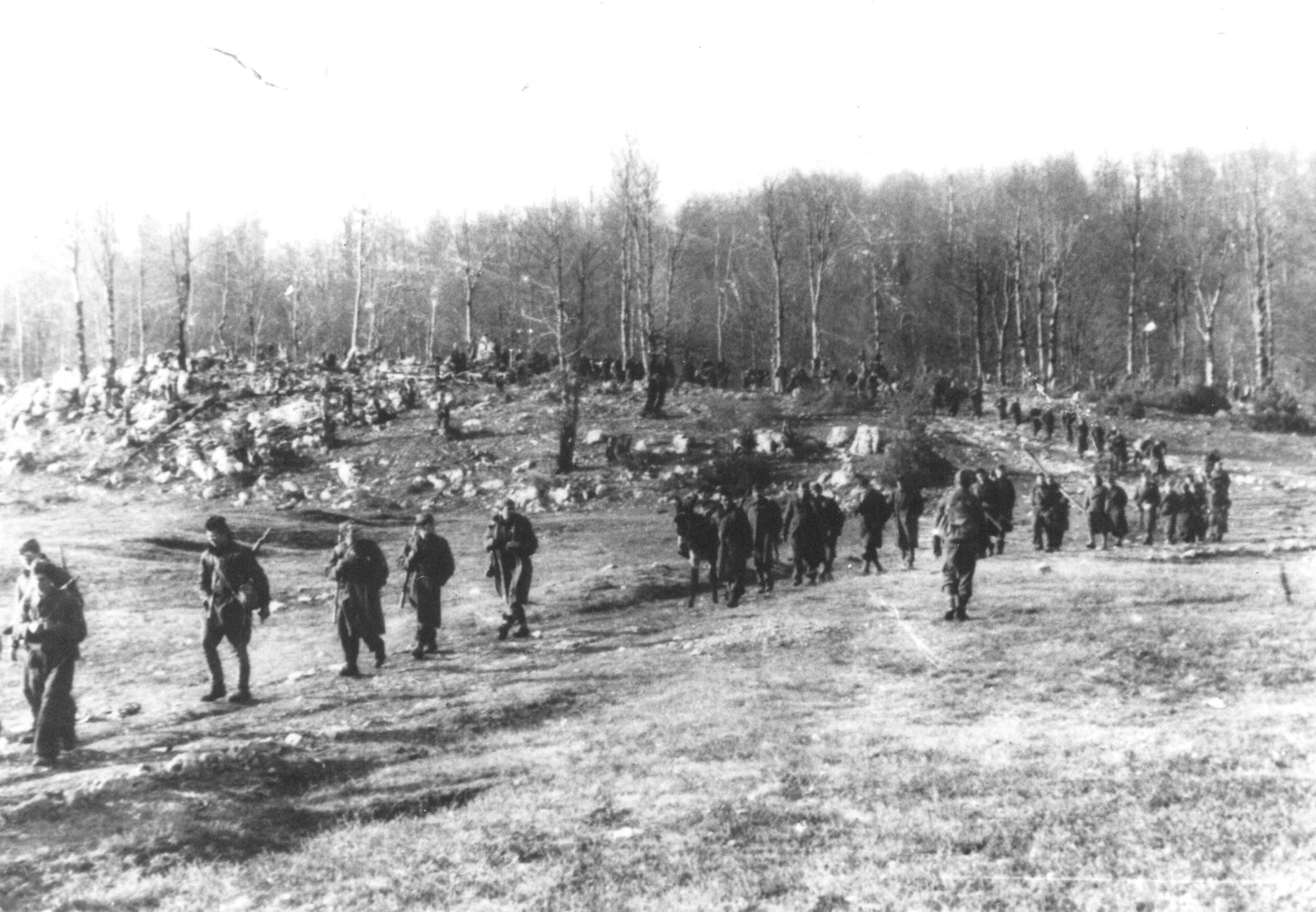
Angehörige der Dritten Istrischen Brigade der 1941 gegründeten Volksbefreiungsarmee

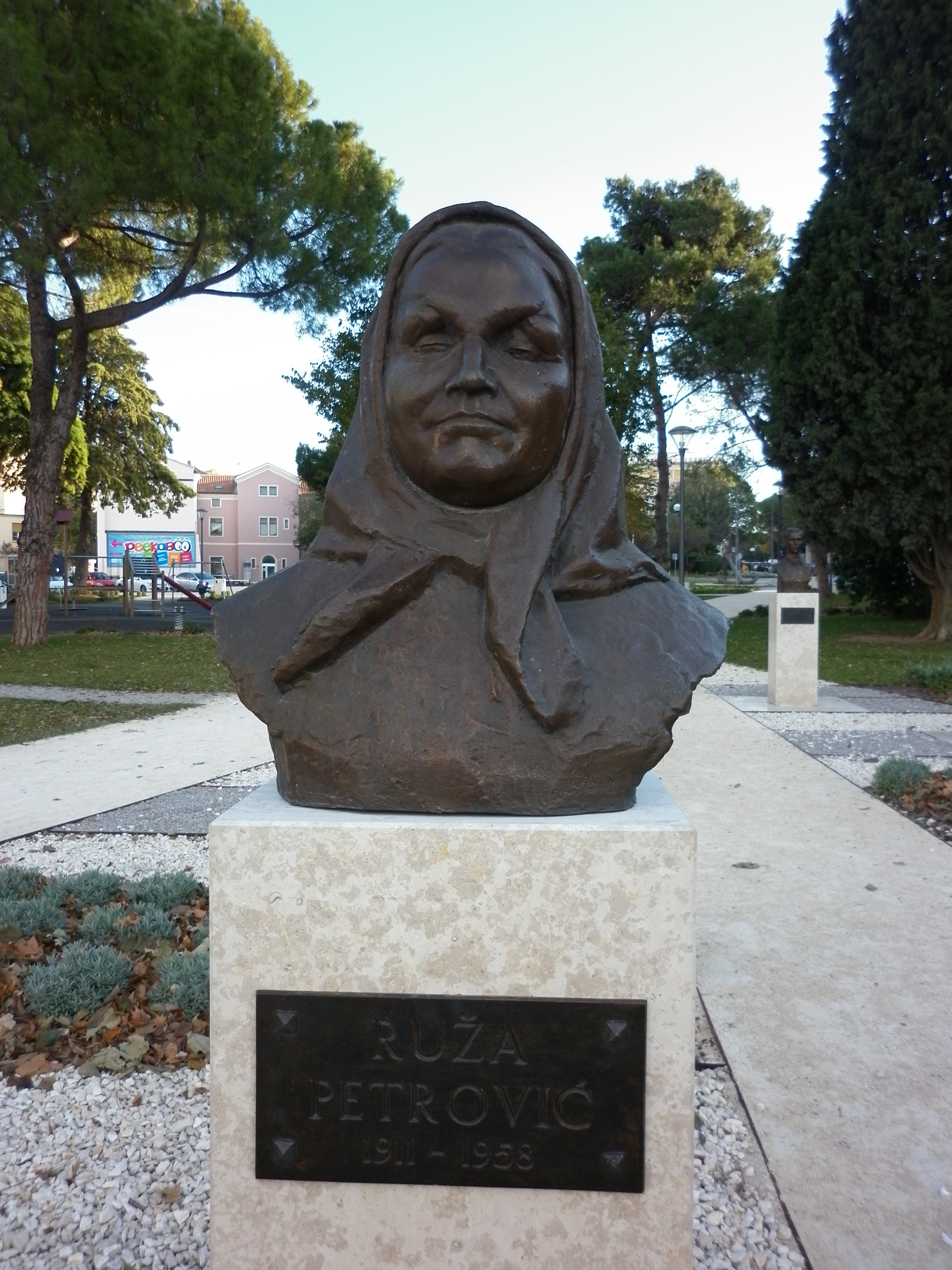
Denkmal für die von italienischen Faschisten gefolterte und geblendete Widerstandskämpferin Ruža Petrović in Pula

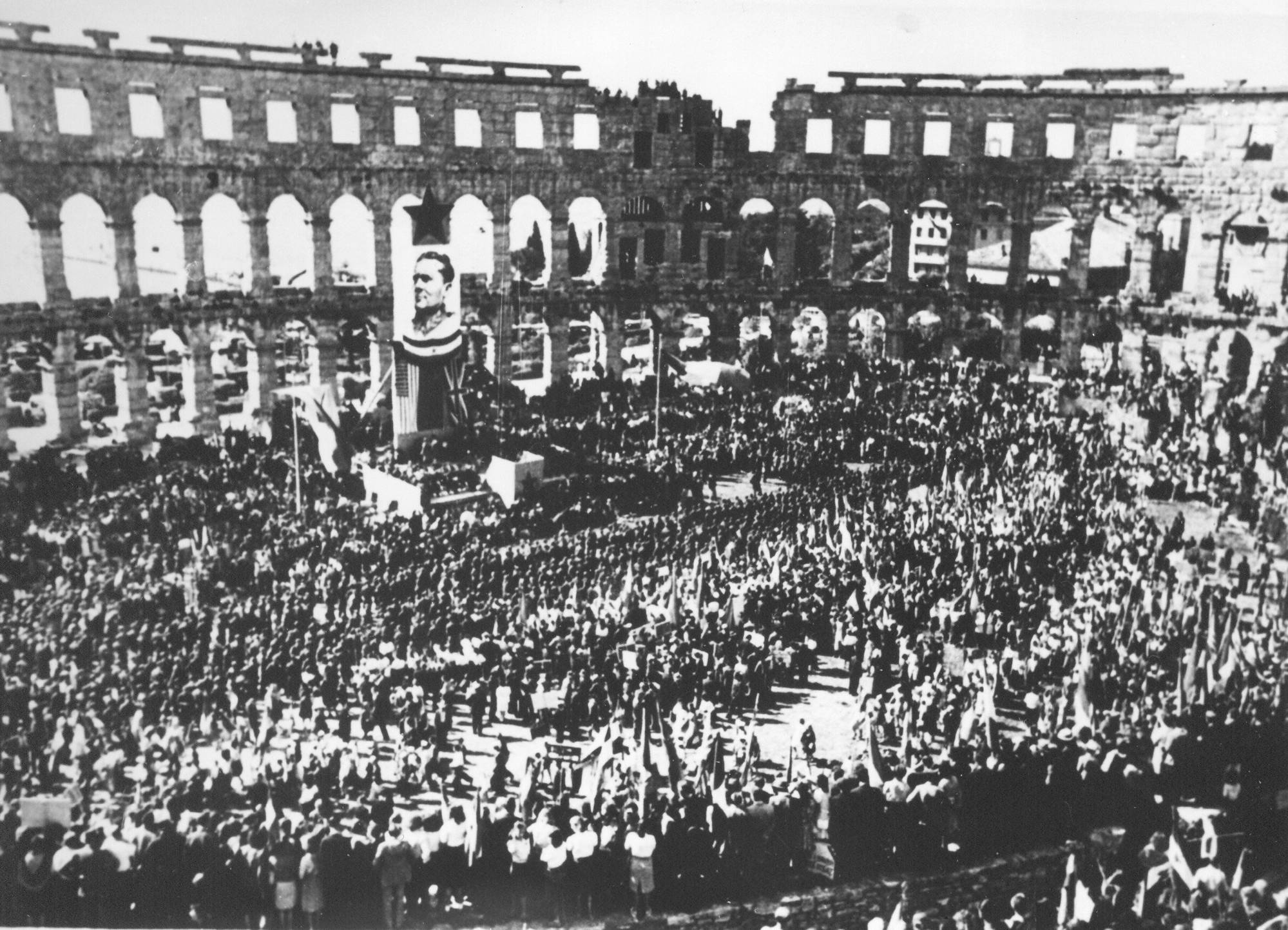
Siegesfeier im Amphitheater von Pula, 13. Mai 1945

Während des Zweiten Weltkrieges kämpften italienische zusammen mit den kroatischen und slowenischen Partisanen gegen den italienischen Faschismus. Nach dem Frontwechsel Italiens auf die Seite der Alliierten im Jahre 1943, nachdem Mussolini am 25. Juli gestürzt worden war, übernahmen zunächst die Partisanen die Kontrolle.
Jedoch wurde Istrien zusammen mit den benachbarten Gebieten unmittelbar danach von der deutschen Wehrmacht besetzt. Istrien wurde als Operationszone Adriatisches Küstenland unter deutsche Besatzungsherrschaft gestellt, die bis zum Frühjahr 1945 andauerte. Hitler plante die dauerhafte Annexion von Görz, Triest und Pola, dazu die weitgehende Vertreibung der Slowenen. Dabei wurden von Mai bis Oktober 1941 etwa 80.000 Slowenen deportiert; die meisten wurden von Serbien aufgenommen, 17.000 flohen in die italienischen Gebiete.
1942 begannen die Italiener damit, Slowenen in Lagern einzusperren. Für Istrien war vor allem das Konzentrationslager Rab zuständig, wohin auch etwa 3.000 Juden deportiert wurden. Von diesen konnten im August 1943 durch Partisanen 2.500 befreit werden.
1943, nach der Machtübernahme der Nationalsozialisten in Italien, wurden fünf Lager in Slowenien eingerichtet. Partisanen, politische Gefangene und Juden wurden ins Konzentrationslager Risiera di San Sabba bei Triest verschleppt, das einzige dortige Lager mit einem Krematorium. Bereits 1941 hatte die Deportation in die deutschen Vernichtungslager begonnen.

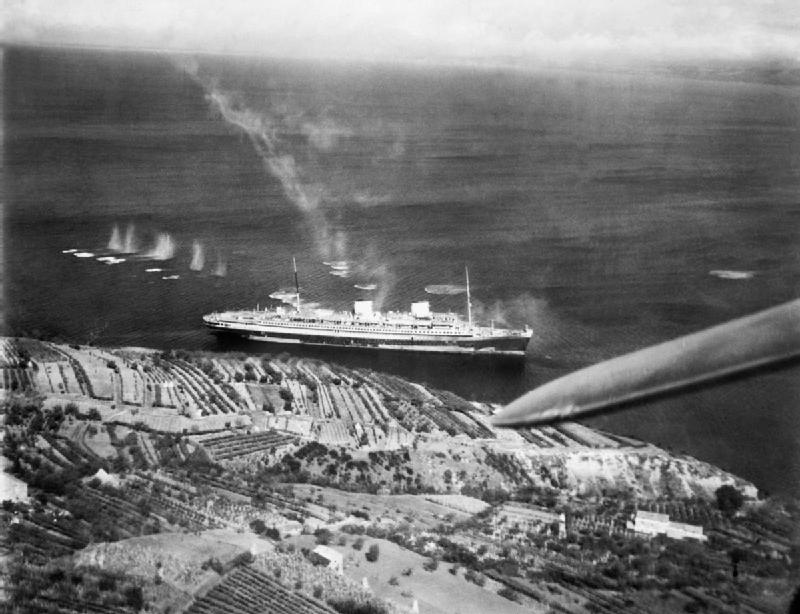
Die italienische Rex unter Beschuss, 7. September 1944 zwischen Izola und Koper. Sie war das größte Passagierschiff Italiens. Es sank nach vier Tagen.

Danach errangen jugoslawische Partisanenverbände wieder die Kontrolle. Am 8. September 1943 erlangten sie unter Tito die Kontrolle über große Mengen italienischer Waffen. Viele Italiener liefen zu ihm über, zumal sie die Deportation nach Deutschland fürchteten. Bereits im September 1943 begannen Italiener Istrien zu verlassen. Allein aus dem slowenischen Teil Istriens, insbesondere um Koper, emigrierten über 27.000 Bewohner, meist Italiener.
1945 gelang im Verbund mit italienischen Partisanen die Befreiung des Friaul. Wenige Tage später, am 8. Mai, brach der kroatische Staat zusammen. Wer den Sozialismus nicht akzeptierte, hatte nur die Wahl zu gehen. So verließen mindestens 250.000 Italiener, nach anderen Schätzungen 300.000 bis 350.000 das Land. Nach der Volkszählung von 1961 blieben nur 35.000. Auch kam es, wie schon 1943, zu Massakern an der italienischen Bevölkerung: Zwischen 5.000 und 21.000 Menschen fielen den Foibe-Massakern zum Opfer. Repression und Vertreibung führten beinahe zur Auslöschung der venezianisch-istrischen Kultur.

#### Freies Territorium Triest (1947–1954), Gleichstellung der Sprachgruppen (1975)

Das Freie Territorium Triest (1945–1954)

Bei der Gründung des zweiten Jugoslawien im Jahr 1945 kam der Hauptteil Istriens an die Teilrepublik Kroatien, der nordwestliche Teil gehörte zunächst zum Freien Territorium Triest.
Als 1954 das Gebiet des Freien Territoriums zwischen Jugoslawien und Italien aufgeteilt wurde, wurde der jugoslawische Anteil seinerseits unter den Teilrepubliken Slowenien und Kroatien aufgeteilt. Zahlreiche italienische Optanten (nach jugoslawisch/kroatischer Lesart) bzw. Esuli (dt. „Exilierte“ oder „Verbannte“) siedelten nach der Entstehung der Sozialistischen Föderativen Republik Jugoslawien und in der Folge von Vergeltungsmaßnahmen nach Italien über.
Dadurch, dass sich Jugoslawien ab 1948 zunehmend von der sowjetischen Führung unter Stalin distanzierte, kam es nicht zu einer Teilung Istriens entlang des Eisernen Vorhangs, der Europa im Zuge des Kalten Krieges teilte. Dies bot dem Tourismus bald Gelegenheit zu einem Wirtschaftsfaktor für Istrien zu werden. Vor allem aber prosperierten Handel und Schiffbauindustrie. Auch der Abbau des istrischen Marmors bot Arbeitsplätze. In den 1960er Jahren wurde die Küstenstraße bis nach Albanien fertiggestellt. Zugleich zog die Landbevölkerung zu großen Teilen in die Städte. 1971 hatte Triest bereits 271.000 Einwohner, Fiume 132.000, Pola 48.000.
Das Gebiet um die Städte Capodistria und Portorose gehörte dabei zu Slowenien, das weiter südlich gelegene Gebiet von Parenzo bis Pola zu Kroatien. Die Grenze zwischen Italien und Jugoslawien wurde 1975 im Vertrag von Osimo endgültig vertraglich festgelegt, 1977 ratifiziert. Durch das gleichzeitig abgeschlossene Abkommen zum Schutz der Minderheiten beiderseits der Grenze wurden auf jugoslawischem Gebiet die Rechte der italienischen Minderheit garantiert. Zweisprachige Ortsschilder und Straßenbezeichnungen kennzeichnen heute Istrien im slowenischen und kroatischen Teil, während sich ebenfalls zweisprachige Wegweiser in und um Triest finden. Die Frage der Enteignung des Haus- und Grundbesitzes der früheren italienischen Bevölkerung ist bis dato ungelöst.
1924 entstand in Triest die erste Universität an der Küste Istriens, 1971 in Rijeka. Es folgten Koper im Jahr 2003 und Pula 2006.

#### Zerfall Jugoslawiens (1991–1995), Kroatien und Slowenien, Massentourismus
Nach dem Tod Titos am 4. Mai 1980 setzte ein politischer, schließlich ein ökonomischer Niedergang ein. Dagegen setzte Serbien spätestens ab 1986 auf eine Zentralisierung. Im Juni 1991 kam es auch auf Istrien, im slowenischen Teil, zu Konflikten. 1992 wurde Slowenien als eigener Staat anerkannt, doch erst Ende 1995 endete der Bürgerkrieg endgültig. 2004 trat das Land der Europäischen Union bei, Kroatien folgte 2013. Damit gehörte beinahe die gesamte Adria zu einem übergreifenden Wirtschaftsraum.

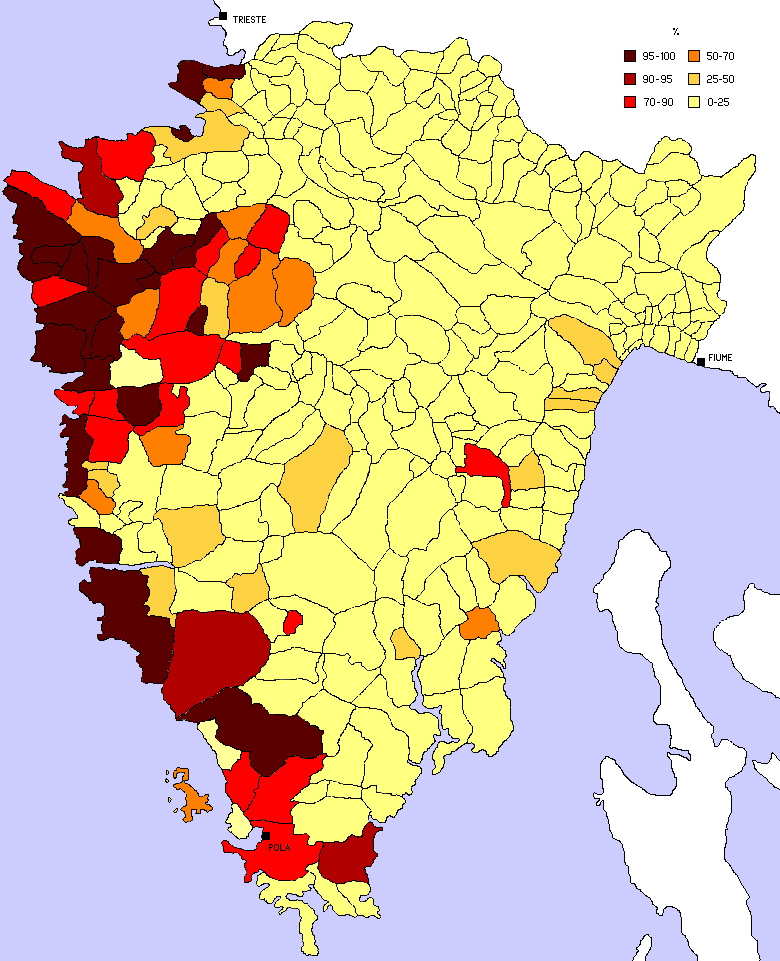
Anteil der Venezianisch-Sprecher an der Bevölkerung Istriens nach dem Zensus von 1910

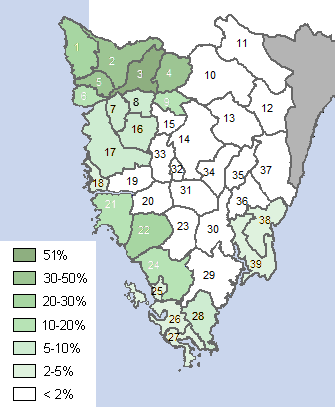
Anteil der Menschen, die Italienisch als Muttersprache sprechen (Stand: 2001)

Im Gegensatz zur Grenze zu Italien war die Grenze zwischen den Teilrepubliken Kroatien und Slowenien im Nordwesten Istriens zu jugoslawischer Zeit an einigen wenigen Stellen ungenau festgelegt worden. Nach der Unabhängigkeit der beiden Staaten 1991/92 kam es zu einer bis heute nicht endgültig beigelegten Kontroverse zwischen den beiden Staaten um den exakten Grenzverlauf, vor allem um die Seegrenze im Golf von Triest. Die Verhandlungen laufen noch (siehe: Internationale Konflikte der Nachfolgestaaten Jugoslawiens). Istrien, das von den Kriegsereignissen nicht direkt betroffen war, nahm in den Kriegsjahren Zehntausende Landsleute aus Slawonien, Dalmatien und der Lika in Hotels und auf Campingplätzen auf.
Bereits 1979 bis 1981 war mit der Verbindungsstraße nach Fiume (A 8) eine der Voraussetzungen geschaffen worden, Istrien wirtschaftlich stärker an Rijeka zu binden. 1988 bis 1991 wurde die Straßenverbindung Pazin–Kanfanar–Medaki fertiggestellt. Erst nach dem Bürgerkrieg wurden die anderen beiden Straßen, die zum Y gehörten, fertiggestellt, nämlich die von Dragogna nach Pula und die von Canfanaro nach Pisino und Mattuglie. Diese verbanden die wichtigsten touristischen Zentren (A 9). Ende der 2010er Jahre zählte man bereits vier Millionen Touristen. Vernachlässigt wurde während dieser Zeit das Eisenbahnnetz.
Dabei droht, wie in anderen Gebieten des Massentourismus, die ursprünglich anziehende Struktur, Urbanität und Mentalität verdrängt zu werden, ebenso wie die weniger zahlungskräftigen Bewohner, die von den neuen ökonomischen Möglichkeiten vielfach nur als kleine Vermieter oder Kräfte in der Gastronomie und Hotellerie profitieren können (Gentrifizierung).

## Kultur, Bildung, Sehenswürdigkeiten

### Hochschulen

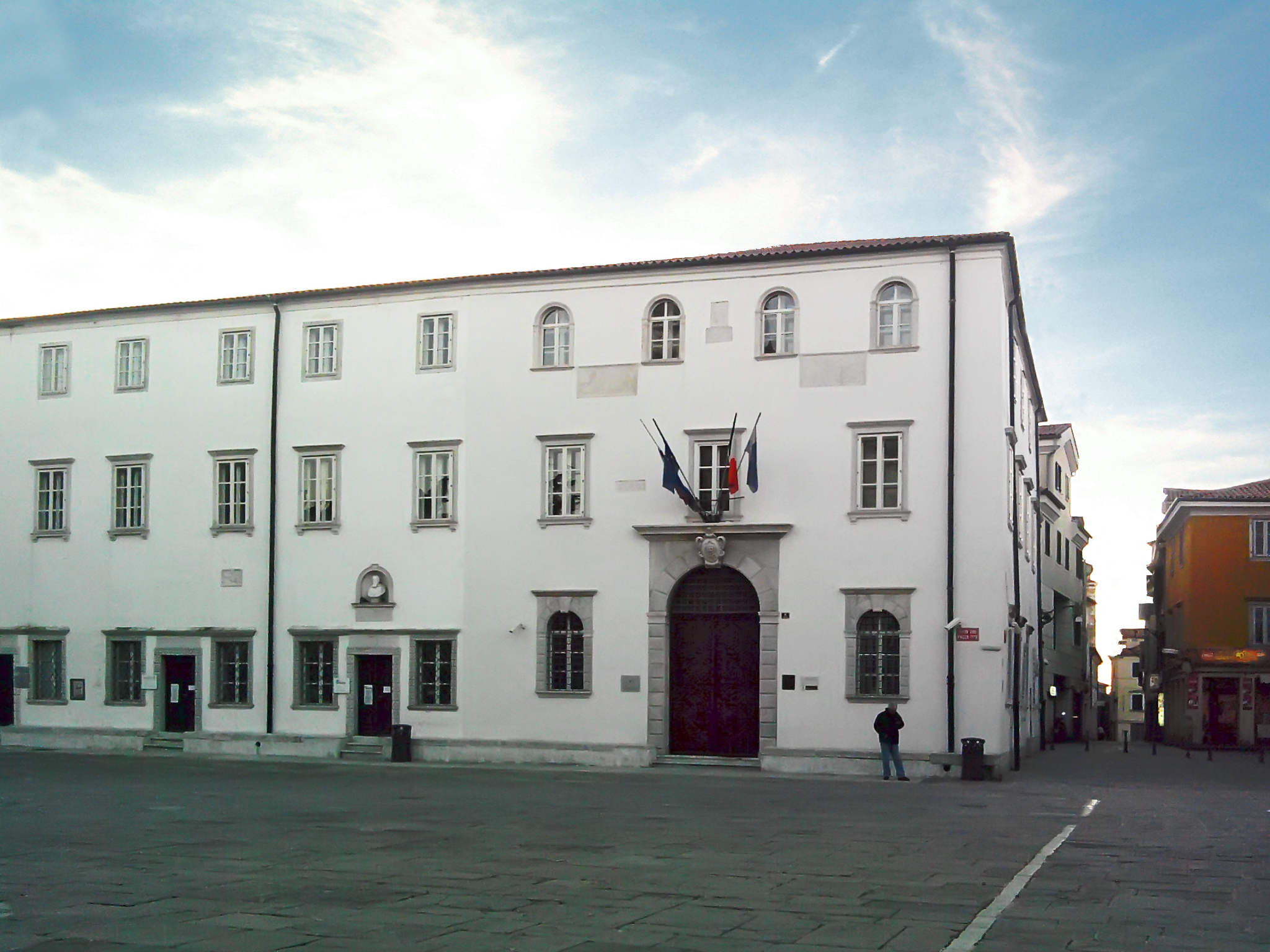
Gebäude der Universität in Koper

2003 wurde in Koper die Universität Primorska mit Standorten in Koper, Izola (Gesundheitswesen) und Portorož (Tourismus) gegründet. Sie unterhält fünf Bibliotheksstandorte. An der Universität waren im Jahr 2021 knapp 6000 Studenten eingeschrieben. An wissenschaftlichem Personal waren 467 Akademiker beschäftigt, davon 230 Männer und 237 Frauen.
Die Universität von Pula, die Juraj-Dobrila-Universität Pula, wurde 2006 gegründet. 2012 beschäftigte die Universität 162 Akademiker. Die Universitätsbibliothek Pula wurde 1949 als wissenschaftliche Bibliothek durch Vereinigung dreier älterer Bibliotheken gegründet.

### Schule und Sprachen
In beiden Staaten findet ein zweisprachiger Schulunterricht statt. Ebenso findet sich in Straßen- und Ortsbezeichnungen kroatisch-italienisch (z. B. kroat. Pula / ital. Pola) oder slowenisch-italienisch (z. B. slow. Koper / ital. Capodistria) wieder.

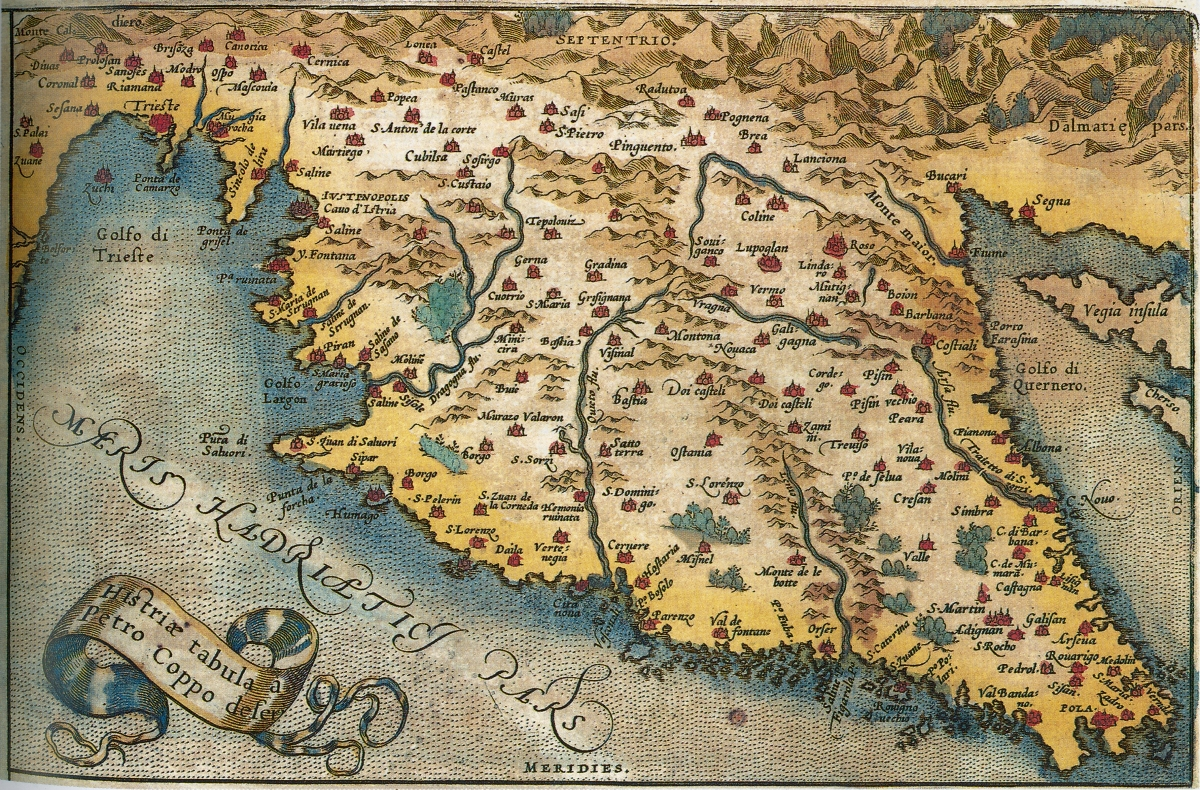
Die 1525 von Pietro Coppo († um 1556) erstellte Karte Istriens

In den staatlichen Schulen mit Italienisch im Unterricht waren im Schuljahr 2015/2016 genau 3.388 Schüler im kroatischen und 1.259 im slovenischen Teil Istriens registriert. 2019/2020 hatte sich die Zahl für Kroatien nicht verändert, während sie in Slowenien auf 1.295 angestiegen war. Die Zahl der Schulen mit Italienisch als Unterrichtssprache lag bei 26 in Kroatien und bei 9 in Slowenien. Die einzige Mittelschule, scuola media, ist die Scuola media Pietro Coppo in Izola, die nach dem bekannten Kartographen des 16. Jahrhunderts benannt wurde, der als erster Kartograph Istriens gilt. Sie besitzt eine eigene Bibliothek mit den Statuten von Isola aus dem Jahr 1360.

### Archive, Bibliotheken, Museen

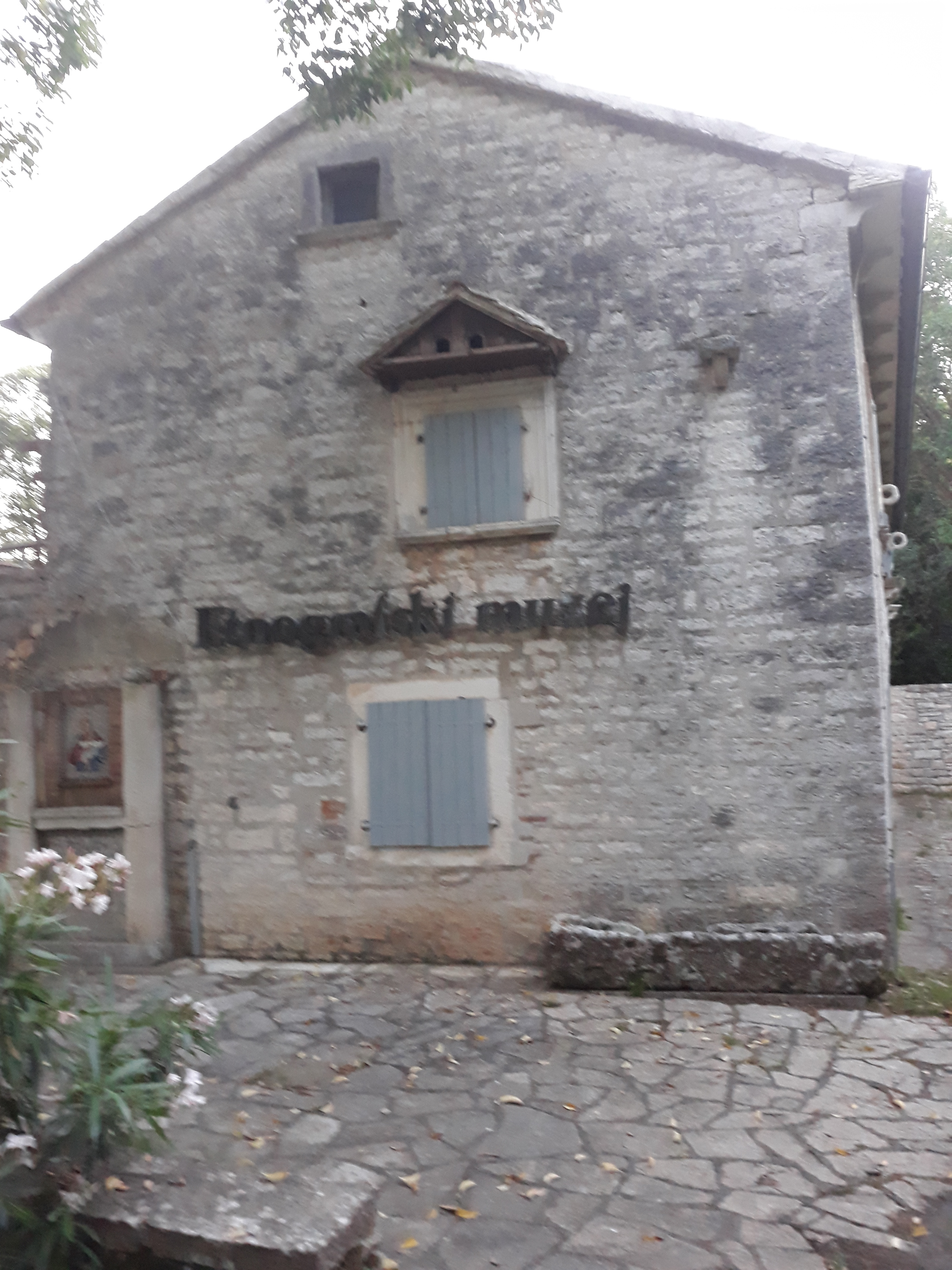
Das Ethnographische Museum auf der Insel Brijuni, westlich von Pula

Wichtige Archive befinden sich in Koper mit dem Regionalarchiv Koper, dem Diözesanarchiv (Škofijski arhiv) und dem Archiv der Pfarrgemeinde (Arhiv stolne župnije). In Koper vernichtete der Stadtbrand von 1380 die meisten Archivalien. Nur die Bestände des Bischöflichen Archivs blieben erhalten. Das erste Stadtstatut stammt von 1238, doch das älteste erhaltene Exemplar wurde 1423 abgefasst. Grundlage für die Recherche ist noch immer das Inventar von 1904.
In Piran sind dies neben dem Archiv der Franziskaner (Minoritski samostan sv. Frančiška) die dortige Zweigstelle des Regionalarchivs Koper (Pokrajinski arhiv Koper – enota v Piranu, Tartinijeva arhivska zbirka) und das örtliche Pfarrarchiv (Župnijski arhiv). Das wichtigste Archiv für die Geschichte vor 1797 ist allerdings das Staatsarchiv Venedig. Dies gilt auch für den kroatischen Teil der Halbinsel, nicht jedoch für den italienischen, denn hier ist das Staatsarchiv in Wien von zentraler Bedeutung.
Für Poreç und Pula ist das Staatsarchiv Pazin (Državni Arhiv u Pazinu) zuständig. Zentral für die gesamte Halbinsel ist allerdings das Staatsarchiv Venedig, jedenfalls bis zum Ende des 18. Jahrhunderts.
Die größte Bibliothek ist die Universitätsbibliothek Pula; von ähnlicher Bedeutung für den slowenischen Teil ist die in Koper befindliche Bibliothek der Universität Primorska, die Univerza na Primorskem Univerzitetna knjižnica bzw. Biblioteca Universitaria dell’Università del Litorale. Hinzu kommen Bibliotheken, wie die Zentralbibliothek Srečko Vilharj (Osrednja knjižnica Srečka Vilharja) in Koper.
In Rovigno entstand 1968 ein Zentrum für historische Forschung (Centro di ricerche storiche di Rovigno), das eine Bibliothek von rund 100.000 Medien aufweist. Ihr Schwerpunkt liegt auf den Themen Widerstandsbewegung, Geschichte der Arbeiterbewegung, Ethnographie und Dialektologie, Menschenrechte und Umweltschutz. In Piran wurde 2001 die Società Studi Storici e Geografici gegründet, die sich historischen Themen und der Geographie widmet.

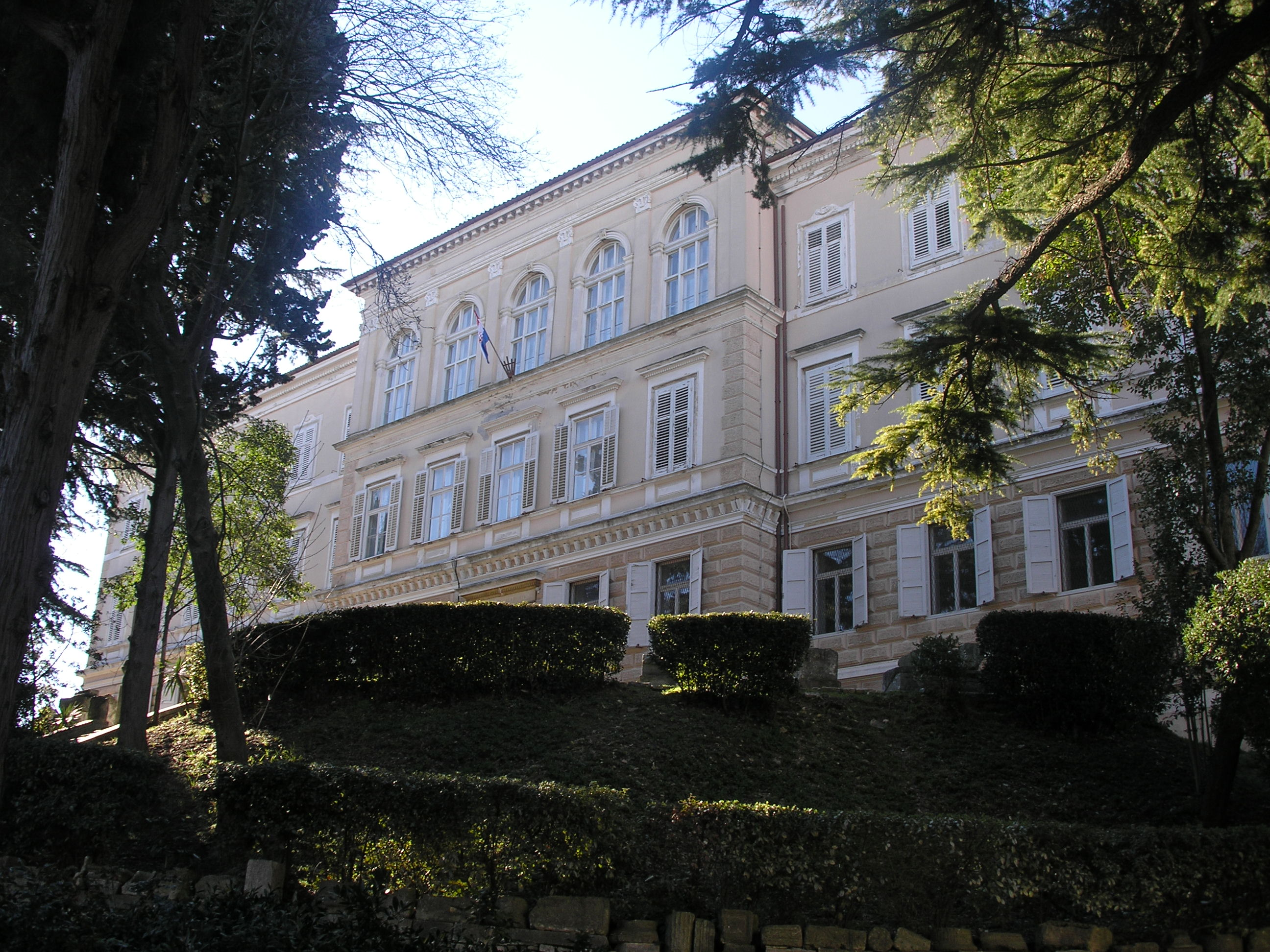
Das Archäologische Museum in Pula

Das bedeutendste archäologische Museum ist das 1902 gegründete Arheološki muzej Istre (Archäologisches Museum Istriens) in Pula. Dort befindet sich auch das Historische und Maritime Museum Istriens sowie das Museum zeitgenössische Kunst Istriens.
Von ähnlicher Bedeutung für Istrien, wenn es auch nur einen kleineren Raum abdeckt, ist das Civico Museo Archeologico in Muggia, genauer in der Casa Veneta in der Calle Oberdan 14. Seine Bestände setzen im 3. Jahrtausend v. Chr. ein und umfassen Artefakte aus 25 archäologischen Fundstätten.
In Pazin entstand das Etnographische Museum Istriens, ebenso wie ein Museum im Gedenken an Juraj Dobrila (1812–1882), den Bischof und Verfechter der Rechte der Slowenen und Kroaten, dem zu Ehren die Universität Pula Sveučilište Jurja Dobrile u Puli genannt wurde, die 2006 gegründete Juraj-Dobrila-Universität Pula.

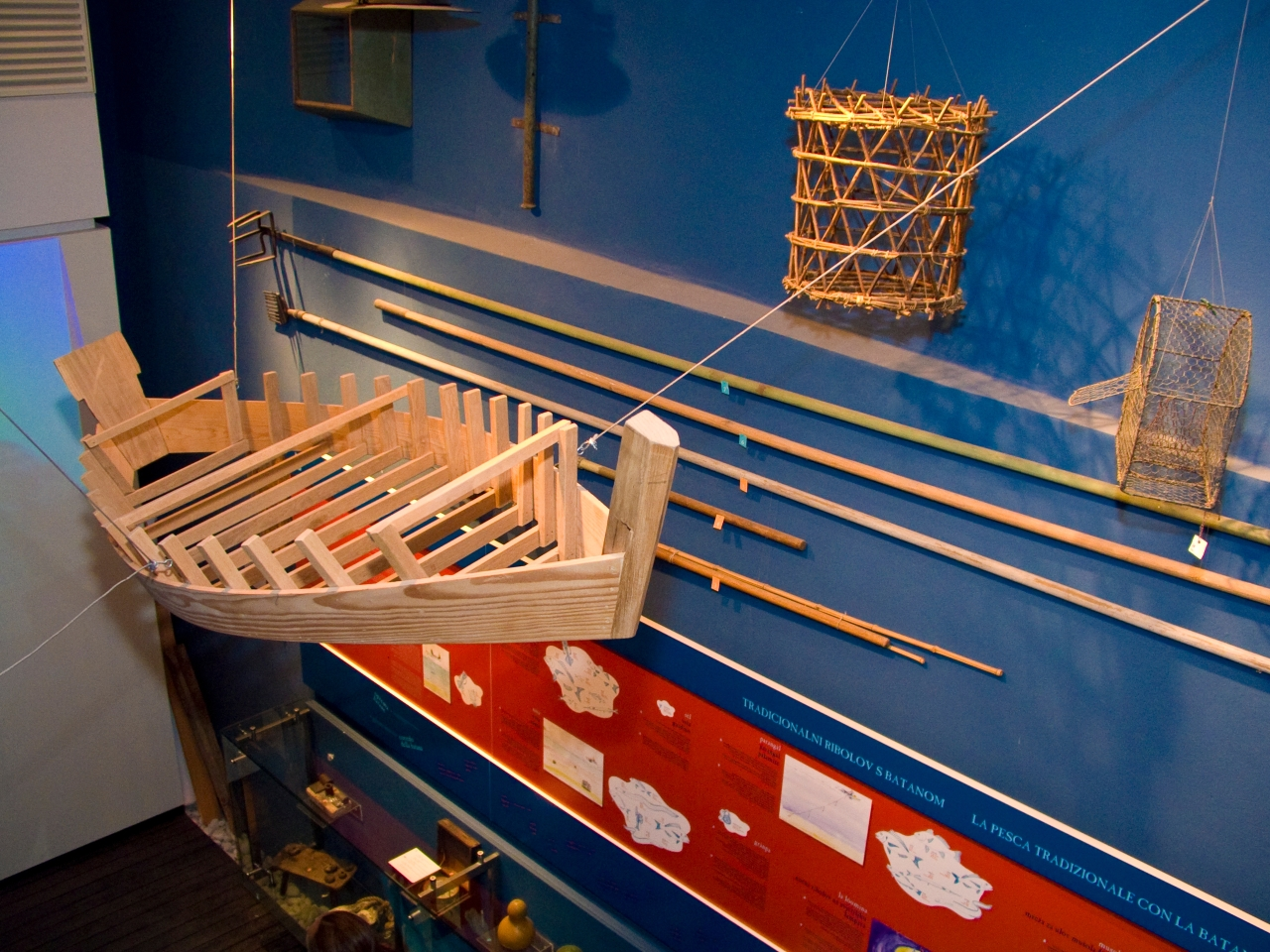
Eine Batana im Öko-Museum von Rovinj

Heimatmuseen bestehen darüber hinaus in Rovinj und seit 1976 in Umag (Muzej grada Umaga – Museo Civico di Umago). Das Museum in Umag befindet sich in einem der Türme am Westrand der Altstadt aus dem 13./14. Jahrhundert. Es hat seinen Schwerpunkt auf den 5.700 archäologischen Exponaten. Hinzu kommt eine numismatische Sammlung, deren ältestes Stück eine Münze aus der Zeit des Augustus darstellt. Das Museum in Rovinj befindet sich in einem Barockpalast der Grafen Califfi aus dem 17./18. Jahrhundert. Dieses Haus, das Muzej Grada Rovinja – Rovigno / Museo della città di Rovigno – Rovinj, ist eher auf Kunstgeschichte und aktuelle Kunst ausgerichtet und dient zudem als Galerie. Daher ist der Ausstellungsraum für historische oder archäologische Exponate begrenzt.
Ungewöhnlich ist das Öko-Museum Batana in Rovinj, das sich der Ökologie, dem immateriellen Kulturerbe, aber auch den lokalen Seefahrertraditionen widmet. Daher rührt der Name Batana, ein Bootstyp, der vor allem um Rovinj gebaut wird.

### Architektonisches Kulturerbe

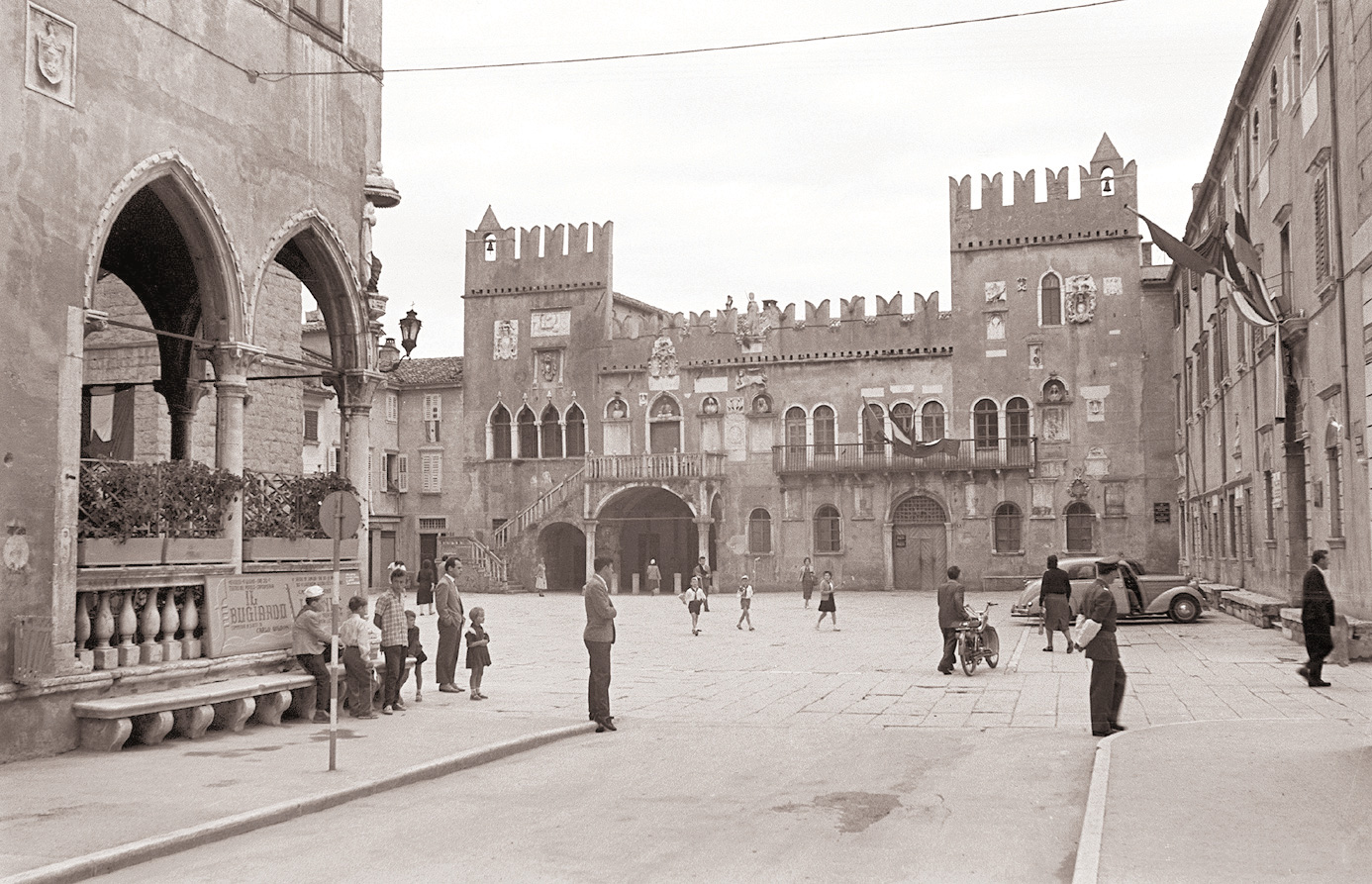
Der Palazzo Pretorio in Koper, fotografiert 1959

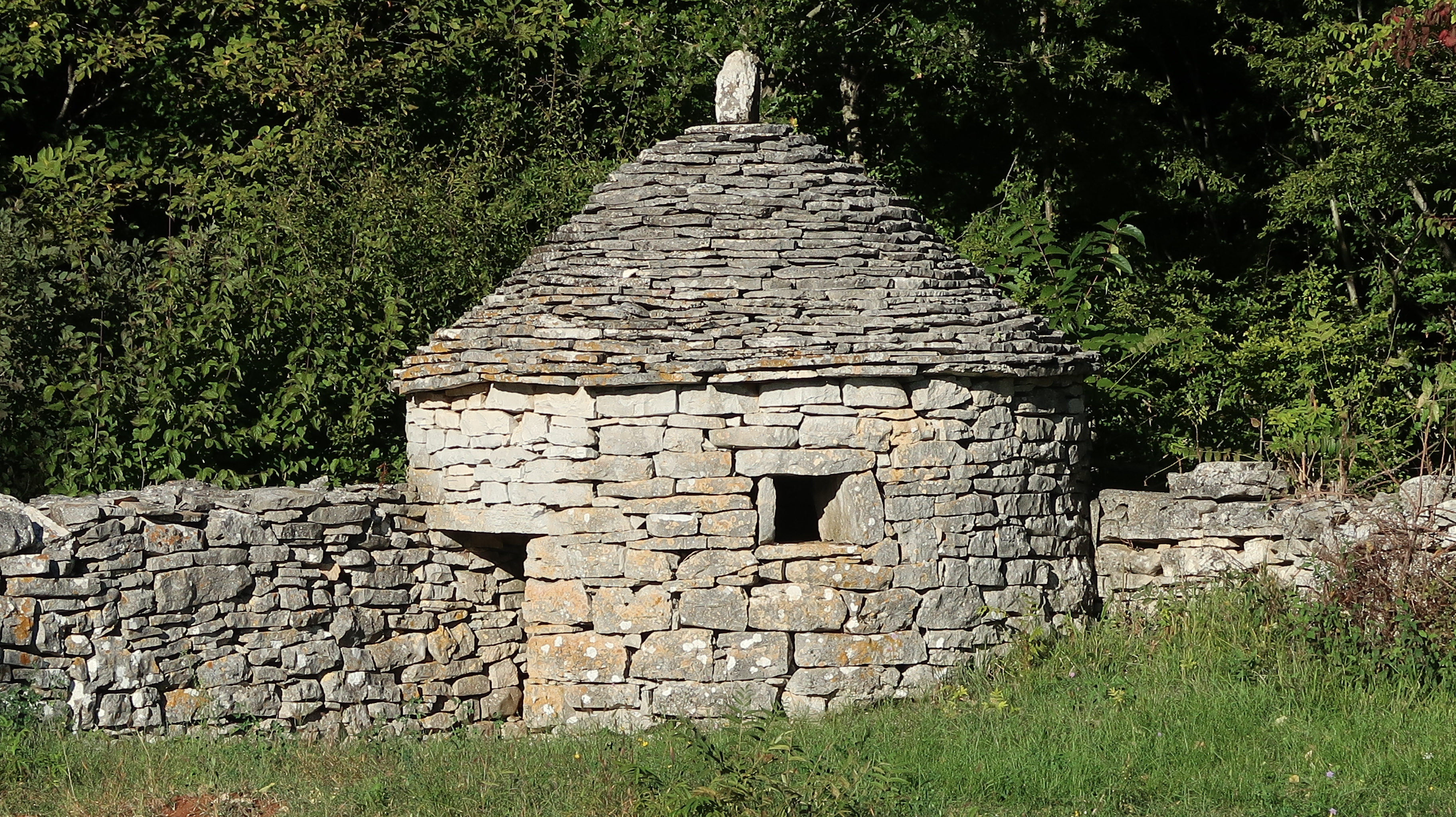
Kažun als Eckbegrenzung in einer Trockenmauer, Hütte bei Kanfanar, etwa 20 km östlich von Rovinj

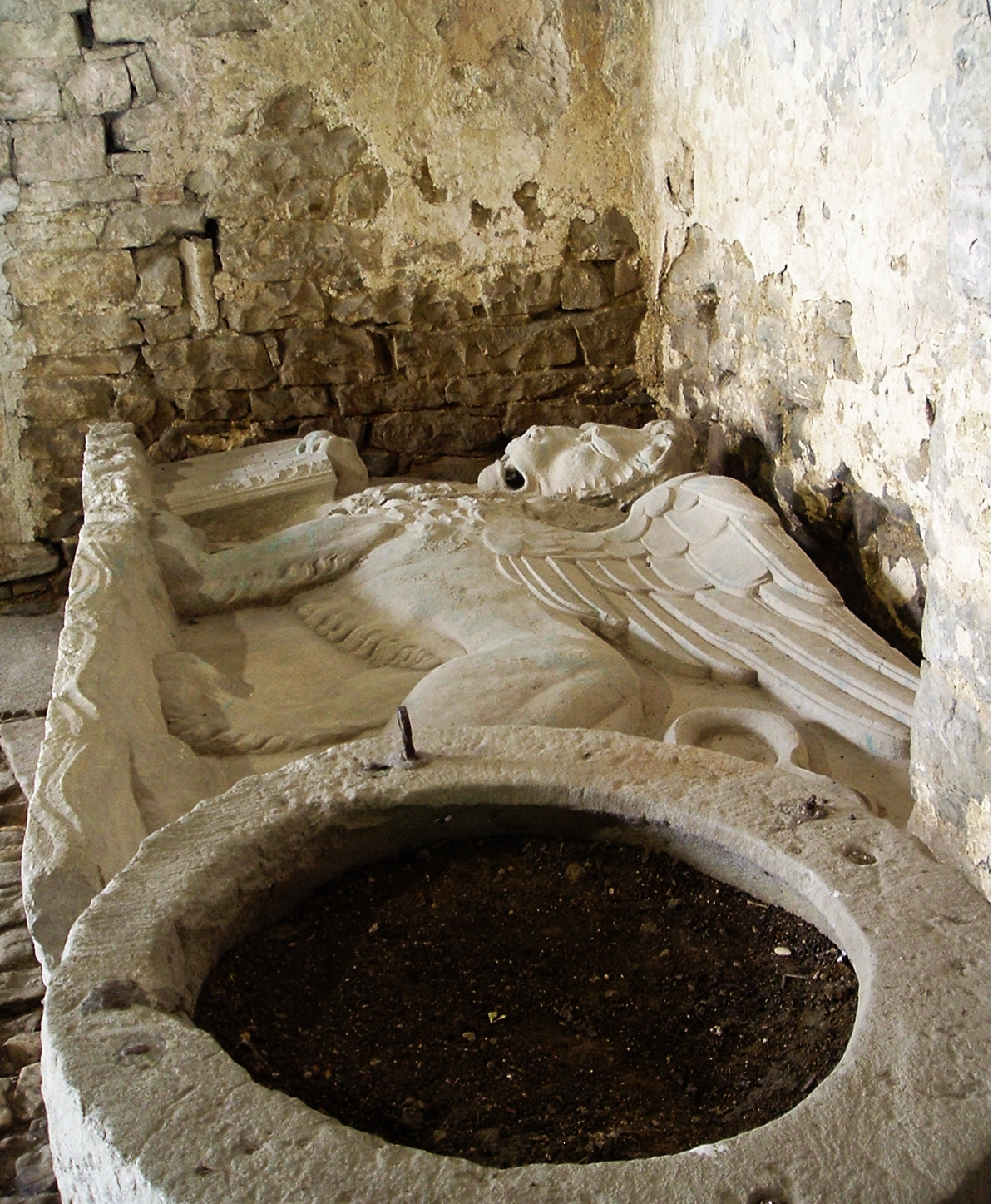
Umgang mit historischem Erbe: ein Markuslöwe abgelegt in einem Winkel der Burg Pazin

Zum UNESCO-Welterbe gehört auf Istrien die Euphrasius-Basilika in Poreč aus dem 6. Jahrhundert, auf der Tentativliste steht Motovun, in der Liste stand zudem das Amphitheater Pula.
Die Kulturlandschaft Istriens ist reich an weiteren Baudenkmälern. Oft sind es kleine, unscheinbare Kirchen, die mit meist gut erhaltenen Fresken beeindrucken. Am bekanntesten ist das Marienkirchlein von Beram mit einem grandiosen Totentanzzyklus.
In den Feldern findet man vereinzelt sehr alte Kažuns – Schutzhütten aus Stein, die in früheren Zeiten die Bauern und Hirten gebaut haben. Für diese Bauweise entstand 2009 bis 2016 nördlich von Vodnjan ein kleines Freilichtmuseum, der Park kažuna oder Parco delle casite.

### Immaterielles Kulturerbe der Menschheit

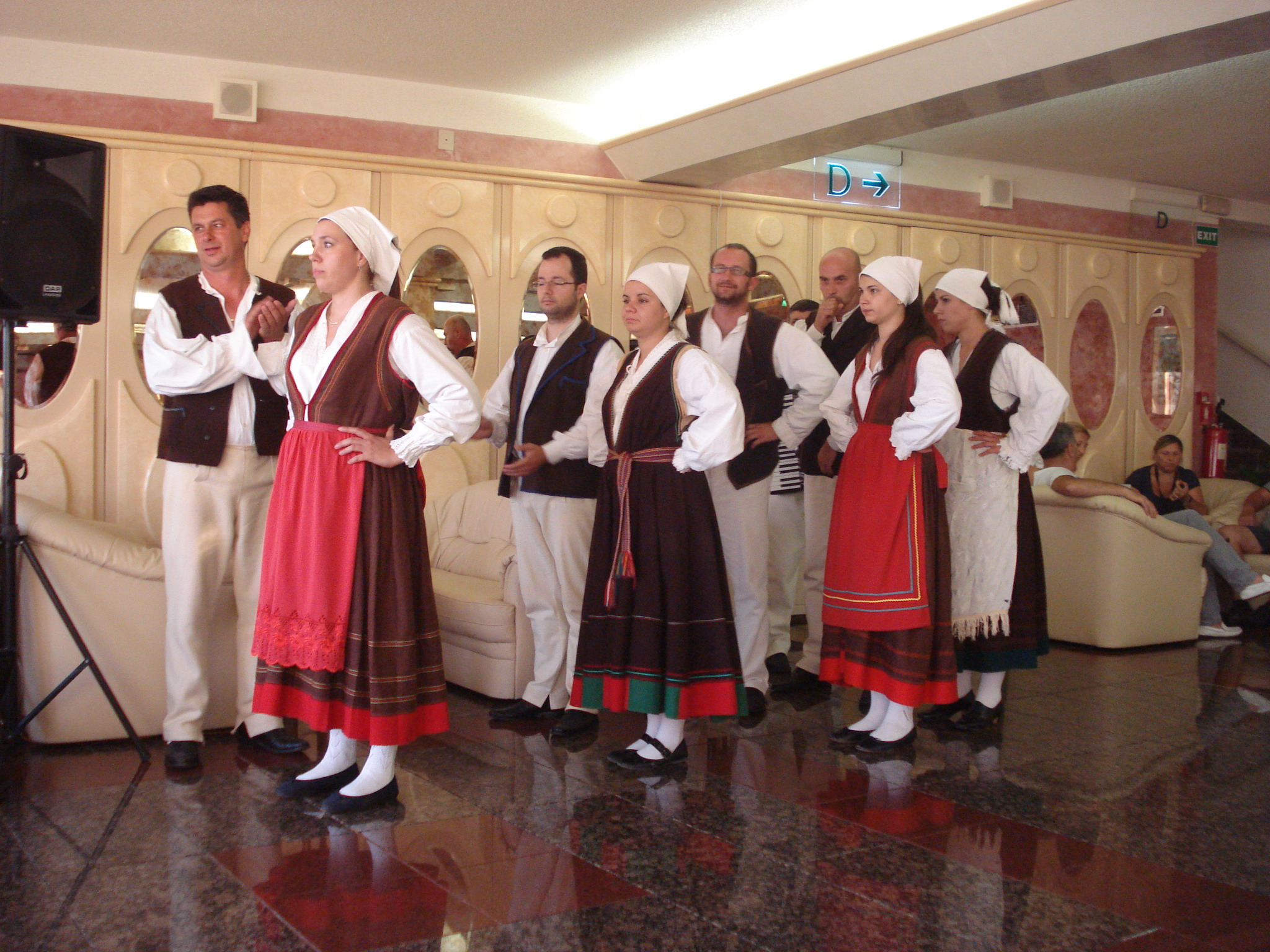
Volkstracht Istriens

Trockenmauerbau wie bei den oben erwähnten Kažun-Hütten ist ebenso in der UNESCO-Liste des immateriellen Kulturerbes der Menschheit enthalten wie der spezielle istrische zweistimmige Gesang, der die Istrische Tonleiter verwendet.

## Demografie

### Kroatischer Teil Istriens
Der kroatische und größere Teil Istriens (89 % der Halbinsel) gehört zur Gespanschaft Istrien. Der Hauptverwaltungssitz ist Pazin-Pisino-Mitterburg. Der wirtschaftliche und kulturelle Mittelpunkt ist allerdings Pula/Pola (57.053 Einwohner, 2012). Etwa 76 % der Einwohner, in der Gespanschaft Istrien, sind Kroaten. Die Gespanschaft Istrien ist in 10 Städte und 31 Gemeinden gegliedert und grenzt an die kroatische Gespanschaft Primorje-Gorski kotar (Kvarner/Rijeka) sowie an das Nachbarland Slowenien. Sie hat eine Fläche von 2.813 km² und ist damit eine der größeren 21 kroatischen Gespanschaften.
Zusammensetzung der Bevölkerung im kroatischen Teil Istriens nach Nationalitäten laut Volkszählung von 2001:
| Ethnie                                               | Anzahl  | Prozent |
| ---------------------------------------------------- | ------- | ------- |
| Kroaten                                              | 148.328 | 71,88 % |
| Italiener                                            | 14.284  | 06,92 % |
| Serben                                               | 06.613  | 03,20 % |
| Bosniaken                                            | 03.077  | 01,49 % |
| Albaner                                              | 02.032  | 00,98 % |
| Slowenen                                             | 02.020  | 00,98 % |
| Deklaration im Sinne einer regionalen Zugehörigkeit* | 08.865  | 04,30 % |

Bei den regional Deklarierten handelt es sich nicht um eine Nationalität im rechtlichen Sinne, sondern eine regionale Bevölkerungszugehörigkeit.
| Gemeinde           | ital. Name                 | Staat     | Einw.  | Italo-phon | Slawo-phon |
| ------------------ | -------------------------- | --------- | ------ | ---------- | ---------- |
| Labin              | Albona                     | Kroatien  | 12.426 | 03,09 %    | 92,62 %    |
| Buje               | Buie d’Istria              | Kroatien  | 05.340 | 39,66 %    | 53,76 %    |
| Novigrad           | Cittanova d’Istria         | Kroatien  | 04.002 | 15,32 %    | 77,59 %    |
| Vodnjan            | Dignano                    | Kroatien  | 05.651 | 19,93 %    | 73,16 %    |
| Poreč              | Parenzo                    | Kroatien  | 17.460 | 06,42 %    | 87,12 %    |
| Buzet              | Pinguente                  | Kroatien  | 06.059 | 00,87 %    | 96,63 %    |
| Pazin              | Pisino                     | Kroatien  | 09.227 | 01,21 %    | 97,56 %    |
| Pula               | Pola                       | Kroatien  | 58.594 | 04,87 %    | 88,38 %    |
| Rovinj             | Rovigno                    | Kroatien  | 14.234 | 10,81 %    | 81,85 %    |
| Umag               | Umago                      | Kroatien  | 12.901 | 20,70 %    | 72,87 %    |
| Bale               | Valle                      | Kroatien  | 01.047 | 22,54 %    | 75,36 %    |
| Barban             | Barbana d’Istria           | Kroatien  | 02.802 | 00,39 %    | 99,21 %    |
| Brtonigla          | Verteneglio                | Kroatien  | 01.579 | 41,29 %    | 52,83 %    |
| Cerovlje           | Cerreto                    | Kroatien  | 01.745 | 00,46 %    | 99,31 %    |
| Fažana             | Fasana                     | Kroatien  | 03.050 | 04,66 %    | 90,75 %    |
| Gračišće           | Gallignana                 | Kroatien  | 01.433 | 00,28 %    | 99,16 %    |
| Grožnjan           | Grisignana                 | Kroatien  | 00785  | 66,11 %    | 29,17 %    |
| Kanfanar           | Canfanaro                  | Kroatien  | 01.457 | 01,51 %    | 96,23 %    |
| Karojba            | Caroiba del Subiente       | Kroatien  | 01.489 | 00,94 %    | 97,99 %    |
| Kaštelir-Labinci   | Castellier Santa Domenica  | Kroatien  | 01.334 | 07,80 %    | 88,23 %    |
| Kršan              | Chersano                   | Kroatien  | 03.264 | 00,40 %    | 94,49 %    |
| Lanišće            | Lanischie                  | Kroatien  | 00398  | n.p .      | 98,99 %    |
| Ližnjan            | Lisignano                  | Kroatien  | 02.945 | 08,05 %    | 88,29 %    |
| Lupoglav           | Lupogliano                 | Kroatien  | 00929  | 00,32 %    | 98,82 %    |
| Marčana            | Marzana                    | Kroatien  | 03.903 | 00,74 %    | 97,72 %    |
| Medulin            | Medolino                   | Kroatien  | 06.004 | 03,05 %    | 89,77 %    |
| Motovun            | Montona                    | Kroatien  | 00983  | 15,46 %    | 81,28 %    |
| Oprtalj            | Portole d’Istria           | Kroatien  | 00981  | 32,11 %    | 65,04 %    |
| Pićan              | Pedena                     | Kroatien  | 01.997 | 00,95 %    | 98,05 %    |
| Raša               | Arsia                      | Kroatien  | 03.535 | 02,63 %    | 94,29 %    |
| Sveta Nedelja      | Santa Domenica d’Albona    | Kroatien  | 02.909 | 01,51 %    | 97,32 %    |
| Sveti Lovreč       | San Lorenzo del Pasenatico | Kroatien  | 01.408 | 01,49 %    | 96,38 %    |
| Sveti Petar u Šumi | San Pietro in Selve        | Kroatien  | 01.011 | 00,30 %    | 99,21 %    |
| Svetvinčenat       | Sanvincenti                | Kroatien  | 02.218 | 01,17 %    | 97,16 %    |
| Tinjan             | Antignana                  | Kroatien  | 01.770 | 00,79 %    | 98,59 %    |
| Višnjan            | Visignano                  | Kroatien  | 02.187 | 08,78 %    | 89,44 %    |
| Vižinada           | Visinada                   | Kroatien  | 01.137 | 08,36 %    | 90,59 %    |
| Vrsar              | Orsera                     | Kroatien  | 02.703 | 02,96 %    | 90,75 %    |
| Žminj              | Gimino                     | Kroatien  | 03.447 | 01,28 %    | 97,80 %    |
| Koper              | Capodistria                | Slowenien | 47.539 | 02,20 %    | n.p.       |
| Izola              | Isola                      | Slowenien | 14.549 | 04,30 %    | n.p.       |
| Piran              | Pirano                     | Slowenien | 16.758 | 07,00 %    | n.p.       |
| Lovran             | Laurana                    | Kroatien  | 03.987 | 01,71 %    | 92,65 %    |
| Mošćenička Draga   | Draga di Moscenica         | Kroatien  | 01.641 | 00,91 %    | 95,67 %    |
| Opatija            | Abbazia                    | Kroatien  | 12.719 | 04,64 %    | 93,81 %    |

### Slowenischer Teil Istriens
Die Adriaküste Sloweniens misst von der italienischen Grenze bei dem slowenischen Ort Ankaran bis zur kroatischen Grenze im Dragonja-Tal etwa 46 km. Dieser Teil unterliegt heute der Region Primorska im slowenischen Küstenland. Wirtschaftliches und kulturelles Zentrum ist Koper (50.000 Einwohner), etwa 20 km südlich von Triest (slow./kroat. Trst) in Italien.

### Enzyklopädien und Lexika, Zeitschriften
- Istarska enciklopedija (kroatisch; mehrere tausend Fotografien, Karten, Grafiken und Tabellen zu Geographie, Kunst, Kultur, Wissenschaft, Personen, Geschichte, Wirtschaft und Politik Istriens)
- Leopoldina Plut-Pregelj, Gregor Kranjc, Žarko Lazarević, Carole Rogel: Historical Dictionary of Slovenia, 3. Aufl., Rowman & Littlefield, Lanham u. a. 2018.
- Atti e memorie della Società istriana di archeologia e storia patria
- Antichità Altoadriatiche

### Archäologie und Geschichte

#### Überblickswerke
- Bernardo Benussi: L’Istria nei suoi due millenni di storia, Centro di Ricerche storiche Rovigno, Venedig / Rovigno/Rovinj 1997.
- Darko Darovec: Breve storia dell’Istria, 1. Aufl. 1992, Koper 2010. (academia.edu)
- Darko Darovec: Rassegna di storia istriana (=Biblioteca Annales, 5), Lipa, Koper 1993. (academia.edu)
- Egidio Ivetić: Adriatico orientale. Atlante storico di un litorale mediterraneo (=Collana degli Atti, n. 37), Rovigno/Rovinj 2014, S. 1–415. (academia.edu)
- Pietro Stancovich: Biografia degli uomini distinti dell’Istria, Bd. 1, Gio. Marenigh, Triest 1828. (Google Books)

#### Ur- und Frühgeschichte, Archäologie
- Klara Buršić-Matijašić: Cibi e bevande nella preistoria istriana, in: Antichità Altoadriatiche LXXXIV (2016) 199–213.
- Matej Zupančič: Art. Istrien, A. Archäologie, in: Lexikon des Mittelalters, Bd. V, Sp. 701.
- Hans-Dieter Kaspar, Elke Kaspar: Istrien. Eine archäologische Entdeckungsreise, Korient, Schonungen 2005. ISBN 3-925696-18-0
- Jana Horvat, Vesna Svetličič, Martin Cregeen, Barbara Smith-Demo, Tamara Korošec: Sermin: prazgodovinska in zgodnjerimska naselbina v severozahodni Istri = a prehistoric and early Roman settlement in northwestern Istria, Ljubljana 1997.

#### Antike bis Hochmittelalter
- Ruggero F. Rossi: La romanizzazione dell’Istria in: Antichità Altoadriatiche II (1972) 65–78 (Romanisierung der Halbinsel).
- Katharina Zanier: L’istria nord-occidentale in epoca Augustea, in: Aquileia nostra 86 (2015) 35–47. (online)
- Giuseppe Cuscito: Medioevo istriano. Vicende storiche e lineamenti storiografici, in: Atti del centro di ricerche storiche Rovigno 22 (1992) 147–176. (online, PDF)
- Jadran Ferluga: Art. Istrien, B. Geschichte, in: Lexikon des Mittelalters, Bd. V, Sp. 701–705.
- Jadran Ferluga: Überlegungen zur Geschichte der byzantinischen Provinz Istrien, in: Jahrbücher für Geschichte Osteuropas 35 (1987) 164–173.
- Jadran Ferluga: L’Istria tra Giustiniano e Carlo Magno, in: Arheološki vestnik = Acta archaeologica 43 (1992) 175–190. (online, PDF)
- Francesco Borri: Gli istriani e i loro parenti Φράγγοι, Romani e Slavi nella periferia di Bisanzio, in: Jahrbuch der österreichischen Byzantinistik 60 (2010) 1–25 (Schwerpunkt auf der vor-fränkischen Zeit, also vor dem späten 8. Jahrhundert). (online)
- Peter Štih: Istria at the onset of the Frankish Rule, or the impact of global politics on regional and local conditions, in: Mladen Ančić, Jonathan Shepard, Trpimir Vedriš (Hrsg.): The Middle Ages between the Eastern Alps and the Northern Adriatic. Select Papers on Slovene Historiography and Medieval History, Brill, 2010, S. 212–229.
- Peter Štih: Imperial politics and its regional consequences. Istria between Byzantium and the Franks 788–812, in: Mladen Ančić, Jonathan Shepard, Trpimir Vedriš (Hrsg.): Imperial Spheres and the Adriatic. Byzantium, the Carolingians and the Treaty of Aachen (812), Routledge, 2018, S. 57–72. (academia.edu)
- Annamaria Pazienza: Serving two masters. Istria between Venice and the Franks in the 8thand 9th centuries, in: Maddalena Betti, Francesco Borri, Stefano Gasparri (Hrsg.): Carolingian Frontiers. Italy and Beyond, Firenze University press, Florenz 2024, S. 115–137. (academia.edu)
- Robert Matijašić: La storiografia e l’archeologia in Istria fra il primo e il secondo bimillenario in: Antichità Altoadriatiche LXXXI (2015) 279–293 (Forschungen der letzten 77 Jahre vor der 2000-Jahr-Feier des Todes des Augustus)

#### Spätmittelalter
- Darko Darovec: I giuramenti di fidelitas delle città istriane nel XIIº secolo. International Congress : Venice and its Stato da mar. Venezia, 9–11 March 2017. Roma, Società dalmata di storia patria / Istituto ellenico di studi bizantini e postbizantini, 2018, S. 21–49. (academia.edu)
- Katja Puppe: Der lange Weg nach Istrien. Die venezianische Unterwerfung der Halbinsel, vornehmlich am Beispiel Kopers (1279–1349), Diss., Leipzig 2017 (Forschungsgeschichte, S. 8–16, Quellenlage, S. 16–19). (academia.edu)
- Slaven Bertoša: La peste in Istria nel Medio Evo e nell’Età Moderna, in: Atti XXXVTI (2007) 121–159 (Überblickswerk, S. 140–153 zu Istrien). (online)[101]
- Egidio Ivetić: Le città dell’Istria (1250–1330), in: Le città del Mediterraneo all’apogeo dello sviluppo medievale. Aspetti economici e sociali, Centro Italiano di Studi di Storia e d’Arte, Pistoia 2003, S. 73–110.
- Suzanne Mariko Miller: Venice in the East Adriatic. Experiences and Experiments in Colonial Rule in Dalmatia and Istria (c. 1150–1358), Diss. Stanford University, 2007.
- Giovanna Paolin: Nessi solidaristici nell’Istria veneta del Cinquecento, in: Ester Capuzzo, Bruno Crevato-Selvaggi (Hrsg.): Atti del VI convegno internazionale Venezia e il suo Stato da mar / Venice and its Stato da Mar, Venezia / Venice, 22-24 febbraio / February 2018, Bretschneider, Società Dalmata di Storia Patria, Rom 2019, S. 27–44. (online, PDF)

#### Frühe Neuzeit bis jüngste Geschichte
- Egidio Ivetić: L’Istria moderna 1500–1797. Una regione confine, Cierre, Verona 2010.
- Egidio Ivetić: La popolazione dell’Istria nell’età moderna. Lineamenti evolutivi, Centro di ricerche storiche Rovigno, Unione italiana Fiume, Università popolare Trieste, Triest/Rovigno, 1997.
- Miroslav Bertoša: La guerra degli uscocchi e la rovina dell’economia istriana, in: Atti del Centro di ricerche storiche di Rovigno 5 (1974) 35–127 (Auswirkungen des Uskokenkrieges). (online, PDF)
- Egidio Ivetić: Oltremare. L’Istria nell’ultimo dominio veneto, Istituto veneto di scienze, lettere ed arti, Venedig 2000.
- Almerigo Apollonio: L’Istria veneta dal 1797 al 1813, Istituto regionale per la cultura istriana, Libreria editrice goriziana, Triest/Görz 1998.
- Egidio Ivetić: Caratteri generali e problemi dell’economia dell’Istria veneta nel Settecento, in: Atti del Centro di ricerche storiche di Rovigno 24 (1994) 75–137.
- Lia De Luca: L’interprete nella dimensione della testimonianza: il caso istriano, in: Acta Histriae 19 (2011) 141–156 (zur Rolle der Übersetzer bei Gericht in der Mitte des 18. Jahrhunderts). (academia.edu)
- Lia De Luca: Venezia e le immigrazioni in Istria nel Cinque e Seicento, Tesi di dottorato, Venedig 2011. (academia.edu)
- Lorella Limoncin Toth: Strutture difensive in Istria d’età veneziana. Uno sguardo architettonico, in: Ester Capuzzo, Bruno Crevato-Selvaggi (Hrsg.): Atti del VI convegno internazionale Venezia e il suo Stato da mar / Venice and its Stato da Mar, Venezia / Venice, 22-24 febbraio / February 2018, Bretschneider, Società Dalmata di Storia Patria, Rom 2019, S. 71–106. (online, PDF)

### Flora und Fauna
- Walter K. Rottensteiner: Exkursionsflora für Istrien, Verlag des Naturwissenschaftlichen Vereins für Kärnten, Klagenfurt 2014. ISBN 978-3-85328-067-6
- Claudio Pericin: Fiori e piante dell’Istria distributi per ambiente, Rovigno, Triest 2001. (online, PDF)

### Landschaft und Kultur
- Janko Ferk: Die Slowenische Riviera. Eine Reisemonografie von Ankaran über Koper und Izola bis Piran und Portorož sowie über die Städte Opatija und Rijeka in Kroatien, mit Fotos von Helmuth Weichselbraun, Graz 2022, ISBN 978-3-903323-18-6.
- Francesco Semi: L’arte in Istria, Società istriana di archeologia e storia patria, Pola, in: Atti e memorie della Società istriana di archeologia e storia patria 47 (1937) 24–121.
- Kristian Sotriffer: Istrien und der Karst. Geschichte, Kultur und Landschaft, Oberösterreichischer Landesverlag Linz, Linz 1972
- Richard Zürcher: Friaul und Istrien, 2. Auflage, Prestel, München 1989, Abschnitt Istrien S. 383–437. ISBN 3-7913-0583-2

### Sprachen und Dialekte
- Janneke Kalsbeek: The Čakavian Dialect of Orbanići Near Žminj in Istria, Rodopi, Amsterdam 1998.
- Lia De Luca: L’interprete nella dimensione della testimonianza: Il caso istriano, in: Acta Histriae 19 (2011) 141-156 (die Bedeutung des Übersetzerwesens Mitte des 18. Jahrhunderts). (academia.edu)

### Wirtschaft und Verkehr
- Andrea Pitacco: La viticoltura e il vino dell’Istria e della Dalmazia vigneti, vini e uomini, in: Carlo Favero (Hrsg.): Il vino nella storia di Venezia. Vigneti e cantinenelle terre dei dogitra XIII e XXI secolo, o. O., o. J., S. 122–137.
- Harald Waitzbauer: Durch Istrien: mit der Istrianischen Staatsbahn durch die k.u.k. Adria-Provinz, Salzburg 1989. ISBN 3-7013-0757-1

### Bibliographien
- Flavia Ursini: Bibliografia istriana, Neri Pozza, 1997.
- Francesco Semi: Istria e Dalmazia. Uomini e tempi con ampia bibliografia generale particolare, Del Bianco, 1991.
- Pietro Zovatto: Bibliografia storico-religiosa zu Trieste e l’Istria, 1864–1974, 1978.
- Carlo A. Combi: Saggio di bibliografia istriana, Giuseppe Tondelli, Koper (Capodistria) 1864 (Nachdruck 1967). (Digitalisat)